# Y!mobile

ワイモバイルのロゴ

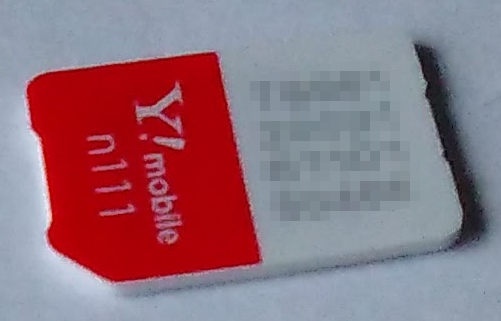
Y!mobile の USIM カード

Y!mobile（ワイモバイル）は、ソフトバンク株式会社、並びに株式会社ウィルコム沖縄（後にソフトバンクに吸収合併）が2014年8月1日にサービスを開始した、移動体通信サービスの（MNO）ブランド名である。SoftBankのサブブランドである。

## ブランドの概要

### Y!mobileブランドの誕生
2014年（平成26年）6月1日、携帯電話サービスのイー・モバイル等を展開していたイー・アクセス株式会社が、PHSサービスを展開していた株式会社ウィルコムを吸収合併し、7月1日に商号をワイモバイル株式会社に変更。8月1日にイー・モバイルとウィルコムの両ブランドを統合して、「Y!mobile」ブランドが誕生した。沖縄県に限り、県内のPHSを管轄していたウィルコム沖縄がY!mobileブランドの移動体通信も取り扱っていたが、2022年4月ウィルコム沖縄はソフトバンクに吸収合併されたためそれ以降はソフトバンクが取り扱っている。
ワイモバイルは、ヤフー株式会社が（初代）ソフトバンク株式会社（現・ソフトバンクグループ株式会社）からイー・アクセスの株式を買収すると発表したものの、最終的に買収をとりやめ業務提携に留めた。Y!mobileの「Y」と「!」はその名残だが、エリック・ガンCEOは「Yahoo!のYだけでなく、EnjoyのYやHappyのYなど、Yを含む言葉の持つ力でユーザーに魔法をかけたい」と語っていた。
ネットワーク構成としては、旧ウィルコムのPHSおよび旧イーモバイルのネットワークは自社網(MNO)で、同時にWireless City Planning社（AXGP回線） および旧ソフトバンクモバイルの回線を利用するMVNO（仮想移動体通信事業者）であった。合併後はAXGP回線を除き自社網となる。

### ソフトバンクのサブブランドとして
2015年（平成27年）4月1日、法人としてのワイモバイルはソフトバンクモバイル(存続会社)に吸収合併されて消滅し、その後同年7月1日に（2代目）ソフトバンクに商号変更 された。ブランドとしてのY!mobileおよびサービスについては引き続きソフトバンクが展開しているため、Y!mobileは「SoftBank」に次ぐソフトバンクのサブブランド として併存している。
ソフトバンク合併以降は、月額基本料1,980円 からの「シンプルプラン」と、Android Oneや旧モデルのiPhoneといった比較的低価格のスマートフォンの組み合わせを軸に拡販を行い、2021年度第1四半期時点で大手3ブランドに次ぐ約700万契約を獲得している。自らネットワーク設備を保有しており移動体通信事業者（キャリア）であるが、UQモバイル（UQコミュニケーションズから事業を移管したKDDIあるいは、UQモバイル沖縄を吸収合併した沖縄セルラー電話が手掛ける）とともに、いわゆる「主力サブブランド」の一角としても認知される事が多い（2021年には、LINEMOが「格安スマホ」に位置付けている）。
なお、ソフトバンクテレコムの流れを汲むソフトバンクの固定電話サービスでは、同一法人が運営するにもかかわらず、（上記の設立経緯により、各社統計等において）Y!mobileは他社携帯電話の扱いとなる。

### PHSの動向
DDIポケット電話グループ時代の1995年にサービスを開始したPHSサービスだが、2015年10月8日のソフトバンク新商品発表会での質疑応答（動画の1時間8分25秒頃 - 1時間9分25秒頃）において、宮内謙代表取締役社長は、PHSについて「今後新機種はあまりないと考えていただきたい」と発言している。実際、本発言以降新機種の発表は実際に行われなかった。
2017年1月18日の「ワイモバイル2017年春商品の発表会」の際の囲み取材では、「『603SI』でPHSを巻き取るのか?」との問いに対し、寺尾洋幸Y!mobile事業推進本部・執行役員本部長は「んー、これからですね。実際、エリアからすれば携帯電話のほうが使いやすいし、PHSではカバーできないところがある。音声でもVoLTEを提供している」と発言している。
その後同年4月20日の発表通り、ソフトバンク・ウィルコム沖縄がPHSの新規・変更受付を2018年3月31日に 終了。PHSサービスを利用しているテレメタリング向けのプランは、2019年3月31日に新規・変更受付を終了。2020年7月末に法人向けテレメトリング以外の公衆PHSサービス提供を、2023年3月末に法人向けテレメタリングのサービスをそれぞれ終了し、PHSサービスを全て終える予定となっていたが、法人向けテレメタリング以外の公衆PHSサービスについては、2020年4月17日に新型コロナウイルスの感染拡大の影響で移行手続きが困難になっている事情を受け、医療機関を中心としたユーザーから延期の要望が多い状況を鑑みて、サービス提供終了日を2021年1月31日に延期。同日をもってサービスを終了した。そして、法人向けテレメタリングが当初の予定通り2023年3月31日をもって提供終了されたことで、約28年にわたって提供されてきた全てのPHSサービスが終了となった。

## サービス概要

### 製品ラインアップ
Y!mobileの製品ラインアップは、スマートフォン・ケータイ・Pocket WiFiの3つに大別されている。詳細は通信端末の項を参照。
- スマートフォン スマートフォン形状の通信端末。
  - SoftBankブランドの3G・LTE網を利用する端末 EMOBILE 4G-S、旧イー・モバイル
  - 旧イー・モバイル網(現・ワイモバイルネットワーク)の3G・LTE網を利用する端末 EMOBILE LTE、旧イー・モバイル
  - PHSとSoftBankブランドの3G網（WILLCOM CORE 3G・機種によってワイヤレスシティプランニング社のAXGP網にも対応）とのWバンド対応端末（旧ウィルコム）

など、異なるブランドの通信網が混在、あるいは異なる通信規格を利用する端末が混在している。ただし、Y!mobile発足後に発売となった端末は302HWを除き、かつてのEMOBILE 4G-Sの流れを汲む「電話サービス(タイプ1)」対応端末となった。
- 2015年10月以降の新規契約は、「電話サービス(タイプ1)」の受入に一本化された。
- 2018年1月31日に、旧イー・モバイル契約とタイプ2契約は、3G向け帯域の停波のため使用不可となる予定。

- ケータイ フィーチャーフォンタイプの通信端末。Y!mobile発足当初は「PHSサービス」（ケータイ(PHS)と称していた）の通話端末を展開していた。その後「電話サービス（タイプ1）」の回線を用いるフィーチャーフォン(いわゆる、ガラホ)が投入された。契約可能な料金プランは、「電話サービス（タイプ1）」向けはケータイプランSSとスマホプラン、「PHSサービス」向けはケータイプランとなっている。
  - PHSは、旧ウィルコムのPHS端末の大半があてはまる。一部、PHS通信機能を内蔵したスマートフォン端末もある。
  - 固定電話形状のPHS端末・イエデンワ2(WX05A)は「その他の端末」扱いとなっているが契約体系は、一般のPHSと同様であった。
- Pocket WiFi 旧イー・モバイルのモバイルWi-Fiルーターが該当する。Pocket WiFiはソフトバンクの登録商標[18] である。

取り扱っている、または取り扱っていた端末の販売会社の一覧は以下の通り。
- Apple
- エイビット
- FCNT
- LGエレクトロニクス
- オッポジャパン
- 京セラ
- Google
- 小米技術日本
- シャープ
- セイコーソリューションズ（セイコーインスツルから事業譲渡）
- ZTEジャパン
- 日本マイクロソフト
- 日本無線
- TJC
- 華為技術日本（ファーウェイ・ジャパン）
- レノボ・ジャパン

### サービス名称
Y!mobileのブランド発足前に用いられていたサービス名称のほとんどは当ブランドで使用されず、後継の名称も設定されない。WILLCOM CORE 3G、EMOBILE 4G-Sなど。旧サービス名称のものも、約款上は、新契約の内容に読み替えられるものと旧契約が経過措置で残される形のいずれかとなっている。
約款上、電話番号の回線として
- SoftBankブランドの通信網を使用するものを「電話サービス(タイプ1)」[19]
- 旧イー・アクセスの通信網を使用するものを「電話サービス(タイプ2)」[19]
- SoftBankブランドの通信網と旧ウィルコムのPHS通信網の両方を使用するデュアルモードを「電話サービス(タイプ3)」[20]

と規定している。また、
- 旧ウィルコムのPHSを「PHSサービス」[21]
- 旧イー・アクセス回線を利用したデータ契約は「データ通信サービス」[22]

と規定され、区別されている。
- WILLCOM CORE 3Gとイー・アクセス時代からの契約などについては、別途約款が規定されている（それ以外は、「電話サービス(タイプ1・2・3)」、「PHSサービス」、「データ通信サービス」へ移行されている）。

新規受付が停止された基本料金プランの利用者は、経過措置扱いで旧約款による契約が継続されるが、原則は新約款が適用される。すなわち、「電話サービス(タイプ1)」と「電話サービス(タイプ3)」の3G回線は、後述の統合が行われる2015年3月まではMVNOということになっていた。
電話サービスは、2015年9月30日を以てタイプ2とタイプ3の新規契約受付を終了し、現在の新規契約はタイプ1での受付となる。なお、VoLTE非対応の音声契約は、2024年4月15日（石川県では同年7月31日）にSoftBank 3Gが停波したため、使用不可となった。
法人向けテレメトリング以外のPHSサービスについては、2021年1月31日にサービス提供終了した。

### 電話番号の割り当てルール
電話番号の割り当て(MNPではない新規で契約した場合)については、
- 電話サービス(タイプ1)契約 総務省が現在のソフトバンク（SoftBankブランド）に割り当てたもの。あるいは、ワイモバイルとの合併前からのソフトバンクモバイル(主に、旧ジェイフォン東京への割当番号帯)にすでに割り当てられていたもの。
- 電話サービス(タイプ2)契約およびデータ通信サービス契約 総務省が旧イー・アクセスに割り当てたもの。ただし、データ端末で2番号を利用する契約の場合は、旧イー・アクセス割当と従来からのソフトバンクモバイル割当相当の番号のそれぞれが割り当てられる。
- PHSサービス契約 総務省が旧ウィルコムに割り当てたもの（070-5xxx、6xxx）
- デュアルモード端末（1台で3GとPHSの2番号を有する端末） 前記の割り当てに準じる。3G番号は電話サービス（タイプ1）と同じ。PHS番号はPHSサービスと同じ。

がそれぞれ割り当てられる。

### PHSのMNP開始に伴う対応
2014年10月からPHSのMNPが開始され、携帯電話・PHS相互間の同番移行が可能となった。2015年3月21日から、Y!mobileのPHS利用者は、SoftBankブランド携帯電話へのMNP転出(2015年4月1日以降は合併にともない「番号移行」に名称変更)手数料・新規契約手数料の無料化を行うことになった。
- 携帯からPHSへの転入 SMS対応端末に限り受け入れ可能となっている。このためタイプ3端末のPHS番号は、端末がSMS非対応のため、当初から3G番号のみのMNP転入対応のままとなっていた。しかし2015年9月30日でタイプ3の契約(新規・他タイプからの変更)受付が終了となり、以後は転出のみとなる。転入は、2018年3月31日のPHSの新規契約受付停止に伴い、この日または以前に終了予定である。
- Y!mobile(DIGNO DUAL2,AQUOS PHONE es/efのPHS部分のメールアドレスは引き続き利用可能)およびSoftBankブランドのメールアドレスの継承はできない。
- PHSから携帯への転出 PHS(「旧ウィルコム契約」「Y!mobile契約」)から、Y!mobile(PHS以外)およびSoftBankブランド(2015年3月31日以前は合併前のためMNP)への番号移行も可能となった。
- メールアドレスの継承については後記のとおり。

## メールアドレス

### キャリアメール
いわゆる「キャリアメール」は、2014年8月以降に新規発行あるいは変更した場合は、以下のドメインが割り当てられる。
- ymobile.ne.jp…「電話サービス（タイプ1・3）」の契約者。または、EMOBILE 4G-Sないしは、WILLCOM CORE 3Gの契約者。従来のemobile-s.ne.jpおよびwcm.ne.jpに相当
- ymobile1.ne.jp…「電話サービス（タイプ2）」の契約者。
- y-mobile.ne.jp…「PHSサービス」の契約者。または、旧ウィルコムのPHS契約者[23]。→従来のwillcom.comおよび(xx.)pdx.ne.jpに相当

EMOBILE 4G-Sを除く旧イー・モバイルブランドの契約者は、従来と変わらず以下のドメインが割り当てられる。
- emnet.ne.jp…EMnetメール対応機種の利用者。
- emobile.ne.jp…EMOBILE 4G-Sを除く全ての旧イー・モバイルブランドの契約者（データ契約も含む）。Y!mobile発足後(2014年8月以降)のデータ契約には、キャリアメールの割り当てはない。'
- Y!mobile発足以前のデータ契約については、2018年7月31日でキャリアメールのサービスを終了する旨の告知が、2017年6月15日付けでなされた[24]。

PHSのキャリアメールについては、次のような取り扱いもあった。
- y-mobile.ne.jp(Y!mobile PHSサービス)
- willcom.com(旧ウィルコム)
- (xx.)pdx.ne.jp(旧DDIポケット電話)

上記の各キャリアメールアドレスについては、
- タイプ1契約に同番移行した場合、My Y!mobileで手続きを行うことにより、継続して利用可能な場合がある(2014年10月以降)。
- softbankブランド(当時はソフトバンクモバイル)の契約へ継承させることが可能[25] となっている（2015年2月24日以降）。

### Y!mobileメール
指定の料金プラン契約者がYahoo!サービスの利用開始設定(Yahoo! JAPAN IDとのひも付け)を行うと、「yahoo.ne.jp」のアドレスが割り当てられる。
- 公式ホームページ[26] では「他社のメールフィルタで【携帯・PHS】として扱われます」との記載があるが、前記キャリアメールのアカウントとは別に割り当てられるメールアカウントである。

指定の料金プランは以下の通り。
- スマホプランS/M/L
- シンプルS/M/L
- スマホベーシックプランS/M/R/L
- データプランS/L
- Pocket WiFiプランの各プラン

利用方法は次のとおり。
- Android(電話サービス(タイプ1)対応)スマートフォン端末では、「Y!mobileメール」アプリで利用可能。
- 前記アプリの利用が不能な、フィーチャーフォン・iPhone・パソコンなどは、端末やメールアプリ（POP/IMAP対応）に、ユーザー自身が必要な設定を行って利用する。インターネットでブラウザ版を利用する。迷惑メール対策などの一部機能は、インターネットブラウザでブラウザ版を利用して設定を行う。

### メールクライアント
Android端末は、当初はGoogle ハングアウトまたはGoogle メッセンジャーを利用して、SMSおよびキャリアメールを利用していた。
- 旧イー・モバイル時代に発売されたEM01L(Nexus5)同様の方法となる。
- 旧ブランドのスマートフォンは、ワイモバイルまたは端末メーカーが旧ブランド時代から提供する、それぞれの端末に対応したメールクライアントアプリを使用する。

その後、電話サービス(タイプ1)に対応するAndroid端末は、
- 2014年秋以降に「SoftBankメール」アプリがY!mobile発足後に投入された端末(403HWやNexus 6を除く)に対応した。
- 2015年10月に「Y!mobileメール」アプリがMMS/SMSに正式に対応(バージョン2.0.0)[27] し、Y!mobileブランド発足後の端末でMMS/SMS/Y!mobileメールをひとつのアプリで利用できるようになった。
- SoftBankメールでは非対応のNexus 5 EM01L(旧イー・モバイル)とNexus 6についても、動作確認済みである。

「Y!mobileメール」アプリは、SIMフリー端末やSIMロックを解除した他社端末でも、電話サービス(タイプ1)に適合しておれば、基本的に利用可能である。2017年11月29日現在のバージョンは3.7.2で、Android要件4.0.3以上 である。iPhone端末に、Y!mobileのホームページにて設定方法が公開されている。

## 料金体系

### 料金プラン
Y!mobileの料金プランは以下のとおりである。
- Y!mobile発足前の料金プランについては、こちら(旧ウィルコム料金体系・旧イー・モバイル料金プラン)を参照。

#### はじめに
「シェアプラン」及び一部の「Pocket WiFiプラン」を除き、契約期間が定められたプラン（契約更新月(契約期間満了月〜請求翌々月)以外の期間に解除した場合は契約解除料が発生）と、契約期間の定めのないプラン（ベーシックプラン・基本使用料は高めの設定）が選択可能であったが、電気通信事業法の改正に伴う料金プラン改定により、「スマホプラン」・「データプラン」・「ケータイプランSS」・「Pocket WiFiプラン」は2019年10月以降、契約期間の定めのないプラン（ベーシックプラン）へ集約された。
また、「スマホベーシックプラン」と「ケータイベーシックプランSS」に関しては、2019年10月1日以降、契約更新月以外の期間であっても、2年以上の継続利用がある、または、機種変更と同時にプラン変更を行った場合は、変更前の料金プランにおける契約解除料が免除される。

#### シンプル2
2023年10月3日に「シンプル」に替わって提供を開始した料金プラン。後述する「ケータイベーシックプランSS」の新規契約終了に伴い、スマートフォン・ケータイ兼用プランとなった。
「スマホベーシックプラン」同様、いわゆる「持ち込み新規」（SIMカードのみの単体契約）も可能である。
- パケット定額制サービスは基本使用料に含まれている。「シンプル」からデータ通信容量が増量となり、Sは1GB増量されて4GBに、MとLはそれぞれ5GBずつ増量されてMは20GBに、Lは30GBとなった。2025年1月よりMとLのデータ通信容量が増量となり、Mは10GB増量して30GBに、Lは5GB増量して35GBとなった（既存の契約者も自動適用）。
- 「シンプル」で2021年8月18日から導入された「データくりこし」[30]は「シンプル2」でも引き続き適応される。
- 「シンプル」同様、通話オプションを付けない場合は別途通話料がかかる。
- 「シンプル」からの変更点として、MとLは月間のくりこし分と規定容量の合計利用量が1GB以下の場合、Sと同額の料金に割引される制度が追加された。
- 従来の「シンプル」に適用されているサービスやキャンペーンは、「だれとでも定額+」・「スーパーだれとでも定額+」の設定に伴って適用外となる「だれとでも定額」・「スーパーだれとでも定額(S)」を除くほぼ全てが「シンプル2」にも適用可能となる。
- 「ケータイベーシックプランSS」から「シンプル2 S」へ切り替える場合、基本使用料は割高となるが、「おうち割 光セット(A)」・「家族割引」・「PayPayカード割」の適用が可能（ただし、「おうち割 光セット(A)」と「家族割引」は併用不可）となり、「ケータイベーシックプランSS」では別料金だったパケット定額制サービスが基本使用料に含まれ、高速データ通信容量が4GBに増量。通話料金は使った分だけかかるが、オプションサービスの「だれとでも定額+」や「スーパーだれとでも定額+」の追加が可能となる。

#### シェアプラン
2014年12月4日から提供を開始した子回線専用プランである。「シンプル2」・「シンプル」・「スマホプラン/スマホベーシックプラン」及び「データプラン/データベーシックプラン」契約者であれば申込が可能である。
- 加入月は子回線のみで通信量がカウントされ、データ通信容量は3GB。加入翌月からは、前記加入プラン（親回線）のデータ通信容量を子回線（最大3回線まで追加可能）に分けあうことが可能。2021年8月以降は親回線が「シンプル2」や「シンプル」の場合、シェア適用中は余ったデータ通信容量を翌月にくりこして規定容量に上乗せすることが可能となった。
- 利用する端末が対応しておれば、SMSが利用できる。その際の通信料金は、受信は無料で送信は1通3円となる。
- 契約期間の定めはなし。
- ユニバーサルサービス料は不要。
- 親回線と同時加入の場合は、本プラン加入に伴う契約事務手数料は不要となる。
- シェアプランセット割の設定がある(後記)。

#### Pocket WiFiプラン
Pocket WiFi(モバイルWi-Fiルーター)向けの料金プランである。以前は端末に応じて適応されるプランが異なっているため複数のプランが存在していたが、2018年4月1日以降は「Pocket WiFiプラン2」と「Pocket WiFiプラン2ライト」の2種類に絞られ、2019年10月1日以降は「Pocket WiFiプラン2」のみに、契約種別も契約期間が無い「ベーシック」のみとなった。併せて、「ベーシック」の料金が2,000円値下げされ、契約種別「さんねん」と同額の料金となった。
- データ通信容量は7GB。
- 5G対応端末の発売の伴い、2021年7月15日より利用料金据え置きで5Gの利用が可能となった（後述するアドバンスオプションで「アドバンスモード」選択時は5G非対応）。併せて、契約更新月以外に契約種別を「さんねん」から「ベーシック」へ変更した場合の契約解除料が同日付で免除された[32]。
- 「インターネットWi-Fi機能」を搭載した機種では、ソフトバンクWi-Fiスポットが無料で利用できる。

#### 新規受付を終了した料金プラン
新規受付の終了後も以下に述べる対象プランの既存契約者はプラン変更を行わない限り引き続き利用可能である。
- スマホプラン - タイプ2及びタイプ3（いずれも「スマホベーシックプラン」を含む）の契約は2015年9月30日付、タイプ1の契約についても「スマホベーシックプラン」への一本化に伴い2019年9月30日付で順次新規受付が終了となった。
- スマホベーシックプラン - 「スマホベーシックプランL」は2019年9月30日付、「スマホベーシックプランS/M/R」も「シンプル」へ移行のため2021年2月17日付で順次新規受付が終了となった。なお、「スマホベーシックプランR」は同年3月1日より改定となり、高速データ通信容量が6GB増量して20GBとなり、基本使用料が200円値下げされた[33]。
- シンプル - 「スマホベーシックプラン」に替わって提供を開始したスマートフォン向け料金プラン[34]。元々は、2020年12月下旬以降に「シンプル20」として提供を開始する予定だったが、同時期に内容を改定して「シンプルL」に改められ、「シンプルS」と「シンプルM」を加えた3つの料金体系で提供された[35]。「シンプル2」への移行のため、2023年10月2日をもって新規受付が終了となった。
- データプラン - 「データベーシックプラン」への一本化に伴い、2019年9月30日付で新規受付を終了。
- データベーシックプラン - 2021年8月17日付で新規受付を終了。
- ケータイプランSS - 「ケータイベーシックプランSS」への一本化に伴い、2019年9月30日付で新規受付を終了。
- ケータイベーシックプランSS - 電話サービス（タイプ1）対応フィーチャーフォンの音声通話向け料金プラン[36]。「シンプル2」への集約のため、2023年10月2日をもって新規受付が終了となった。
- ケータイプラン - ケータイ（PHS）向けプラン。2018年3月31日付で新規受付を終了。本プランに関しては、PHSサービスの終了に伴い、2021年1月31日をもって提供も終了となった。
- Pocket WiFiプラン+ - 「Pocket WiFiプランL」の提供開始に伴い、2015年7月14日付で新規受付を終了。
- Pocket WiFiプランS - 契約種別「さんねん」は2015年11月3日付で新規受付を終了。「さんねん」以外の契約種別も2018年3月31日付で新規受付を終了
- Pocket WiFiプラン/L/SS - 2018年3月31日付で新規受付を終了。
- Pocket WiFiプラン2 - 契約種別「さんねん」「バリューセット」「バリューセットライト」は2019年9月30日付で新規受付を終了
- Pocket WiFiプラン2ライト - 2019年9月30日付で新規受付を終了。
- Pocket WiFi 海外データ定額 - 既存の「Pocket WiFiプラン2（ベーシック）」に世界100ヶ国以上で利用可能な「海外データ定額」を追加した701UC専用のプラン。別途海外利用料がかかるものの、国際ローミングよりも低料金で利用が可能であった。 2021年5月11日付で新規受付を終了。新規受付終了後は「世界対応ケータイ」に加入することで海外渡航時に自動で「海外パケットし放題」の利用が可能となる。

### パケット通信利用時の注意事項
パケット通信利用の際に、対象期間内に通信量を超過した場合、通信速度に制限がかかるので注意が必要である。通信速度の制限には、低速化と制御の2種類がある。
なお、PHSサービスにおけるパケット通信に関しては、2021年1月31日のサービス提供終了まで、通信容量に制限がなく、容量超過による通信速度の制限も設けられなかった。

#### 通信速度の低速化
当月のパケット通信利用量（データ通信量）が各料金プラン毎に設けられている高速データ通信容量を超過した場合、超過した日から末日まで通信速度が低速化される。低速化後の通信速度は料金プランによって異なる。
- シンプルM/L、スマホベーシックプランM/R - 最大1Mbps
  - 「スマホベーシックプランM/R」に関しては、2020年7月1日の料金プラン改定に伴って従来の最大128kbpsから最大1Mbpsに高速化され、既存契約者にも同日より適用された[38]。
- シンプルS、スマホベーシックプランS - 最大300kbps
  - 「スマホベーシックプランS」に関しては、2020年10月13日以前に契約した場合でも、2021年1月15日までに順次従来の最大128kbpsから最大300kbpsへ切り替えられた[39]。
- 上記以外の料金プラン - 最大128kbps

低速化した場合には、追加でデータ通信量を購入することで通信速度を通常の速度に戻すことができる。追加料金はごく一部の料金プランを除いて追加容量・料金が統一されており、1回につき0.5GB追加で500円となる。また、追加方法を「オートチャージ（快適モード）」に選択することで高速データ通信容量を超過しても自動的に容量が追加され、低速化されずに高速データ通信を維持することが可能である。追加回数は「無制限」のほかに、使いすぎ防止のため1回から14回までの上限回数を設定することが可能である。ただし、「スマホプラン」「スマホベーシックプラン」でタイプ3契約になっている場合、「オートチャージ」に対応していないので注意が必要である。

#### 通信速度の制御
一部のPocket WiFi向け料金プランにおいて、一定期間に大量の通信を利用する一部の契約者に対し、通信速度の制御が実施される場合がある。
- Pocket WiFiプラン2/L - アドバンスモード利用時に、前日までの3日間の利用通信量が標準モード利用時と合わせて8,389万パケット（約10GB）以上
- Pocket WiFiプラン+ - 前日までの3日間の利用通信量が839万パケット（約1GB）以上

制限期間は料金プランによって異なり、制限期間中は約1Mbpsを基準とした運用となる。
なお、「シンプル」や「ケータイベーシックプランSS」など、上記以外の料金プランの契約者については、通信速度の制御は行われない。

### オプションサービス

#### 通話オプション
月額料を支払うと、国内向け通話料が無料になる（ナビダイヤル宛の他、一部対象外の番号がある。対象外となる番号は、Y!mobileのホームページを参照のこと）。
- だれとでも定額/だれとでも定額+
制限付定額制通話オプション。2021年1月31日まではPHS向け料金プランである「ケータイプラン」や「プランW」対象のオプションだったが、同年2月18日よりスマートフォン向け料金プランである「シンプル」対象の通話オプションとして名称を復活した。
  - 月額料は「だれとでも定額」が700円、「だれとでも定額+」が800円。1回あたり10分以内の国内通話が無料となる。2025年1月より「シンプル2 L」のみ「だれとでも定額+」が月額料無料となった。
  - PHS向けに提供されていたオプションから変更された点として、月額料が割安（PHS向けでは934円）となり、PHS向けでは月500回までとなっていた回数制限が設けられていない（回数無制限）の違いがある。
  - 2023年10月3日に「シンプル2」専用オプションとして追加された「だれとでも定額+」では、有料オプションサービスである「留守番電話プラス」・「割込通話」・「グループ通話」・「一定額ストップサービス」が月額料無料で追加可能となる。
  - 「だれとでも定額」を適応している契約者が「シンプル2」にプラン変更した場合は「だれとでも定額」が解除されるため、同等のオプションを求める場合にはプラン変更時に「だれとでも定額+」を加入する必要がある。
  - 「ケータイプランSS」「ケータイベーシックプランSS」には「だれとでも定額」同等の制限付き定額制通話オプションは用意されなかった。

- スーパーだれとでも定額/スーパーだれとでも定額(S)/スーパーだれとでも定額+
完全定額制通話オプション。基本プランによって内容が異なり、「スマホプラン」「スマホベーシックプラン」「ケータイプランSS」「ケータイベーシックプランSS」は「スーパーだれとでも定額」、「シンプル」は「スーパーだれとでも定額(S)」、「シンプル2」は「スーパーだれとでも定額+」となる。
  - 月額料は「スーパーだれとでも定額」は1,000円、「スーパーだれとでも定額(S)」は1,700円、「スーパーだれとでも定額+」は1,800円。2025年1月より「シンプル2 L」のみ「スーパーだれとでも定額+」の月額料が改定され、1,000円となった。
  - 「スーパーだれとでも定額」は2021年1月31日まではPHS向けの「ケータイプラン」にも提供されていた。定額料は1,500円とスマートフォン・ケータイ向けよりも割高になるものの、モデムでの利用を含めてパケット通信も月額料のみで利用可能であった。
  - 「スーパーだれとでも定額」や「スーパーだれとでも定額(S)」を適応している契約者が「シンプル2」にプラン変更した場合は通話オプションが解除されるため、同等のオプションを求める場合にはプラン変更時に「スーパーだれとでも定額+」を加入する必要がある。
  - 契約者が60歳以上（Y!mobileのシステムに登録された使用者年齢が、対象プランの契約・本オプションの申込・機種や料金プランの変更など情報変更の申込のいずれかの時点で60歳以上になる）場合、対象プラン外への変更や解約などを行わない限り、月額料が永年割引となるキャンペーン（60歳以上 通話ずーっと割引キャンペーン）が存在する[43]。
  - 2023年10月3日に「シンプル2」専用オプションとして追加された「スーパーだれとでも定額+」では、有料オプションサービスである「留守番電話プラス」・「割込通話」・「グループ通話」・「一定額ストップサービス」が月額料無料で追加可能となる。

#### データ通信オプション
- データ増量オプション[44]
「シンプル2」「シンプル」「スマホプラン」「スマホベーシックプラン」契約者を対象とし、月額料を支払うことで高速データ通信容量が増量可能となるオプション。増量分は料金プランによって異なり、「スマホプランS」「スマホベーシックプランS」は1GB、「シンプルS」「シンプル2 S」は2GB、「スマホプランM」「スマホベーシックプランM/R」は3GB、「シンプルM/L」「シンプル2 M/L」は5GB、「スマホプランL」「スマホベーシックプランL」は7GBとなる。
本オプションは2016年8月1日より「データ容量2倍オプション」として提供を開始したが、2018年9月1日付で現在の名称に変更された。
  - 月額料は500円。但し、初回申込の場合は当月の月額料が無料となる。
  - 新規契約・契約変更または機種変更と同時に申込んだ場合は申込当月より、それ以外の場合は申込翌月より適応される。
  - 「スマホプラン」や「スマホベーシックプラン」の場合、本オプションを付加していても、高速データ通信容量を超過すると、通信速度は低速化する。「スマホプランS」や「スマホベーシックプランS」を例にとると、3GBを超過すると低速化し、残りの1GB（増量分）については
    - 低速化の都度、低速化解除手続きを行う。
    - あらかじめ「オートチャージ」（前述）の設定により低速化しないようにする。

のいずれかの方法で利用することになるが、その際の低速化解除手数料が2回分（スマホプランM/L、スマホベーシックプランM/R/Lについても同様に増量部分を0.5GBで割った回数分）割引になる形をとっている。
  - 実際に手数料の割引が請求金額に反映されるのは、当該料金月の請求金額が確定した時点である。
  - 2021年8月18日（同年8月17日以前に加入した場合は、同年9月1日）より「シンプル」向けの「データ通信オプション」が改定され、「シンプルS」は1GBから2倍の2GBに、「シンプルM/L」は3GBから5GBにそれぞれ増量。増量分の余ったデータ量も翌月へのくりこしが可能となった。併せて、増量分全てを高速データ通信容量に加算される方法に変更され、前述した低速化解除手続きが不要となった[30]。このため、「オートチャージ」を設定している場合は、同年9月1日以降、「My Y!mobile」で「オートチャージ」の設定を「OFF」にする必要がある（「スマホプラン」や「スマホベーシックプラン」で「データ増量オプション」に加入しており、且つ、「オートチャージ」を設定しているユーザーが料金プランを「シンプル」に変更した場合も同様に低速解除化手続きが不要となるため、「オートチャージ」の設定を「OFF」にする必要がある）。
  - なお、本オプションに初めて加入した場合、申込翌月から6か月間（申込初月を含めて7か月間）無料となるキャンペーン（データ増量無料キャンペーン3）が存在する[45]。

- アドバンスオプション
「Pocket WiFiプラン2」契約者を対象とし、月額料を支払うことで高速データ通信容量が無制限となる。
  - 月額料は684円。但し、初回申込の場合は当月の月額料が無料となる。
  - 「アドバンスモード」を利用するには、端末を「アドバンスモード」へ設定変更する必要がある。通信方式はTDD-LTEとAXGPの2種類が利用可能となる。なお、前述したように5G通信サービスでは「アドバンスモード」が利用不可となるので、5G対応端末を利用する場合は注意が必要である。

#### 新規受付を終了したオプションサービス
以下のサービスはサービス自体の解約や対象外プランへのプラン変更を行わない限り継続利用が可能である。
- データプランシェア - 「スマホプラン」のタイプ1契約を親回線として、親回線契約者が「データプランS」1回線を子回線として登録することにより、それぞれの契約プランの高速データ通信容量を合算（例えば、6GBの「スマホプランM」と1GBの「データプランS」を親子にすると合計で7GB）して、それぞれの契約回線で共用可能となるオプションサービス。月額料は無料であった。2019年10月1日の料金改定に伴い、同年9月30日をもって新規受付を終了。以降は子回線専用料金プランの「シェアプラン」が代替サービスとなる。

### 割引サービス
割引サービスを適用する際、各種適用条件の可否があるため、公式サイトも参考のこと。

#### 個人向け
- シェアプランセット割
  - 対象プラン：親回線がシンプルM/L、スマホプランM/L、スマホベーシックプランM/R/L、データプランL、データベーシックプランLのシェアプラン契約
  - 加入月の翌月から「シェアプラン」の基本使用料が「スマホプランL」「スマホベーシックプランL」「データプランL」「データベーシックプランL」の場合は全額割引により無料、「シンプルM/L」「スマホプランM」「スマホベーシックプランM/R」の場合は半額となる。
- 家族割引サービス[46]
対象の料金プランで契約した場合に、副回線（最大9回線まで）の基本使用料等を割引するサービス。副回線における割引等の内容は次の通り。
  - 料金プランの基本使用料割引（割引額は料金プランによって異なる）
  - ユニバーサルサービス料の無料化（「シンプル」・「シンプル2」は除く）
  - 主回線や副回線がY!mobileのネットワークを提供するMVNO（ノジマ、ヤマダデンキ、ラネット、ジャパネットたかた）のサービスであっても割引の適用対象となる。
- おうち割
対象の料金プラン・固定通信サービス・電力サービスをまとめることで、対象の料金プランの基本使用料が割引となるサービス。
  - 2015年3月1日[注釈 2] よりスマートフォン向けの指定料金プランと固定通信サービスの契約を対象としたセット割引サービスとして「光おトク割」が提供されていたが[47]、2017年4月11日に対象プランの拡大（スマートフォンだけでなく、タブレット(データ通信)やPocket WiFiにも拡大適応）及び割引内容の見直し（スマートフォンの契約回線数に応じた利用料金の割引から対象の料金プランに応じた基本使用料の割引に変更）を受けて「光セット割」にリニューアルされた[48]。
  - 2017年10月にグループ会社のSBパワーの電力供給により提供される電力サービス「おうちでんき」のワイモバイルショップ及びY!mobile取扱店での取扱開始に合わせて電力サービスとのセット割引「おうち割 でんきセット(A)」の提供が開始され、これに伴い、既存の「光セット割」は同年10月2日に「おうち割 光セット(A)」へ名称変更（既に「光セット割」で契約した場合も同日付で「おうち割 光セット(A)」へ名称を統一）され、セット割引の名称を「おうち割」に統一された[49]。
  - 「おうち割 光セット(A)」は、対象の料金プランと固定通信サービスをセットにすることで対象の料金プランの割引が適用される。「SoftBank 光」で割引を適用するには「自動更新ありプラン」で、且つ、指定オプションの追加が必要となる[50]。また、割引額は対象となる料金プランによって異なる。固定通信サービスは従来、光回線を用いた「SoftBank 光」、ワイヤレスシティプランニング社のAXGP回線を用いた「SoftBank Air」、一部地域で提供されている「Yahoo! BB 光シティ」のいずれかに限られていたが、2025年1月22日からは料金プランが「シンプル2」に限り、ケーブルテレビ事業者向けのIP電話サービス「ケーブルライン」、「ひかりdeトークS（TOKAIケーブルネットワーク）」、「NURO光 でんわ（ソニーネットワークコミュニケーションズ）」も対象となった。
  - 「おうち割 でんきセット(A)」は、対象の料金プランと電力サービスをセットにすることで、対象の料金プランに対して最大10回線まで一定額の割引が適用される（なお、割引額は24カ月目までと25か月目以降で異なる）。電力サービスは「おうちでんき」が基本となるが、「おうちでんき」が提供されない東北・北陸・九州（岐阜県の一部と新潟県を含む、福井県は越前国地域のみ）については、東北電力・北陸電力・九州電力の各対象プランにより同等の割引が適応される「おうち割 東北電力 でんきセット(A)[51]」「おうち割 北陸電力 でんきセット(A)[52]」「おうち割 九州電力 でんきセット(A)[53]」が提供される。なお、これらのプランを申込む場合は電力会社の会員サービス（東北の場合は「よりそうeネット」、北陸の場合は「ほくリンク」、九州の場合は「My九電」）の加入も必要となる。なお、東北は従来「おうちでんき」の対象エリアとなっていたが、2024年10月23日をもって「おうちでんき」の提供エリアから外れ、同年11月5日に「おうちでんき 東北電力 でんきセット(A)」へ変更となった[54]
  - 対象の料金プラン・固定通信サービス・電力サービスの3つをまとめて、「おうち割 光セット(A)」と「おうち割 でんきセット(A)」を併用することも可能である

#### 法人向け
- 法人契約割引/法人契約割引2
  - 料金改定に伴って2019年10月1日よりサービスを開始した法人向け割引サービスで、従来の「法人割引サービス」と「ビズ割サービス」が一つに統合された。2023年10月3日からは「シンプル2」を対象とした「法人契約割引2」が開始された。
  - 「法人契約割引」は法人名義にて「シンプル」又は「スマホベーシックプラン」を2回線以上（対象の料金プランであれば組み合わせは自由）で契約し、請求先を一つにまとめることで対象となる全ての回線の基本使用料が割引となる。
  - 「法人契約割引2」は法人名義にて「シンプル2」又は「シンプル」を2回線以上（対象の料金プランであれば組み合わせは自由）で契約し、請求先を一つにまとめることで「シンプル2」の契約回線の基本使用料が割引となる。
  - なお、従来の「法人割引サービス」及び「ビズ割サービス」と比べ、「法人割引サービス」のみの適用となる2回線から5回線までの場合は割引額が増額（500円→700円）されるが、「法人割引サービス」と「ビズ割サービス」が併用される6回線以上の場合は割引額が減額（1,000円→700円）された。「法人契約割引2」は「法人契約割引」に比べて割引額が増額され870円となった。

#### 新規受付を終了した割引サービス
- スマホプラン割引 - 「新規」「他社(ディズニー・モバイル・オン・ソフトバンクを除く)からのMNP転入」による契約を対象に、加入月から25か月間、「スマホプラン」の基本使用料が割引となる。2018年6月1日の「スマホプラン」のプラン改定に伴って新規受付を終了し、既存の割引対象者についても新料金の適用に伴い、割引の適用が終了された[55]。
- ずっとおトク割 - 指定した端末の購入と同時に「Pocket WiFiプラン（契約種別「ベーシック」は対象外）」に加入することで、対象プランの基本使用料が割引となるサービス。期間の定めなく加入期間中は適用され、前述の「おトク割」と異なり、一定の契約期間経過後の割引額の減額がない。適用対象の料金プランである「Pocket WiFiプラン」の新規受付終了に伴い、2018年3月31日をもって新規受付を終了した。なお、プラン変更を行わない限り、新規受付終了後も割引が継続される。
- おトク割 - 端末（Pocket WiFiプランの場合は指定端末）の購入と同時に「データプラン（データベーシックプランを除く）」や「Pocket WiFiプラン（+/SS/S/L/2/2ライトが対象、SS以外は契約種別「ベーシック」を除く）に加入することで対象プランの基本使用料が割引となるサービス。割引適用期間は対象のプランによって異なり、「データプラン」と「Pocket WiFiプラン2/2ライト」は加入月から37カ月間、「Pocket WiFiプランSS」は加入月から36カ月間適用された。「Pocket WiFiプランL/S/+」は期間の定めなく加入期間中は適用されるが、「Pocket WiFiプラン+」は加入月から25カ月目以降、「Pocket WiFiプランL/S」は加入月から37カ月目以降に割引額がそれぞれ減額された。2018年6月1日の料金プラン改定に伴って新規受付を終了し、既存の割引対象者についても新料金への適用に伴って割引の適用も終了された。
- 長期利用割引 - 「スマホプラン」及び一部の「Pocket WiFiプラン」の契約者を対象に、対象プランに初めて加入した月を1か月目とし、「Pocket WiFiプラン+（にねん）」は24か月間、「スマホプラン」は25か月間、「Pocket WiFiプランS/SS/L（さんねん）」は36か月間、「データプランS/L」と「Pocket WiFiプラン2/2ライト（さんねん）」は37か月間継続利用した時に、その翌月以降の基本使用料が毎月割引になるサービス。2018年6月1日の料金プラン改定に伴って新規受付を終了し、既存の割引対象者についても新料金への適用に伴って割引の適用も終了された。
- 月額割引 - 後述する「バリュースタイル」に加入し、Y!mobile指定の端末を購入した場合に、利用料金（基本使用料やオプションサービス月額料など）から一定額を最大24カ月間又は36カ月間にわたり割引となるサービス。Pocket WiFiを新規契約で申し込んだ場合は端末購入当月から、スマートフォンなどそれ以外の場合は端末購入翌月から割引が適用される。また、SIMフリー端末向けの「バリュースタイル(F)」に対応した「月額割引(F)」も提供されていた。2019年10月1日からの料金改定に伴い、同年9月30日をもって新規受付を終了した（新規受付終了に伴い、「バリュースタイル」は2020年6月9日に提供を終了するまで、「月額割引」は適用されなかった）。なお、新規受付終了までに申し込んだ場合は、申込時の条件のままで適用期間が終了するまで割引が継続される。
- ワンキュッパ割 - 「新規」「他社からのMNP転入」「ディズニー・モバイル・オン・ソフトバンクからのMNP転入」「SoftBankブランドからの番号移行」「指定の料金プラン契約者の機種変更・契約変更」による個人契約を対象に、加入翌月から12カ月間、「スマホプラン」の基本使用料が割引となる。また、前記「スマホプラン割引」との同時適応も可能であった。2019年10月1日の料金改定に伴い、同年9月30日をもって新規受付が終了となった。
- 新規割 - 「スマホベーシックプラン」の契約者を対象に、新規・他社からのMNP転入（SoftBankブランドからの番号移行を含む）・PHSや旧イー・モバイル4G-Sからの契約変更を対象に、加入翌月から6カ月間、基本使用料が割引となるサービス。スマートフォン向け料金プランを「シンプル」へ移行したことに伴い、2021年2月17日をもって新規受付が終了となった。
- W-VALUE SELECT - 旧ウィルコムブランドから提供されていた電話機の購入にあたって支払方法の選択が可能なサービス。ケータイ（PHS）を購入した場合には、最大24カ月間又は36カ月間にわたり、使用料（基本使用料など）を一定額割引する「W-VALUE割引」も適用されていた。2017年6月30日付で新規受付を終了した[56]。
- バリュースタイル - Y!mobileが指定した端末を購入し、対象の料金プラン[57][58] を契約することで、端末をバリュースタイル販売価格（「バリュースタイル」以外での販売価格と異なる場合がある）で購入可能にするサービス。支払方法は一回払い又は分割払いを選択可能で、分割払いの場合は端末により24回又は36回で、その範囲内であっても契約者は任意の分割回数を指定することができなかった。また、SIMフリー端末向けに、24回の分割払いでの購入を可能にする「バリュースタイル(F)」も設定されていた。2020年6月9日をもって提供を終了し、以降は端末購入時に支払方法を選択可能にする方式に変更された。
- 法人かけ放題プログラム - 新規契約または機種変更により、「ケータイプラン」と「だれとでも定額」又は「スーパーだれとでも定額」をセットで加入した場合、「ケータイプラン」の基本使用料が無料となる法人向け割引サービス。適用対象の料金プランである「ケータイプラン」の新規並びに変更受付の停止に伴い、2018年3月31日をもって新規受付を終了し、PHSサービスの提供終了に伴い、2021年1月31日をもってサービス提供も終了された。
- 法人割引サービス/ビズ割サービス - 法人名義で「スマホプラン」を複数回線契約し、請求先を一つにまとめることで各回線分の基本使用料が割引となる法人向け割引サービス。「法人割引サービス」は2回線以上、「ビズ割サービス」は6回線以上でそれぞれ適用され、6回線以上の場合は両方の割引サービスが適用される。適用対象の料金プランである「スマホプラン」の新規受付終了に伴い、2019年9月30日をもって新規受付を終了した。なお、割引サービスを利用中の場合は、プラン変更を行わない限り、新規受付終了後も割引が継続される。

### いわゆる「持ち込み新規」
- 3G/4G端末の場合[59]
  - SIMフリー端末やSIMロック解除済み端末の「持ち込み新規」が可能である。但し、周波数帯の対応状況などをあらかじめ調べておく必要がある。なお、ワイモバイルにおいても一部の社外SIMフリー端末を販売するようになった。
    - 「おすすめ」と称して複数のSIMフリー端末が紹介されている[60] が、大半は海外メーカーの発売品である。
    - 公式オンラインストアではいくつかの端末をSIMカードとセット販売している。また、ワイモバイルショップのうちSIMフリー端末取扱店での販売は一部のメーカー品に限られている。

  - したがって「おすすめ」として紹介されている端末の全てを取り扱っているわけではない。
  - 「スマホプラン」又は「シェアプラン」での契約が可能。2021年2月18日以降は「スマホプラン」に替わり「シンプル」で契約が可能となる。
  - 提供されるSIMカードはmicroSIM、nanoSIMの2種類で、標準サイズSIMは提供されていない。
  - タイプ1で使用する回線での提供となる。
  - VoLTEについては、2017年11月以降は別途の申込みを要しない標準サービスとなった[61]。
    - 当初は持込み端末がVoLTE対応であっても、VoLTEオプションの加入手続きがMy Y!mobileでできなかった。但し、公式オンラインストアで扱っているSIMフリー端末の申込み画面では、VoLTEオプションの選択が可能になっていた。

  - 動作確認機種としてあげられているSIMフリー(およびSIMロック解除した)のiPhoneについては、過去にテザリングがつかえないとの記載があった。但し、SIMフリーのiPhoneについては2017年6月1日以降の新規契約者から利用可能となり、それ以前の契約者についても同年9月7日現在利用可能である。
- PHSの場合
  - 2018年3月31日にPHSの新規契約受付は終了となった。
  - それ以前は、指定端末[62] に限り「持ち込み新規」が可能であった。基本的には、修理受付が終わっていない端末で、AIR発番に対応した端末であれば可能だが、タイプ3の端末やPHSと3G/4G回線の抱き合わせ契約となる端末の持ち込みは不可としている。また、店舗によっては、端末毎に対応可否が異なるケースもあるため、カスタマーセンターでは、事前に手続きを行う予定のショップに問い合わせすることを推奨していた。
  - 2021年1月31日をもってPHSサービス提供終了。

## 料金請求形態
利用料金の請求業態は契約内容によって異なる。
- PHSまたは「電話サービス(タイプ3)」で音声契約した場合や、旧ウィルコムからのユーザー

旧ウィルコムの料金システムを継承
- データ契約した場合（ただし、40x系以前の端末向けのプランでの契約）や、旧EMOBILE 4G-S契約を除く旧イー・アクセスからのユーザー

旧イー・アクセスの料金請求システムを継承
- 「電話サービス(タイプ1・2)」で契約した場合（SIMカードでの契約を含む）や、旧EMOBILE 4G-Sで契約した旧イー・アクセスからのユーザーおよび50x系以降のデータ端末向けのプランを契約しているユーザー

SoftBankブランドでの契約の末日締扱いと同等の請求方法となり、ソフトバンクからの直接請求（2015年3月末までは、ワイモバイルがソフトバンクモバイルに請求を委託していた)
このため、口座振替の場合は、契約内容により引落日が毎月26日になるケースと27日になるケースがある。
- 26日引落分は、ソフトバンクによる自社直接請求ないしはセディナ（現：三井住友カード）からの収納代行によるもの。

（PHS契約の場合は、原則セディナ（現：三井住友カード）からの収納代行を利用するが、引落口座が三菱東京UFJ銀行の場合とゆうちょ銀行自動振替による引落の場合のみ、収納代行を利用せず、ソフトバンクからの自社直接請求）。
- 27日引落分（従来のイー・アクセスの請求形態）は、セディナを吸収する以前のSMBCファイナンスサービスからの収納代行によるもの[63]。

いずれも、セディナ（現：三井住友カード）に収納代行させる金融機関からの引き落としの場合は、「セディナ（ワイモバイル）」や「セディナ（ソフトバンクMB）」（2021年1月以降の引き落としは、「SMFS（ワイモバイル）」や「SMFS（ソフトバンクMB）」）のように、PHSかY!mobileブランドのスマートフォン（元のEMOBILE 4G-Sを含む）かの区別は可能となっている。
口座振替のお知らせ・ご利用料金のご案内など請求書はMy Y!mobileにアクセスして確認することになる。
紙ベースの請求書発行時(個人契約の利用者が発行を希望する場合、一部の例外を除き有料)についても、上述の請求元(システム)に応じて請求書の形態が異なる。
- EMOBILE 4G-Sを除くイー・アクセス旧契約とデータ通信契約（50x以降の端末を契約した場合を除く）は封書
- PHS及び上記以外ははがき(SoftBankブランドと同じ形態)

(振込先も、EMOBILE 4G-Sを除くイー・アクセス旧契約とデータ通信契約（50x以降の端末を契約した場合を除く）が銀行振込不可、PHS契約が三菱東京UFJ銀行東京営業部、従前においてソフトバンクモバイル（現・ソフトバンク）が受託していたものはSoftBankと同じく三井住友銀行本店営業部となる。振込手数料は自己負担)
料金支払いの際、口座振替やクレジットカード決済の場合は払込手数料もしくは収納手数料は課金されない。但し、期日未決済(未払い)のため請求書を発行した場合は、請求書発行手数料が発生する。
請求書に基づく支払方法は次のとおりである。
- 金融機関(一部を除く)の窓口での支払い

振込手数料および払込処理手数料が発生する。
- コンビニエンスストアでの支払い

収納手数料(2017年11月発行分以降・請求金額により異なる)および払込処理手数料が発生する。
- Y!mobileのキャリアショップ店頭での支払い

2017年10月3日以降は原則として収納手数料200円が発生する。
期日未決済となった料金の支払い方法としては、前述の請求書に基づく支払い方法のほか、契約形態によってはMy Y!mobileにて
- クレジットカードを利用した決済
- 支払い番号の発行を受け、「ペイジー(Pay-easy)」やコンビニエンスストアで支払う

ことも可能である(手数料300円が発生する)。

## サービス拠点等

### キャリアショップ

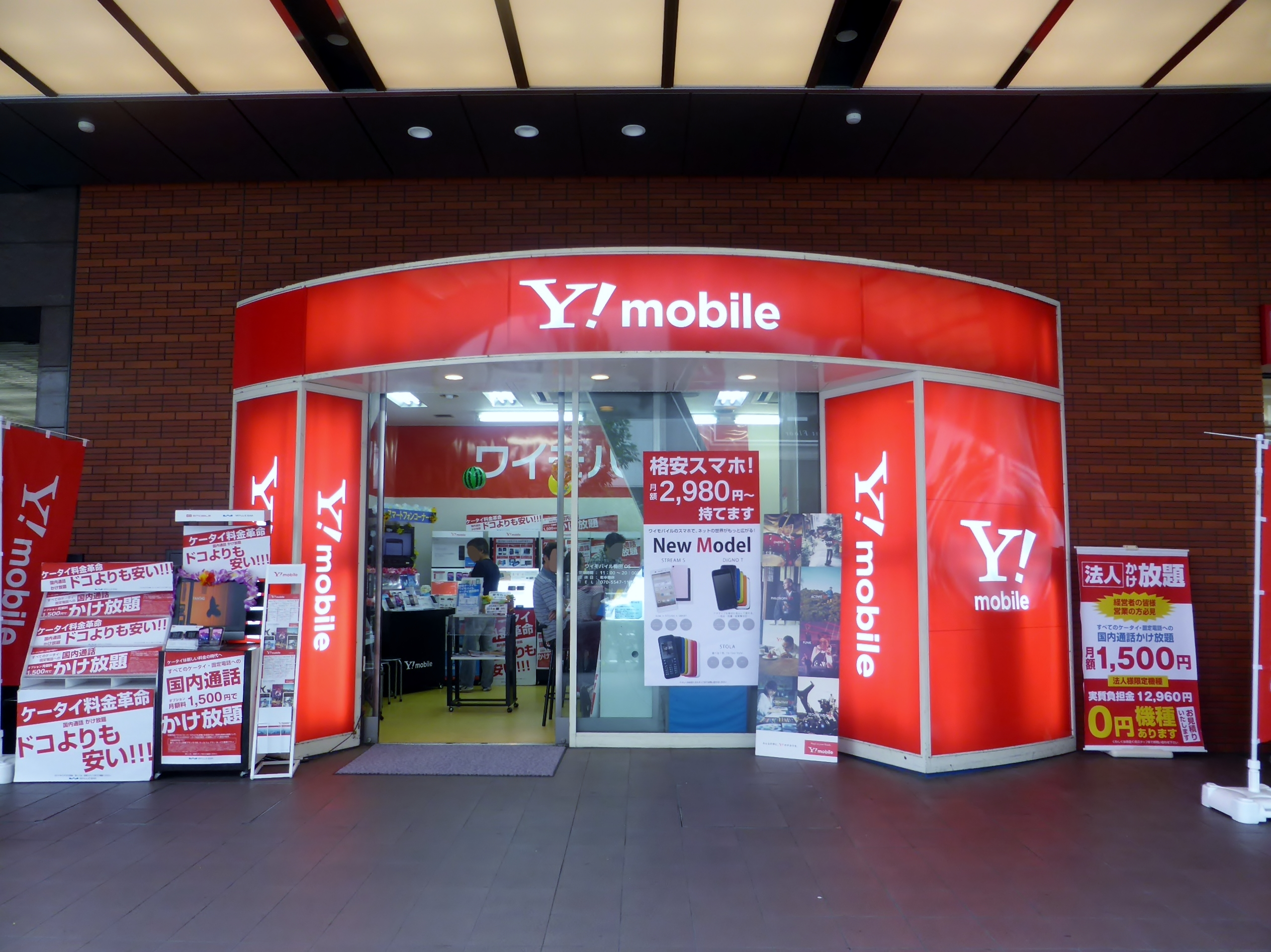
ワイモバイル梅田OS
(大阪府大阪市北区)

キャリアショップについては、2014年8月に、従来の「イー・モバイル」店舗（一部を除き「ウィルコムスポット」を併設）と「ウィルコムプラザ」（一部の拠点では「イー・モバイル スポット」を併設）および、「ウィルコムカウンター」の一部店舗のブランド及びサービスレベルを統一して、「ワイモバイル」となった。
各店舗の名称は「ワイモバイル○○」のようになり、「ショップ」という文字は各店舗の名称には含まれない。
ウィルコムプラザが前身の店舗と従前の「イー・モバイル」店舗が前身の店舗の一部は、PHS番号（イエデンワ2・WX05A）を店舗への連絡用番号としてワイモバイルのホームページ上で公開していた（その場合であっても、店頭で発行される契約・説明文書や料金の領収書に印字・記載されるショップの電話番号は、固定電話の番号となるショップもある）。家電量販店に併設された「ワイモバイルショップ」店舗の一部（主に、旧イー・モバイルのショップ店併設拠点および旧・ウィルコムカウンターの店舗）は、量販店の代表番号とは別に、直通の固定番号を公開している拠点もある。
直営店は、それぞれ、ワイモバイルが六本木に1ヶ店、ウィルコム沖縄が沖縄県内に3ヶ店設けており、それ以外はすべて代理店運営となっている。
ワイモバイルのソフトバンクモバイルへの吸収合併後も、ソフトバンクのショップ店とワイモバイルのショップ店は双方のブランドを同一地で運営している拠点を含めて従来通り個々で存続されている。
SoftBankブランドの契約者のワイモバイルショップでの手続きはできない。ただし、例外的にiPhone取扱店となっている拠点は、MNPを含む新規契約ないしは既存のY!mobileブランド(旧ブランド契約を含む)からの契約変更により、SoftBankブランド契約のiPhoneの加入が可能となっている。なお、2016年3月4日からは、Y!mobileブランド契約のiPhoneの取扱が開始される予定となっており、その後の対応については明らかにされていない。
通常、看板の色は赤だが、京都市内の店舗では景観条例により看板の色は小豆色となっている。

### カスタマーセンター
電話による問い合わせ窓口は、旧ウィルコムが使用していたナビダイヤルと自動音声のみのフリーコールDXで統一され、旧イー・モバイルのフリーダイヤルは、旧来からの利用者向けに2015年2月25日（当初は2014年10月31日までとなっていたが変更）まで並行して利用可能で、以降は廃止された。
名称は、旧イー・アクセス側の「カスタマーセンター」を継承した（ウィルコムは「サービスセンター」名称だった）。
ナビダイヤル番号宛は、他社同様に各無料通話等の対象外(NTTコミュニケーションズ経由で合算請求される)だが、Y!mobileブランド契約で、だれとでも定額相当の通話が利用できる回線については、ナビダイヤルと同じ通話先に繋がる151は、当該無料通話の対象内となる(基本料金プランやオプションの付加状況に応じて、10分以内までや無制限などの違いはある)。
しかし
かつては、
(151)は、無料だったが、2021年3月から有料になる。
その代わりに
2021年5月1日から
(0120-921-156）
又は、
(044-382-0800)なった。

### 利用者専用ログインサイト
ワイモバイル発足前は、旧来の「My WILLCOM」および「My EMOBILE」並びにEMOBILE 4G-Sなどの利用者が「My SoftBank」に乗り入れるという形で、ログインサイトが旧社・利用形態ごとに分かれていたが、ワイモバイル発足後(2014年8月以降)は、名称を「My Y!mobile」に統一した。
最初に表示される「My Y!mobileログイン」画面にて端末種類や契約形態を選択した後に、選択に応じたログイン情報を入力するサイト(以下の三種類のいずれか)が表示される。
「My WILLCOM」ベースのログインサイト
ログイン後に表示されるウェブサイトが、契約形態によって異なり(URLを見ると、「https://y2.my.ymobile.jp/wuc/d/top」と「https://my.ymobile.jp/muc/d/top」が存在)、表示される項目も若干の違いがある。
- EMOBILE 4G-S利用者、旧ウィルコム利用者
- 2014年8月以降に音声契約をした利用者

（持ち込み新規等にて旧イー・モバイルブランドの料金プランで契約した場合を除く）
- 50x以降の端末向けプランでのデータ端末での契約

「My EMOBILE」ベース(2つにわかれる)
- STREAM Xおよび旧イー・アクセス(EMOBILE 3G/4G/LTE)のサービス利用者向けのログインサイト

(従来通り、emobile.ne.jpのアドレスが利用可能)
- 2014年8月以降にデータ契約をした利用者（ただし、40x系以前の端末向けのプラン）向けのログインサイト

(SIMに記録されている電話番号がログインIDとなる)
なお、旧EMOBILE 4G-S契約者とタイプ1契約者の場合、メールアドレスの設定関係は、「My SoftBank」の設定にリダイレクトされるため、Y!mobileブランド移行後も、「My SoftBank」へのログイン自体は可能。
また、使用するアプリによっては、My SoftBankでの認証が必要な場合があり(例「電波改善要望」など)、その場合は、SoftBankブランド契約と同様にログインして使用する形となる(全く同一というわけではないので、アプリによっては出来ないものもある)。

## 通信端末

### 通話端末
2014年には、PHS端末SMSおよびMNP転入が可能。但し一部機種は端末ファームウェアのアップデート要。「モバイル迷惑電話チェッカー(オプション契約要)」や「緊急速報メール」に対応。ブラウザ搭載端末は、アップデートにより、SHA-2に対応。
- 日本無線製
  - BISINESTA(ビジネスタ) 301JR　8月1日発売、ケータイ
    - 法人向け専用モデルで、個人向けには販売されていない。形状はストレート型。
    - 内蔵型と引き出し型のダブルアンテナで安定した通信品質を実現し、ノイズキャンセラー機能も備えている。
    - USB接続によるテザリング(4xパケット(W-OAM対応)・PIAFS)に対応。
    - IPX5/IPX7等級相当の防水性能とIP5X等級相当の防塵性能を備える。
    - ICレコーダー機能、リモートロック機能、管理者ロック機能といったビジネスシーンに向けた機能を搭載する。
    - 自営標準第2版（電波産業会が策定した第二世代コードレス電話システム規格の一部）や「W-VPN」に対応しており、事務所用コードレスシステムに対応したPBXに登録することでオフィス用の内線子機としてそのまま使え、外出先からでも内線番号のみで呼び出すことができる。
    - カメラは非搭載(セキュリティ上カメラの持ち込みが禁止されている場所でも使用できる)。
- 京セラ製
  - STOLA(ストラ) 301KC　9月4日発売、ケータイ
    - 連続通話時間約10.5時間、連続待受時間約1,020時間(いずれも最大値)。
    - 通話・赤外線通信・ライトメール・SMS(ファームウェアのアップデート後に、SMS利用のアクティベート作業を行うことで利用可能)に特化した軽量・コンパクト設計のストレート型端末。

Eメール、テザリング、本体でのウェブブラウジングには対応しない。カメラは非搭載。
リアカバーが別売りで5色用意されており、着せ替えが可能。
    - 後述の「STOLA(ストラ) WX08K」の後継モデル[69] にあたる。
    - 当初は8月1日の予定だったが、発売前日になり、製造上の都合に発売を延期することが発表された[70]。その後、同年8月28日に発売予定日を発表[71] し、当初予定から約1か月遅れで発売を開始した。

  - LIBERIO(リベリオ) 401KCおよびCRESTIA(クレスティア) 402KC　12月1日発売、ケータイ
    - 共通部分
      - Bluetooth機能を搭載し、スマートフォンの子機としたり、ヘッドセットやハンズフリー機器とのリンクができる。
      - USB接続によるテザリング(4xパケット(W-OAM対応)・PIAFS)に対応。
      - 本体は防水・防塵・耐衝撃性能のタフ仕様。

    - 異なる部分
      - LIBERIO 401KC
        - 形状はストレート型。

      - CRESTIA 402KC
        - 形状は折り畳み型。
        - 「だれとでも定額パス」に対応。手持ちのAndroidスマートフォンに専用アプリをインストールすることで本器を親機としてスマートフォンからPHS回線による通話が可能。
        - PANプロファイル接続によるBluetoothテザリングが可能。また、W-OAM Type-Gにも対応。
        - 聞き取りやすさにこだわった各種機能を備える。
          - ディスプレイ全体を振動させて音を伝えることで騒がしい場所でも相手の声が聞き取りやすい「スマートソニックレシーバー」
          - 相手の声の速度を落としてゆっくり話しているように聞こえる「ゆっくり通話」
          - 音量を大きくして聞き取りにくい音域を補正する「はっきり通話」

        - モバイルライト付のオートフォーカスカメラを搭載。

### その他の端末
- Pa-NCU 10月発売(瓦斯会社向け)[72]

通信機能を備えたガスメーターに接続して使用するPHS通信ユニット。検針・ガスの使用状況の確認やガス供給の遮断(閉栓)を遠隔操作で行うことができる。

#### 2015年
- エイビット製
  - Heart(ハート) 401AB[73]　3月20日発売、ケータイ
    - SMSおよびMNP転入は「不可」
    - 通話特化型端末。

メール機能・メモリーカードスロット・カメラ・ドキュメントビューア機能は非搭載。
- -     - 重さ54gの軽量設計で、使用時はストレート型だが、片方を回転することで待受時はハート型に変形可能。

#### 2016年 - 2018年
期間中の新型の発表・投入は行われないまま、2018年3月31日をもってPHS契約の新規・変更受け付けを終了、2021年1月31日にサービス終了した。

### 3G/4G端末
はじめに
- 緊急速報メール

対応機種については、ワイモバイル公式サイト内 に記載がある。詳細は公式サイト内の各機種のスペック表を参照。
対応しない機種であっても、「Yahoo!防災速報」 アプリで代用できる場合がある。
機種によってはETWSに対応しているものもあるが、このような端末が緊急速報メールを受信した場合の挙動については公式の案内はない。
- スマートフォンについては、当初はAndroid端末を投入していたが、2016年春にiPhoneを投入。また、同年夏には「Android One」を投入している。
- スマートフォンの「タイプ1・2・3」は、電話サービス約款上の区分を指す。但し、Y!mobile発足後に新たに投入された端末は、302HW(タイプ2)を除き、全てタイプ1端末となっており、タイプ3端末は投入されていない。したがって、タイプ1端末については「タイプ1」の記載は省略する。

#### 2014年
スマートフォン
- 華為技術日本製
  - STREAM S 302HW　8月1日発売、スマートフォン（タイプ2、旧EMOBILE LTEベース）
    - SIMロック「なし」
    - 通信方式はFDD-LTE/3G(W-CDMA)(対応周波数帯はLTE(B3)/W-CDMA(B1/8/9))に対応。AXGPには対応しない。
    - 旧ウィルコム、旧イー・モバイル両ブランドで発売されていたスマートフォン「STREAM（ストリーム）」の「Y!mobile」ブランド1号機。メタルフレームを基調とした、厚さ約6.8mm・重量約110gの薄型・軽量のフルフラットボディ。
    - カメラは背面(メイン・800万画素)と正面(サブ・500万画素)を備え、若返り効果の「ビューティレベル」機能により、自分撮りでも美しく撮影できる。
    - ホーム画面をカスタマイズできる「Emotion UI」を搭載。
    - タイプ2契約が2015年9月30日を以て新規受付中止となったため、タイプ2の端末としては、最初で最後の商品となった。
- 京セラ製
  - DIGNO T 302KC　9月11日発売、スマートフォン（旧EMOBILE 4G-S/Hybrid 4G LTEベース）
    - SIMロック「あり」
    - 通信方式はAXGP/FDD-LTE/3G(W-CDMA)(対応周波数帯はLTE(B1/8)/W-CDMA(B1/8))に対応。

※ワイモバイルネットワークには対応しない。
- -     - IPX5/IPX7等級相当の防水性能、IP5X等級相当の防塵性能、MIL規格準拠の耐衝撃性能を持つ。
    - ディスプレイ全体を振動させて音を伝えることで聞き取りやすくする「スマートソニックレシーバー」を搭載。
    - 本体カラーは「ツール・ド・東北 2014」のスペシャルカラーであるグリーンを含めた5色展開である。
- モトローラ・モビリティ製
  - Nexus 6　12月11日発売、スマートフォン（旧EMOBILE 4G-S/Hybrid 4G LTEベース）

（当初はダークブルーのみ、クラウドホワイトは12月19日発売）
- -     - SIMロック「なし」
    - GSM/3G(W-CDMA)/FDD-LTE/AXGPの通信方式が利用可能。対応周波数帯は、LTE(B1/3/5/7/8/9/19/20/28/41)/W-CDMA(B1/2/4/5/6/8/9/19)ほか。
    - Android 5.0 Lollipopを世界で初めて搭載した端末で、日本国内の携帯電話事業者としては初めて発売される。
    - 2015年10月14日から提供されているソフトウェアアップデートにより、後述のNexus 5Xと同じAndroid 6.0 Marshmallowへバージョンアップ可能である[77]。

Pocket WiFi
(モバイルWi-Fiルーター)
共通部分
通信方式はAXGP/FDD-LTE(ワイモバイルLTEネットワーク 1.7GHz帯)/3G(W-CDMA)に対応。
タッチパネル式の2.4インチカラーディスプレイを搭載。
USB 2.0接続及びWi-Fi接続(IEEE802.11 b/g/n)に対応。
- 華為技術日本製
  - Pocket WiFi 303HW　8月1日発売（旧EMOBILE 4G）
    - SIMロック「あり」
    - プラチナバンドには対応しない。
    - 国際ローミング対応(3Gのみ)。
    - 地上デジタルテレビ放送(フルセグ・ワンセグ対応)チューナーを搭載（本機単独では視聴できない。専用アプリ(アンドロイド用・ios用)と対応機器が別途必要）。
    - 起動時間は約5秒。稼働時間は最大約9時間。
- ZTEジャパン製
  - Pocket WiFi 305ZT　10月3日発売（旧EMOBILE 4G）
    - SIMロック「あり」

※Y!mobileブランドの音声SIMでも「データ通信(DUAL2)のSIM」以外での通信不可。
- -     - SoftBank 4G LTE網の2.1GHz帯にPocket WiFi初対応。プラチナバンド(3G)には対応しない。
    - 国際ローミング対応。
    - CA（キャリア・アグリゲーション）対応。

LTEの超高速通信規格「LTE-Advanced」の技術を応用し、複数の周波数帯を束ねて同時にデータ通信を行うことでAXGPの高速化を実現している。
- -     - 5GHz帯Wi-Fiの高速規格「IEEE802.11 ac」及び、他のWi-Fi機器との干渉を減らす「IEEE 802.11 a」にも対応。
    - 先にSoftBankブランドで発表されたSoftBank 303ZTは当端末のリモデル。

タブレット
- 華為技術日本製
  - MediaPad M1 8.0 403HW　12月4日発売
    - SIMロック「あり」/SIMサイズ「micro」
    - 通信方式はFDD-LTE/W-CDMAに対応(AXGPおよびワイモバイルネットワークには非対応)。対応周波数帯はLTE(B1/3)/W-CDMA(B1/8)である。海外ローミング非対応。
    - ワイモバイル初のタブレット端末である。基本OSとしてAndroid 4.4.2を搭載。
    - 本端末は「スマホプラン」又は「データプラン」で契約した親回線に追加する子回線として「シェアプラン」で契約することも可能である（単品の場合は「データプラン」での契約となる）。

#### 2015年
総務省「SIMロック解除のガイドライン」改正 にともない、Y!mobileブランドの端末は、10月9日発売のPocket Wi-Fi 502HW以降は、原則としてSIMロック解除に対応するようになった。
スマートフォン
全て「プラチナバンド(3G/LTE)」に対応。通信方式はFDD-LTE/3G(W-CDMA)(対応周波数帯はLTE(B1/3/8)/W-CDMA(B1/8))に対応。503HWを除きAXGPに対応。※機種によってはこれ以外の通信方式・周波数帯に対応しているものもある。
10月20日からVoLTE(Voice over LTE)による音声通話サービスが開始され、対応する機種で順次利用可能になる。
- LGエレクトロニクス製
  - Spray 402LG　2月19日発売（旧EMOBILE 4G-S/Hybrid 4G LTEベース）
    - SIMロック「あり」
    - Android 4.4 KitKatを搭載
    - 幅約66×高さ約128×厚さ約11mmのコンパクトサイズ。
    - 電源ボタンを押さずにスリープ解除できる「ノックオン」や登録したパターンをタップすることでホーム画面を表示できる「ノックコード」といった独自機能を備える。
    - スマートフォンでは珍しくバッテリーを予備を含めて2個同梱するほか、予備バッテリー専用チャージャーも同梱している。
    - 防水/防塵に関する記載なし。

  - Nexus 5X　10月20日発売（旧EMOBILE 4G-S/Hybrid 4G LTEベース）
    - SIMロック「あり・解除可能(条件あり)」/SIMサイズ「nano」
    - GSM/3G(W-CDMA)/FDD-LTE/TDD-LTE(AXGP含む)の通信方式が利用可能。対応周波数帯は、LTE(B1/2/3/4/5/7/8/9/17/18/19/20/26/28)/W-CDMA(B1/2/4/5/6/8/9/19)ほか。
    - 「VoLTE」「HD Voice(3G)」に対応。
    - Android 6.0 Marshmallowを搭載
      - 2017年6月6日現在、Android 7.1.2が公開されており、このバージョンから緊急速報メールに対応となった。

    - CPUはヘキサ(6つ)コアの「Snapdragon 808」を採用。指紋センサーを搭載。
    - Google Play MusicをはじめとしたGoogleの各種アプリがプリインストールされている。
    - 防水/防塵に関する記載なし。
- 京セラ製
  - DIGNO C 404KC　2月27日発売（グロスブラックのみ、ホワイトは3月19日発売）（旧EMOBILE 4G-S/Hybrid 4G LTEベース）
    - SIMロック「あり」
    - Android 4.4 KitKatを搭載
    - 「HD Voice(3G)」に対応。
    - IPX5・IPX7等級相当の防水・IP5X等級相当の防塵・MIL規格準拠の耐衝撃性能に対応。ディスプレイは5インチの大画面で、UIをオリジナル仕様とした。
- シャープ製
  - AQUOS CRYSTAL Y 402SH　7月9日発売（旧EMOBILE 4G-S/Hybrid 4G LTEベース）
    - SIMロック「あり・解除不可」[81]
    - Android 4.4 KitKatを搭載
    - 「VoLTE」[82]「HD Voice(3G)」に対応。
    - 防水/防塵に関する記載なし。

SoftBankブランドのAQUOS CRYSTAL X(2014年12月発売開始)をY!mobileブランド向けにリモデルした端末。基本スペック・主要機能・カラーバリエーションはAQUOS CRYSTAL Xと同一である。
- 華為技術日本製
  - LUMIERE 503HW　10月24日発売（旧EMOBILE 4G-Sベース）

（当初はホワイトのみ。他色は未定）
- -     - SIMロック「あり・解除可能(条件あり)」/SIMサイズ「micro」
    - Android 5.0 Lollipopを搭載
    - AXGPには対応しない。
    - 防水/防塵に関する記載なし。
    - 厚さ約7.7mmの薄型ボディに5.0インチHDディスプレイを搭載するとともに、オクタ(8つ)コアCPUも搭載。
    - カメラ機能はメイン1300万画素・サブ500万画素。自撮り向け機能を備えている。

ファーウェイがグローバル展開しているSIMフリースマートフォン「P8lite」をベースとした端末。基本スペックなどはP8liteと共通だがY!Mobile向けのアプリがプリインストールされている。
フィーチャーフォン
- シャープ製
  - AQUOS ケータイ 504SH　12月4日発売（便宜上は、タイプ1契約となる4Gケータイだが、3Gネットワークのみ利用可能）
    - Y!mobileブランド初の「AQUOSケータイ」（ちなみに、Y!mobileブランド初のフィーチャーフォンでもある）。なお、本モデルはSoftBankブランドからも「AQUOSケータイ（品番名：SoftBank 501SH）」として発売されるが、SoftBankブランドよりもカラーバリエーションが少なくなる（レッド・ホワイト・ブラックの3色のみ）違いがある（ちなみにSoftBankブランドモデルでは8色設定されている）。
      - SIMロック「あり・解除可能(条件あり)」/SIMサイズ「nano」
      - 通信方式は3G(W-CDMA・対応周波数帯はB1/8)に対応。国際ローミング対応。
      - 「HD Voice(3G)」に対応。
      - IP5X/7X等級相当の防水・IP5X等級相当の防塵性能に対応。
      - キーボード部分に静電センサーを装備し、一部のアプリで画面のスクロールなど操作が可能。
      - LINEの利用も可能。
      - 一部の搭載アプリについては利用制限をかけることが可能。
      - テザリングには対応しない[83]。

Pocket WiFi
（モバイルWi-Fiルーター）
- 華為技術日本製

共通部分
電源を入れてから起動（待ち受け画面表示）まで約5秒（初回起動時や使用環境による変動あり）。
通信方式はAXGP/FDD-LTE/3G (W-CDMA) に対応。対応周波数帯はLTE(B1/3/8)/W-CDMA (B1) である。
USB 2.0接続及びWi-Fi接続 (IEEE802.11 b/g/n)に対応。
- - Pocket WiFi 401HW　4月27日発売（旧EMOBILE 4G） 
    - SIMロック「有無不明」
    - 国際ローミング対応（3Gのみ）。
    - 幅約90.6mm、高さ約56mm、厚さ約13mm、重量約75gの小型・軽量設計。
    - ディスプレイそのものが非搭載で、本体正面には電源ボタンと、状況表示LED（電波状態・Wi-Fi接続・電池残量）を配置している。

  - Pocket Wi-Fi 502HW　10月9日発売（旧EMOBILE 4G）
    - SIMロック「あり・解除可能(条件あり)」

※総務省「SIMロック解除のガイドライン」改正にY!mobileとしては初対応。
- -     - 国内ではLTE/AXGPエリアのみに対応。[84]
    - 国際ローミング対応。
    - キャリアアグリゲーション対応。
    - 地上デジタルテレビ放送（フルセグ・ワンセグ対応）チューナーを搭載（本機単独では視聴できない。専用アプリ（アンドロイド用・ios用）と対応機器が別途必要(303HWと同様)）。
    - 5GHz帯Wi-Fiの高速規格であるIEEE802.11 acに対応。また、IEEE802.11 aにも対応している。
    - タッチパネル式の2.4インチカラーディスプレイを搭載する。

タブレット
- 日本マイクロソフト製
  - Surface 3 (4G LTE)　6月19日発売
    - SIMロック「なし」/SIMサイズ「nano」
    - 通信方式はFDD-LTE/W-CDMAに対応（AXGPには非対応）。対応周波数帯はLTE (B1/3/7/8/20) / W-CDMA (B1/2/5/8) である。
    - 基本OSとしてWindows 8.1を搭載。

期間限定(2015年7月29日から1年間)でWindows 10への無償アップグレードが可能。
- -     - Office Home and Business Premium + Office 365 サービスがプリインストールされている。
    - Y!mobileではSurfaceで世界初となるLTEモデルが販売されており、LTEモデル専用仕様として、SMSの受信やサービスの設定・利用などができる「Y!mobileアプリ」が用意されている（初期設定時に自動的にインストールされる）。

本端末は法人向けにも販売されているが、SoftBankブランドでの販売となる。
その他の製品
- 華為技術日本製
  - Car Wi-Fi 404HW　3月26日発売
    - SIMロック「あり」/SIMサイズ「micro」
    - 通信方式はFDD-LTE/3G (W-CDMA) に対応（AXGPには非対応）。対応周波数帯は、LTE (B1/3/8) /W-CDMA (B1) である[85]。

「プラチナバンドLTE」に対応する。国際ローミング非対応。
- -     - 車のシガーライターに差し込んで使用する日本初の車載用Wi-Fiルーター。ボタンは1つのみで、スマートフォン充電用のUSB端子も備えている。なお、車からの給電が行われない状態では使用不可。
    - 本端末は「スマホプラン」又は「データプラン」で契約した親回線に追加する子回線として「シェアプラン」で契約する。オンラインストアの場合は単独での新規契約も可能で、この場合は「データプラン」で契約する。
- ZMI製
  - Battery Wi-Fi MF855　9月29日発売
    - SIMロック「なし」/SIMサイズ「micro」
    - GSM/W-CDMA/TD-SCDMA/FDD-LTE/TDD-LTE(AXGP含む)の通信方式が利用可能。対応周波数帯は、LTE(B1/3/7)/W-CDMA(B1/2/5/8)ほか[86]。

「3Gプラチナバンド」に対応している。
- -     - モバイルWi-Fiルーターとしても使用できるモバイルバッテリー。バッテリー容量は7,800mAh。

付属のUSBケーブルを接続することで下り受信時最大112.5Mbpsに対応するが、無線LAN接続時は下り受信時最大40Mbps程度に低下する。

#### 2016年

##### スマートフォン
- Android端末はすべて「旧EMOBILE 4G-S/Hybrid 4G LTEベース」の端末となる。
- SIMロック「あり」/SIMサイズ「nano」
  - iPhone 5sを除き、SIMロックの解除は可能(条件あり)。
- シャープ製
  - AQUOS Xx-Y 404SH　1月15日発売
    - Android 5.0 Lollipopを搭載。
    - 通信方式はAXGP/FDD-LTE/3G (W-CDMA)（対応周波数帯はLTE (B1/3/8) / W-CDMA (B1/8)）に対応。国際ローミング対応。
    - 「VoLTE」「HD Voice(3G)」に対応。
    - IPX5・IPX7等級相当の防水対応。

SoftBankブランドのAQUOS Xx（2015年6月発売開始）をY!mobileブランド向けにリモデルした端末。基本スペック・主要機能・カラーバリエーションはAQUOS Xxと同一である。
- - AQUOS CRYSTAL Y2 403SH　2月5日発売
    - Android 5.0 Lollipopを搭載。
    - 「VoLTE」「HD Voice(3G)」に対応。
    - IPX5・IPX7等級相当の防水に対応した。

SoftBankブランドのAQUOS CRYSTAL 2（2015年7月発売開始）をY!mobileブランド向けにリモデルした端末。基本スペック・主要機能・カラーバリエーションはAQUOS CRYSTAL 2と同一である。
- - 507SH,Android One 7月29日発売
    - Android 6.0 Marshmallowを搭載。なお、Android 7.1 NougatへのOSアップデートが可能である。
    - 通信方式はAXGP/FDD-LTE/3G(W-CDMA)(対応周波数帯はLTE(B1/3/8)/W-CDMA(B1/8))に対応。国際ローミング対応。
    - 「VoLTE」に対応。
    - 日本初となるAndroid Oneスマートフォンで、プリインストール済みのアプリケーションはGoogleの標準アプリケーションを中心に必要最低限に抑えている。また、IPX5/IPX8等級相当の防水、IP5X等級相当の防塵に対応しているほか、ワンセグも搭載している。なお、おサイフケータイ機能は搭載されていない。
- 京セラ製
  - DIGNO E 503KC　6月10日発売
    - Android 6.0 Marshmallowを搭載。
    - 通信方式はAXGP/FDD-LTE/3G(W-CDMA)(対応周波数帯はLTE(B1/3/8)/W-CDMA(B1/8))に対応。国際ローミング対応。
    - 「VoLTE」「HD Voice(3G)」に対応。
    - IPX5・IPX7等級相当の防水、IP5X等級相当の防塵に対応するほか、米国国防総省基準MIL-STD-810Gにおける規格に準拠した耐衝撃性能も搭載する。
- 華為技術日本製
  - Nexus 6P 12月30日発売
    - 通信方式はAXGP/FDD-LTE/3G(W-CDMA)(対応周波数帯はLTE(B1/3/8)/W-CDMA(B1/8))に対応するほか、TD-SCDMA(34/39)/CDMA(BC0/1)/TDD-LTE(38/39/40)にも対応する。国際ローミング対応。
    - 約5.7インチ WQHD 有機ELディスプレイ、CMOSカメラ（メイン:約1,230万画素、サブ:約800万画素）、オクタコアCPU（Snapdragon 810）を搭載するほか、10分の充電で約7時間使用可能な「USB Type-C」も搭載されている。
    - 購入時、Androidは「6.0 Marshmallow」となっているが、対応アプリのアイコンを長押しするだけで特定の機能を使用可能なアプリ ショートカット、2つのアプリを並べて表示可能なマルチウィンドウ、スリープ時のバッテリー消費を抑える「Doze」といった新機能を備えた「7.1 Nougat」へのアップデートに対応している。
- Apple製
  - iPhone 5s　3月4日発売(旧EMOBILE 4G-S/Softbank 4G LTE)

ソフトバンクショップ並びにSoftBankブランド取扱店で販売されているiPhone 5sを新たにワイモバイルショップでも取り扱いを開始するもので、発売開始時点では16GBモデルのシルバーと32GBモデルのスペースグレーの2種類が用意される。料金プランはY!mobileブランドのスマートフォンと同じく「スマホプラン」で加入できる。

##### Pocket WiFi
(モバイルWi-Fiルーター)
- 華為技術日本製
  - Pocket WiFi 504HW　3月17日発売（旧EMOBILE 4G）

2017年7月30日現在、公式サイトでは「販売終了」と表示されている。
- -     - キャリアアグリゲーションの対応に加え、送信用の基地局と受信用の端末に各4本のアンテナを使用する4×4 MIMO技術にも対応。
    - 5GHz帯Wi-Fiの高速規格であるIEEE802.11 acに対応。また、IEEE802.11 aにも対応している。

  - Pocket WiFi 506HW　4月27日発売（旧EMOBILE 4G）
    - 歴代のPocket WiFiの中で最軽量となる約75gを実現した小型・軽量モデル。
    - ディスプレイは搭載せず、電波状態・ON/OFF・電池残量・低速化の状況を知らせるLEDライトと赤に配色した電源ボタンがあるのみのシンプルデザインである。

##### タブレット
- レノボ・ジャパン製
  - Lenovo TAB2 501LV　3月10日発売（旧EMOBILE 4G）
    - Y!mobileブランドのタブレットで初めて、FDD-LTE/AXGP/3Gの通信方式に対応。
    - 本体前面にデュアルスピーカーを搭載するほか、特定の音域における音量やダイナミックレンジを補正するオーディオデジタル処理技術「BesLoudness」と、ヘッドホン使用時に5.1chバーチャルサウランドを可能にするオーディオサウランド技術「BesSurround」を搭載する。

SoftBankブランドのLenovo TAB2（2015年11月発売開始）をY!mobileブランド向けにリモデルした端末。基本スペック・主要機能・カラーバリエーションはLenovo TAB2と同一である。
- - Lenovo TAB3 12月22日発売（旧EMOBILE 4G）
    - 前述したLenovo TAB2 501LVと基本スペックは同じものの、Androidが「6.0 Marshmallow」となり、W-CDMA/GSM/FDD-LTE利用時での連続待ち受け時間が向上されている。

SoftBankブランドのLenovo TAB3（2016年12月2日発売開始）をY!mobileブランド向けにリモデルした端末。基本スペック・主要機能・カラーバリエーションはLenovo TAB3と同一である。

##### フィーチャーフォン
- 2016年モデルに共通の部分
  - 通信方式・対応周波数帯は4G(FDD-LTE・B1/3/8))/3G(W-CDMA・B1/8)に対応。AXGPには対応しない。
  - SIMロック「あり・解除可能(条件あり)」/SIMサイズ「nano」
  - VoLTEおよび「HD Voice(3G)」に対応。
  - IPX5/IPX8等級相当の防水、IP5X等級相当の防塵、米国国防総省制定のMIL規格(MIL-STD-810G Method 516.7:Shock-ProcedurelV)に準拠した耐衝撃性能を備える。
  - 電池パックはユーザーによる交換が可能。
  - 緊急速報メールに対応する。
  - LINEが利用可能。
  - ワンセグ・赤外線通信・フルブラウザー機能(スマートフォン向けサイトに対応)などを備える。
  - おサイフケータイには対応しない。
- 京セラ製
  - DIGNO ケータイ 502KC　2月26日発売（SoftBank 3G/4G LTE）
    - 本体色は5色(ブラック・ホワイト・ピンク・ブルー・カッパー)設定されている。
    - 電池容量は1,500mAh。
    - テザリングには対応しない[88]。
- シャープ製
  - AQUOS ケータイ2 602SH　10月28日発売（SoftBank 3G/4G LTE）
    - 本体色は3色(ブラック・ホワイト・ピンク)設定されている。
    - 電池容量は1,800mAh。
    - テザリングやWi-Fiに対応。

これらの製品はSoftbankブランドからもY!mobileと同時に同一商品名(機種番・メーカー符号はなし)で発売となった。なお、AQUOS ケータイ2についてはSoftBankブランド(5色)よりもカラーバリエーションが少ない。

#### 2017年

##### スマートフォン
- Android One
  - すべて「旧EMOBILE 4G-S/Hybrid 4G LTEベース」の端末となる。
  - SIMロック「あり・解除可能(条件あり)」/SIMサイズ「nano」
  - VoLTE/HD Voice(3G)に対応。
  - 内蔵充電池のユーザーによる交換は不可(取扱説明書参照)。
  - 機種名がSの端末
    - S1 2月24日発売（シャープ製）
      - 電池容量は2,530mAh。
      - 緊急速報メールは、ワイモバイルの公式アプリには対応しない。但し、ETWSは搭載する。
      - 前述の507SHに次ぐ、Android Oneスマートフォンの第2弾として発売された。
      - ディスプレイはフルHD（1,920×1,080ドット）に高解像度化され、インカメラの有効画素数が800万画素に向上された。
      - ストラップ穴「あり」
      - ワンセグやおサイフケータイは搭載されない。

    - S2 3月10日発売（京セラ製）
      - 電池容量は2,300mAh。
      - 緊急速報メールは、ワイモバイルの公式アプリには対応しない。但し、ETWSは搭載する。
      - Y!mobileが取り扱うAndroid Oneスマートフォンで初めてとなる京セラ製の端末となる。
      - 米国国防総省基準MIL-STD-810Gにおける規格に準拠した耐衝撃性能、IPX5/IPX7等級相当の防水、IP5X等級相当の防塵性能を備える。また、タッチパネルディスプレイは濡れた手や手袋をはめた状態でも操作可能。
      - ストラップ穴「あり」
      - 赤外線機能は搭載するものの、ワンセグやおサイフケータイは搭載されない。

  - 機種名がXの端末
    - X1 6月30日発売（シャープ製） 
      - 電池容量は3,900mAh。
      - 緊急速報メールは、スペック表上は6月30日現在ワイモバイルの公式アプリには対応しない[89] とあるが、その一方で緊急速報メールアプリに関する案内がある[90]。
      - S1に比べ、メインカメラの有効画素数を約1,640万画素にスペックアップし、ディスプレイも約5.3インチに大型化している。また、指紋センサーを搭載した。
      - IPX5/IPX8等級相当の防水、IP6X等級相当の防塵性能を備える。
      - VoLTE(HD+)に対応しており、充電端子にUSB Type-Cを装備している。
      - ストラップ穴「なし」
      - Android Oneで初めてFeliCaに対応し、おサイフケータイやデジタルウォレット「Android Pay」の利用が可能となった。

    - X2 12月7日発売（HTC製）
      - 通信方式はAXGP/FDD-LTE/3G(W-CDMA)(対応周波数帯はLTE(B1/3/8/11/19)/W-CDMA(B1/6/8))に対応。国際ローミング対応。
      - Android 8.0 Oreoを搭載
      - 電池容量は2,600mAh。
      - 緊急速報メールに対応する。
      - Y!mobileが取り扱うAndroid Oneスマートフォンで初めてとなるHTC製の端末となる。
      - ストラップ穴「なし」
      - おサイフケータイに対応する。
      - 赤外線機能やワンセグは搭載されない。
- その他のAndroid端末
  - 華為技術日本製
    - HUAWEI nova lite for Y!mobile(608HW)　10月12日発売（旧EMOBILE 4G-S/Hybrid 4G LTEベース）
      - SIMロック「なし」/SIMサイズ「nano」
      - 通信方式はAXGP/FDD-LTE/3G(W-CDMA)(対応周波数帯はLTE(B1/3/5/8/19/28)/W-CDMA(B1/5/6/8))に対応。
- iPhone
  - アップル製
    - iPhone SE　3月25日発売（旧EMOBILE 4G-S/Hybrid 4G LTEベース）
    - iPhone 6s　10月16日発売（旧EMOBILE 4G-S/Hybrid 4G LTEベース）

いずれもソフトバンクショップ並びにSoftBankブランド取扱店で販売されている端末で、新たにワイモバイルショップでも取り扱いを開始するもので、発売開始時点では32GBモデルと128GBモデルが用意された。

##### タブレット
- 華為技術日本製
  - MediaPad T2 Pro 606HW　3月10日発売（旧EMOBILE 4G）
    - 通信方式はFDD-LTE/W-CDMA/AXGPに対応。対応周波数帯はLTE(B1/3/8)/W-CDMA(B1/8)である。GSMは非対応。
    - CPUはMSM8939(オクタ(8つ)コア)。OSはAndroid™ 6.0。
    - 内部メモリはRAM2GB/ROM16GBを搭載し、外部メモリとしてmicroSDXC(最大128GB)の装着が可能。
    - ディスプレイは10.1インチを採用し、ブルーライトカット機能を搭載。バッテリー容量は6,500mAh。
    - 防塵性能（IP5X等級相当）はあるものの、防水性能はない。
    - 独自のサウランドシステム「SWS 2.0」を搭載するほか、本体スピーカーを2つ搭載している。

本モデルはSoftBankブランドからも、MediaPad T2 Proとして同時発売される。

##### Pocket WiFi
(モバイルWi-Fiルーター)
- 華為技術日本製
  - Pocket WiFi 603HW　2月16日発売
    - キャリアアグリゲーションや4×4 MIMO技術に加え、情報密度を高めることにより一度に運べるデータ量を増加させる256QAM技術にも対応。
    - バッテリー容量は2,400mAh。省電力性能を備えている。
    - 2.4インチカラー液晶を搭載する。
    - SoftBankブランドから同時に発売されるPocket WiFi 602HWと仕様は同一である（ただし、602HWは法人向け端末となり、カラーバリエーションがブラックのみ(603HWはホワイトも設定)となる違いがある）。また、同年3月17日には本端末と同じ仕様・カラーバリエーションのSoftBankブランド向け端末であるPocket WiFi 601HWが発売された。

  - Pocket WiFi 607HW
    - 1.7GHz帯 3Gサービスの提供終了に先立ち、2017年7月7日付けで発表となった個人契約向けの端末無償交換プログラム[91] により提供される端末として紹介されている。
    - 無償交換の対象となる利用中の機種については別途告知されている。また、これまで利用していた料金プランが引き継がれる。
- ZTEコーポレーション製
  - Pocket WiFi 601ZT　8月10日発売
    - バッテリー容量は2,000mAh。省電力性能を備えている。
    - 本体色は3色(ピンク・ホワイト・ブルー)設定され、状態等表示用のディスプレイの表示色も本体色にあわせている。
    - 電源を入れてから起動(待ち受け画面表示)まで約5秒(初回起動時や使用環境による変動あり)。
    - 通信方式は国内ではAXGP(Massive MIMO対応)/FDD-LTE(B1/3/8)に対応(3G(W-CDMA)には対応しない)。
    - 海外ローミング(LTE(B1/3)・W-CDMA(B1/8))に対応する。

##### フィーチャーフォン
- 2017年モデルに共通の部分
  - SIMロック「あり・解除可能(条件あり)」/SIMサイズ「nano」
  - VoLTE及び「HD Voice(3G」に対応
  - 電池パックはユーザーによる交換が可能
  - ストラップ穴「あり」
  - おサイフケータイには対応しない
- セイコーソリューションズ製
  - Simply 603SI　8月10日発売（SoftBank 3G/4G LTE）
    - 通信方式はFDD-LTE/3G(W-CDMA)に対応（AXGP・GSMには対応しない）、対応周波数帯はLTE・W-CDMA共にB1/8である。
    - 国際ローミングには対応しない
    - 電池容量は1,770mAh
    - 「The 電話」をコンセプトとされており、通話やメール（MMS・SMS・緊急速報メール対応）などの必要な機能だけに特化されている。その為、テザリング機能・Bluetooth・ワンセグは搭載されていない。一方で、カメラ機能及び、データ移行やバックアップ時に使用する赤外線通信とSDカードスロット（microSDHCカード対応）は搭載されている。

SoftBankブランドでは同年12月8日に法人向け端末「Simply B」（ホワイトのみの設定）として発売され、同年12月15日にはプリペイド式サービス「シンプルスタイル」専用端末として個人向けにも発売された。
- 京セラ製
  - DIGNOケータイ2 702KC　12月7日発売（SoftBank 3G/4G LTE）
    - 通信方式はFDD-LTE/3G(W-CDMA)/GSMに対応（AXGPには対応しない）、対応周波数帯はLTE(B1/3/8)/W-CDMA(B1/8)である。
    - 米国国防総省基準MIL-STD-810Gにおける規格に準拠した耐衝撃性能、及び、IPX5/IPX8等級相当の防水、IP5X等級相当の防塵性能を備える。また、防水性能に関してはキャップレス構造で実現している。
    - 国際ローミングに対応
    - 電池容量は1,700mAh、卓上ホルダが同梱するほか、充電を満充電状態の85%までに抑えてバッテリー寿命を延ばす「バッテリーケアモード」を備えている。
    - ワンセグに加え、FMラジオ（ワイドFM対応）も搭載されている。
    - Bluetoothや赤外線通信に対応するほか、テザリング機能も搭載されている。

SoftBankブランドでも同一商品名（機種番・メーカー符号はなし）で発売される（2018年1月19日発売）。仕様は同一だが、カラーバリエーションにおいて1色少ない（SoftBankブランド向け専用にブラックを追加設定している）違いがある。

#### 2018年

##### スマートフォン
- Android One
  - 6機種共に「旧EMOBILE 4G-S/Hybrid 4G LTEベース」の端末となる。
  - SIMロック「あり・解除可能(条件あり)」/SIMサイズ「nano」
  - 通信方式はFDD-LTE/AXGP/W-CDMA/GSMに対応。対応周波数帯はLTE(B1/3/8)/W-CDMA(B1/8)である。
  - VoLTEおよび「HD Voice(3G)」、国際ローミングに対応。
  - 米国国防総省基準MIL-STD-810Gにおける規格に準拠した耐衝撃性能、及び防水・防塵性能を備える。
  - 機種名がSの端末
    - Android One S3 1月18日発売（シャープ製）
      - 電池容量は2,700mAh
      - 防水性能はIPX5/IPX8等級相当、防塵性能はIP6X等級相当である。
      - ストラップ穴「なし」
      - ワンセグやおサイフケータイは搭載されない
      - 1月26日よりSoftBankブランド向けにも販売を開始した。SoftBankブランドにおいて初のAndroid One端末となる。なお、カラーバリエーションはターコイズを除く3色が設定される。

    - Android One S4 2月8日発売（京セラ製）
      - 電池容量は2,600mAh
      - 防水性能はIPX5/IPX7等級相当、防塵性能はIP5X等級相当である。
      - ストラップ穴「あり」
      - ディスプレイに高強度ガラスの「ハイブリッドシールド」が採用されており、手や画面が濡れている時や手袋を装着した状態でも操作可能である
      - ワンセグは搭載されない

    - Android One S5 12月21日発売（シャープ製）
      - 電池容量は2,700mAh
      - 防水性能はIPX5/IPX8等級相当、防塵性能はIP6X等級相当である。
      - ワンセグやおサイフケータイは搭載されない。
      - 本端末はSoftBankブランドにも設定され、同日発売された。

  - 機種名がXの端末
    - Android One X3 1月25日発売（京セラ製）
      - 電池容量は2,800mAh
      - 防水性能はIPX5/IPX7等級相当、防塵性能はIP5X等級相当である。
      - ストラップ穴「あり」
      - ディスプレイに高強度ガラスの「ハイブリッドシールド」が採用されており、手や画面が濡れている時や手袋を装着した状態でも操作可能である
      - ワンセグやおサイフケータイが搭載されているほか、指紋センサーや赤外線機能も搭載されている。

    - Android One X4 6月7日発売（シャープ製）
      - 電池容量は3,100mAh
      - 防水性能はIPX5/IPX8等級相当、防塵性能はIP6X等級相当である。
      - ストラップ穴「なし」
      - ワンセグやおサイフケータイが搭載されているほか、指紋センサーが搭載されている。

    - Android One X5 12月13日発売（LGエレクトロニクス製）
      - 電池容量は3,000mAh
      - 防水性能はIPX5/IPX8等級相当、防塵性能はIP6X等級相当である。
      - Googleアシスタントをワンタッチで起動可能なほか、2回押すとGoogleレンズが起動、長押し中は音声入力が可能な「Googleアシスタントボタン」が搭載される。また、イヤホンの種類を問わずクリアな音質を可能にする「Hi-Fi Quad-DAC」も搭載される。
      - ワンセグやおサイフケータイは搭載されない。
- その他のAndroid端末
  - 華為技術日本製
    - HUAWEI P20 lite 6月15日発売（旧EMOBILE 4G-S/Hybrid 4G LTE）
      - SIMロック「なし」/SIMサイズ「nano」
      - 通信方式はAXGP/FDD-LTE/3G(W-CDMA)に対応。
      - メインカメラを約1,600万画素と約200万画素のダブルレンズカメラとし、サブカメラも約1,600万画素としている。
      - 画面サイズは約5.8インチ（アスペクト比19:9）だが、挟額縁設計によって幅は約71mmに抑えられている。
      - ワンセグ機能は搭載せず、防水・防塵性能はない。

  - 京セラ製
    - かんたんスマホ 705KC 8月9日発売/シルバー:2019年3月7日発売（旧EMOBILE 4G-S/Hybrid 4G LTE）
      - 通信方式はAXGP/FDD-LTE/3G(W-CDMA)に対応。
      - IPX5/IPX7等級相当の防水性能、IP5X等級相当の防塵性能、MIL規格準拠の耐衝撃性能を持つ。
      - ホーム画面は文字やアイコンを大きめに設定し、機能やアプリを9つ（カメラ・Yahoo!・ニュース・写真/動画・サポート・マップ・LINE・Playストア・Google）に絞ったほか、画面下にはよく使う連絡先を最大4件までアイコンとして登録できるワンタッチ機能も備える。中央の「サポート」は、操作方法の確認や専用サポート窓口への発信を行うことが可能な「押すだけサポート」となっている。
      - ハードキーは「電話」・「ホーム」・「メール」それぞれの専用ボタンが配置されており、着信やメール受信がある時には「電話」や「メール」ボタンが点灯するようになっている。
      - ワンセグや赤外線通信機能が搭載されているが、おサイフケータイは非搭載となる。
      - 本機種購入時に60歳以上の使用登録者は「スーパーだれとでも定額」オプション月額料が無料となる。
      - 2019年2月28日には、トビラシステムズ株式会社からの提供により、「迷惑電話対策」機能が新たに搭載された（既に購入済みのユーザーでも同日以降、ソフトウェア更新を行うことで自動的にインストールされる）。本機能は振り込め詐欺や悪質なセールスなどで使用されている不審な電話番号を自動判別し、発着信時に警告表示や自動ブロックを行うほか、公共機関や企業からの着信の場合は「ハローページ」の情報を基に名称が自動で表示される。これにより、スマートフォンで初となる全国防犯協会連合会推奨の「優良迷惑電話防止機器（優良防犯電話）」に認定された[92]。
      - 同年3月7日には新色としてシルバーが追加された。

  - LGエレクトロニクス製
    - LG Q Stylus 801LG 12月29日発売（旧EMOBILE 4G-S/Hybrid 4G LTE）
      - 通信方式はFDD-LTE/3G(W-CDMA)/AXGP/GSMに対応
      - 収納式（本体底面に収納）の専用スタイラスペンが同梱されており、手書きメモやイラストが可能である。
      - 画面サイズは6.2インチで、縦横比18:9の縦長設計と狭額縁の「フルビジョン」することで、解像度がFHD+となり、大画面でありながら幅を約78mmに抑えている。また、画面を2回タップするだけで画面のON/OFFが可能な「ノックオン」機能が搭載される。
      - IPX5/IPX8等級相当の防水、IP6X等級相当の防塵性能を持つほか、アメリカ国防総省の調達基準であるMIL規格は防水（浸漬）、防水（雨）、防塵、耐衝撃、耐振動、耐日射、防湿、塩霧耐久、高温保管、高温動作、低温保管、低温動作、低圧動作、温度衝撃の14項目に対応している。
      - バッテリー容量は3,300mAh。USB type-Cの急速充電に対応するほか、外部モバイル機器とケーブルを接続してモバイルバッテリーとしての使用が可能な「おすそわけ充電」を搭載する。
      - メインカメラは約1,600万画素。
      - ワンセグは搭載（視聴する際は同梱のワンセグ用アンテナケーブルを使用）するが、おサイフケータイは搭載されない。背面には指紋認証のセンサーが搭載されている。
      - 本端末はジャパネットたかた限定販売で、Y!mobileショップやY!mobileブランド取扱店では販売されない。

##### タブレット
- 華為技術日本製
  - MediaPad M3 Lite s 702HW 3月8日発売（旧EMOBILE 4G）
    - 通信方式はFDD-LTE/W-CDMA/AXGPに対応。対応周波数帯はLTE(B1/3/8)/W-CDMA(B1/8)である。GSMは非対応。
    - CPUはMSM8940（オクタコア）。OSはAndroid 7.0
    - 画面サイズは8インチで、ブルーライトカット機能「Eye Care」を搭載。バッテリー容量は4,650mAh。
    - 防水・防塵性能はない。
    - 独自のサウランドシステム「SWS 3.0」やherman/kardonの音響技術を備え、本体にスピーカーを2つ搭載している。

SoftBankブランドのMediaPad M3 Lite s（2018年2月23日発売）をY!mobileブランド向けにリモデルした端末。基本スペック・主要機能・カラーバリエーションはMediaPad M3 Lite sと同一である。
- レノボ・ジャパン製
  - Lenovo TAB4 702LV 3月8日発売（旧EMOBILE 4G）
    - 通信方式はFDD-LTE/W-CDMA/AXGP/GSMに対応。対応周波数帯はLTE(B1/3/8)/W-CDMA(B1/8)である。
    - CPUはMSM8953（オクタコア）。OSはAndroid 7.1
    - 画面サイズは10.1インチ、バッテリー容量は7,000mAh。
    - Y!mobileブランドのタブレットで初めて、ワンセグ及びフルセグに対応している。
    - IPX7等級相当の防水、IPX5等級相当の防塵性能がある。

SoftBankブランドのLenovo TAB4（2018年2月23日発売）をY!mobileブランド向けにリモデルした端末。基本スペック・主要機能はLenovo TAB4と同一であるが、カラーバリエーションはブラックのみとなる（ホワイトはSoftBankブランド向け専用カラー）。

##### Pocket WiFi
（モバイルWi-Fiルーター）
- uCloudlink製
  - Pocket WiFi 701UC 4月24日発売
    - 約4.0インチのWVGA・TFT液晶と5,350mAhの大容量バッテリーが搭載されている。
    - uCloudlinkから提供される「CloudSIM Platform」を通じ、ユーザーが滞在している国や地域の位置情報に基づいて通信事業者のネットワーク情報が自動で書き込まれて接続することで海外ローミングや通信ネットワークなどの設定をすることなくそのまま海外でのデータ通信が利用可能で、「Pocket WiFi 海外データ定額」の専用端末となる。

#### 2019年

##### スマートフォン
- Android One
  - 2機種ともに 「旧EMOBILE 4G-S/Hybrid 4G LTEベース」の端末となる。
  - 通信方式はFDD-LTE/AXGP/W-CDMA/GSMに対応。
  - VoLTEおよび「HD Voice(3G)」、国際ローミングに対応。
  - 米国国防総省基準MIL-STD-810Gにおける規格に準拠した耐衝撃性能、及びIPX5/IPX8等級相当の防水・IP6X等級相当の防塵性能を備える。
  - おサイフケータイは搭載されるが、ワンセグは搭載されない
  - Android One S6 12月19日発売（京セラ製）
    - 5.84インチ・フルHD+のTFTディスプレイを搭載し、濡れた手でのスムーズな操作を可能にする「ウェットタッチ」や手袋を装着した状態でも操作可能な「グローブタッチ」に対応する（ただし、画面が濡れた状態で手袋を装着した手での操作は不可）
    - メインカメラは約1,600万画素の通常カメラに加え、135度の超広角撮影を可能にする約800万画素のワイドカメラを備えたデュアルカメラとなる。
    - バッテリー容量は3,050mAh

  - Android One S7 12月19日発売（シャープ製）
    - 5.5インチ・フルHD+のIGZOディスプレイを搭載
    - メインカメラは約1,200万画素で、画質エンジン「ProFix2」が搭載される。
    - バッテリー容量は4,000mAhの大容量とし、充電の繰り返しによるバッテリーの劣化を抑える「インテリジェントチャージ」に対応する
- その他のAndroid端末
  - 富士通コネクテッドテクノロジーズ（現・FCNT）製
    - arrows J(901FJ) 11月1日発売[93] （旧EMOBILE 4G-S/Hybrid 4G LTE）
      - arrows端末は旧イー・モバイルブランドから継承して発売されていたEM01F以来で、Y!mobileブランドでは初となる。SoftBankブランドで発売されている「arrows U」（OS仕様：Android9→10へのアップグレード可能）をベースにしているが、本端末についてはOSアップグレード不可能。
      - バッテリー容量は2,880mAh
      - ストラップ穴「あり」
      - IPX5/IPX8等級相当の防水、IP6X等級相当の防塵並びにMIL規格準拠の耐衝撃性能を備える。
      - ホーム画面の文字やアイコンが大きく表示される「シンプルホーム」となり、「アプリ配置」ボタンを押すことでホーム画面上にアプリの追加が可能な「シンプルモード」や、ボタン数を22から16に減らし、配列の変更などを行った「かんたん文字入力」を搭載する。
      - 専用機能として、濁点や半濁点を大きくして区別をつけやすくし、はなれを明確にして「S」などかたちの似た文字を判別しやすくし、手書き文字に近くしたユニバーサルデザイン書体の「UD新丸ゴ」が標準採用され、カスタマイズされた電話・電話帳・メッセージ（SMS/MMS）のアプリ群「かんたんセット」がプリインストールされる。
      - カメラは約1,300万画素と約500万画素のデュアルカメラを搭載する。
      - おサイフケータイは搭載するものの、ワンセグは搭載されない。
      - LG Q Stylus 801LG同様、ジャパネットたかたのみの限定販売となり、Y!mobileショップやY!mobileブランド取扱店では販売されない。

  - 華為技術日本製 
    - HWAWEI P30 lite 8月8日発売（旧EMOBILE 4G-S/Hybrid 4G LTE）
      - SIMロック「なし」
      - 通信方式はFDD-LTE/AXGP/3G(W-CDMA)/GSMに対応。対応周波数帯はFDD-LTE(B1/3/8/18/19/26)/W-CDMA(B1/6/8/19)/TDD-LTE(B41)である。
      - メインカメラは約2,000万画素・約800万画素・約200万画素のトリプルカメラとなり、サブカメラも約2,400万画素に向上されている。
      - 指紋・顔認証機能は搭載されているが、赤外線通信やワンセグ機能は搭載されず、防水・防塵性能はない
      - 当初は5月24日の発売予定だったが、約2か月半遅れでの発売となった。

  - ソニーモバイルコミュニケーションズ製
    - Xperia 8(902SO) 10月25日発売（旧EMOBILE 4G-S/Hybrid 4G LTE）
      - Y!mobileブランドで初となるXperia端末となる。
      - 通信方式はFDD-LTE/AXGP/3G(W-CDMA)/GSMに対応。対応周波数帯はFDD-LTE(B1/3/8)/W-CDMA(B1/8)/TDD-LTE(B41)である。
      - アスペクト比21:9の6インチ・IPS-TFT液晶が採用されており、前面と背面には高硬度ガラス「Corning Gorilla Glass 6」を採用している。
      - メインカメラは約1,200万画素と約800万画素のデュアルカメラを搭載する。
      - 有線ヘッドホンの使用が可能な3.5mmのオーディオジャックを搭載し、ハイレゾ再生にも対応。さらに、CDやMP3等の圧縮音源をハイレゾ相当の高音質に変換する「DSEE HX」も搭載する（「DSEE HX」は設定をオンにし、有線ヘッドホンと接続することで有効となる）。
      - IPX5/IPX8等級相当の防水、IP6X等級相当の防塵性能を備え、USBポートも防水対応である（ただし、端末又はACアダプタが濡れている状態ではUSB Type-Cプラグを接続しないように指示されている）。
      - バッテリー容量は2,760mAhで、電池の消費を抑え、電池の持ちを良くする「STAMINAモード」や充電の習慣を学習して充電の速度を調整し、電池の劣化を抑える「いたわり充電」に対応する。
      - おサイフケータイは搭載するものの、ワンセグは搭載されない。

  - ZTEコーポレーション製
    - Libero S10(901ZT) 11月8日発売/レッド:12月19日発売（旧EMOBILE 4G-S/Hybrid 4G LTE）
      - 通信方式はFDD-LTE/AXGP/3G(W-CDMA)/GSMに対応。対応周波数帯はFDD-LTE(B1/3/8)/W-CDMA(B1/8)/TDD-LTE(B41)である。
      - バッテリー容量は3,100mAh
      - ディスプレイは5.7インチで、濡れた手でもスムーズな操作を可能にする機能や、手袋を装着した状態でも操作可能な「手袋モード」に対応する。また、ホーム画面の文字やアイコンを大きくしてレイアウトをシンプルにする「簡単モード」や、表示範囲を狭めることで片手での画面の端や上部のタップ操作を容易にする「片手モード」も搭載する。
      - メインカメラは約1,300万画素と約200万画素のデュアルレンズカメラを搭載し、背景ぼかしやポートレート撮影にも対応する。
      - IPX7等級相当の防水、IP5X等級相当の防塵性能を備える。
      - 背面には指紋センサーが搭載されているが、ワンセグやおサイフケータイは搭載しない。
      - 発売当初はホワイトとネイビーの2色だったが、2019年12月に新色のレッドが追加発売され、3色となった。

##### フィーチャーフォン
- シャープ製
  - AQUOSケータイ3 806SH 4月12日発売
    - 通信方式はFDD-LTE/W-CDMA/GSMに対応。対応周波数帯はLTE(B1/3/8)/W-CDMA(B1/8)である。
    - IPX5/IPX8等級相当の防水性能、IP5X等級相当の防塵性能、MIL規格準拠の耐衝撃性能を持つ。
    - レシーバーを大型化した「でかレシーバー」が搭載されており、通話中、レシーバーから自分の声が聞こえる「スムーズトーク」を採用している。
    - メインディスプレイは約3.4インチのQHD・TFT液晶で、輝度・コントラスト・彩度などの調整が可能な「はっきりビュー」に対応している。
    - 充電の繰り返しによるバッテリーの劣化を抑える「インテリジェントチャージ」に対応。充電に使用する卓上ホルダーが本体に同梱される。
    - その他、ボイスレコーダー機能や連絡先や頻繁に使用する機能を3つまで登録可能な「クイック起動キー」が搭載されている。

本端末はSoftBankブランド向けにも「AQUOSケータイ3」として設定され、同日発売された。

##### Pocket WiFi
（モバイルWi-Fiルーター）
- ZTEコーポレーション製
  - Pocket WiFi 803ZT 8月29日発売
    - キャリアアグリゲーション、4×4 MIMO、256QAMに対応することで、下り最大988Mbpsの高速通信に対応する。
    - 3,000mAhの大容量バッテリーを搭載している。
    - 別売りのクレードルを用いることで、有線LANやWAN接続も可能である。

#### 2020年

##### スマートフォン
- 京セラ製
  - かんたんスマホ2 A001KC 8月6日発売（旧EMOBILE 4G-S/Hybrid 4G LTE）
    - 通信方式はFDD-LTE/AXGP/W-CDMA/GSMに対応。対応周波数帯はLTE(B1/3/8)/W-CDMA(B1/8)/TDD-LTE(B41)である。
    - ディスプレイが5.6インチに大画面化され、有機EL化。解像度もかんたんスマホのHDからHD+へ高解像度された。
    - ストラップ穴「あり」
    - カメラ機能では、対象物にカメラを向けるだけで、検索・外国語表示の翻訳・QRコードの読み取りなどが可能なGoogleレンズに対応した。
    - バッテリー容量はかんたんスマホから大容量化されて3,300mAhとなった。
    - IPX5/IPX8等級相当の防水、IP6X等級相当の防塵、アメリカ国防総省のMIL規格準拠の耐衝撃性能を備える。また、国内メーカー製の泡タイプのハンドソープ/ボディソープや市販のアルコール除菌シート（イソプロピルアルコール(99.7%以下)又はエタノール(99.5%以下)に限る）を使用しての手入れも可能である。
    - ホーム画面が改良され、3時間ごとの短時間天気予報や、熱中症警戒/インフルエンザ指数表示（時期によって表示内容が異なり、4月から9月は熱中症警戒、10月から3月はインフルエンザ指数が表示される）が追加された。メニュー画面には、サポートサイトへ接続する「使い方ナビ」のボタンが追加された。
    - 文字入力画面も改良され、一番左の列に「数字」・「英字」・「かな」・「カナ」・「記号」が配置されたことで、文字の種類の切り替えがワンタッチで可能となった。
    - 迷惑電話対策機能も強化され、着信時の警告表示・自動ブロックに加え、誤って迷惑電話に出てしまっても、相手側に録音する旨の警告ガイダンスを流して通話中の音声の自動録音が追加され、架空請求詐欺などの迷惑メールに関してもメール内の「迷惑メール」のフォルダへ自動的に振り分けされるようになった。
    - ワンセグに加えてラジオ機能も搭載され、インターネットラジオの「radiko」とFMラジオ放送の切り替えが可能である（radikoはプレミアム会員に登録することでエリアフリー聴取にも対応。FMラジオ放送を聴取するには別売の有線イヤホンの接続が必要）。おサイフケータイは搭載されないが、PayPayアプリが新たにプリインストールされ、QR・バーコード決済が事前設定を行うだけで利用可能となった。

  - Android One S8 12月17日発売（旧EMOBILE 4G-S/Hybrid 4G LTE）
    - 通信方式はFDD-LTE/AXGP/W-CDMA/GSMに対応。対応周波数帯はLTE(B1/3/8)/W-CDMA(B1/8)/TDD-LTE(B41)である。
    - OSがAndroid 11となり、前機種の「Android One S6」に比べ、ディスプレイサイズを約6.26インチに大型化、バッテリー容量を4,100mAhに大容量化された。
    - フロントカメラにはAIを利用した生体認証（顔認証）機能が搭載されている。
    - IPX8等級相当の防水、IP6X等級相当の防塵性能、MIL-STD-810H準拠の耐衝撃性能を備えるほか、日本国内メーカー製の泡タイプのハンドソープやボディソープ、アルコールなど（イソプロピルアルコール(99.7%以下)、エタノール(99.5%以下)、次亜塩素酸ナトリウム(1.0%)）を柔らかい布に付けて拭き取ることが可能となった（泡タイプのハンドソープやボディソープで拭き取った場合は泡が完全になくなるまでやや弱めの流水ですすぐ必要がある）。
    - おサイフケータイは搭載するものの、ワンセグは搭載されない。
- オッポジャパン製
  - OPPO Reno3 A(オッポ・リノスリー・エー、A001OP)　8月20日発売（旧EMOBILE 4G-S/Hybrid 4G LTE）
    - 通信方式はFDD-LTE/AXGP/W-CDMA/GSMに対応。対応周波数帯はLTE(B1/3/8/18/19/26/28)/W-CDMA(B1/6/8/19)/TDD-LTE(B41)である。
    - Y!mobileブランドで初となるオッポジャパン製の端末となる。
    - ディスプレイは6.44インチの有機ELディスプレイを搭載する。
    - メインカメラは約4,800万画素の超高画質レンズをはじめ、約119度の超広角レンズなど4つを搭載。サブカメラは約1,600万画素とし、被写体をAIが認識して補正する「AIビューティー」機能に対応している。
    - バッテリー容量は4,025mAhの大容量しているほか、付属の充電器からの急速充電に対応している。
    - IPX8等級相当の防水、IP6X等級相当の防塵性能を備える。
    - おサイフケータイは搭載するものの、ワンセグは搭載されない。
- シャープ製
  - AQUOS sense4 basic(A003SH) 11月19日発売（旧EMOBILE 4G-S/Hybrid 4G LTE）
    - 通信方式はFDD-LTE/AXGP/W-CDMA/GSMに対応。対応周波数帯はLTE(B1/3/8/18/19)/W-CDMA(B1/6/8/19)/TDD-LTE(B41)である。
    - ディスプレイには5.8インチのIGZOディスプレイを搭載する。
    - メインカメラは約1,200万画素と約800万画素の2眼レンズを採用する。
    - バッテリー容量は4,570mAhで、充電の繰り返しによるバッテリーの劣化を抑える「インテリジェントチャージ」に対応する。
    - IPX5/IPX8等級相当の防水、IP6X等級相当の防塵性能を備え、耐衝撃性能も備える。
    - 2本指でスワイプ動作をすると自動でスクロールを開始する「スクロールオート」や、電源キーの長押しで使用頻度が高いアプリを一発で起動する機能も搭載している（購入時はGoogle Payに設定されている）。
    - アイコンを四角形とし、誤操作防止のため長押し時の反応時間を遅めに設定。閲覧頻度の高いWebサイトをショートカット登録してワンタッチでアクセス可能な「Webショートカット」やよくかける相手を登録してワンタッチで通話を可能にする「楽ともリンク」を搭載している。
    - おサイフケータイやFMラジオ（FMラジオを聴取する場合は別売りのイヤホンケーブルが必要）は搭載されるが、ワンセグは搭載されない。
- ソニーモバイルコミュニケーションズ製
  - Xperia 10 II(マークツー、A001SO) 5月29日発売（旧EMOBILE 4G-S/Hybrid 4G LTE）
    - 通信方式はFDD-LTE/AXGP/W-CDMA/GSMに対応。対応周波数帯はLTE(B1/3/8/28)/W-CDMA(B1/8)/TDD-LTE(B41)である。
    - ディスプレイのアスペクト比やサイズはXperia 8と同等（アスペクト比は21:9、サイズは6インチ）だが、有機ELディスプレイとなった。
    - メインカメラは約1,200万画素の標準レンズ、約800万画素の超広角レンズ、約800万画素の望遠レンズで構成されたトリプルレンズカメラを搭載する。
    - バッテリー容量はXperia 8から大容量化されて3,600mAhとなった。Xperia 8同様に、「STAMINAモード」や「いたわり充電」を搭載する。
    - IPX5/IPX8等級相当の防水、IP6X等級相当の防塵性能を備え、USBポートも防水対応となる。
    - 3.5mmオーディオジャックを搭載し、ハイレゾ再生（LDAC）に対応。「DSEE HX」も搭載する。
    - おサイフケータイは搭載するものの、ワンセグは搭載されない。
- アップル製
  - iPhone SE 8月27日発売（旧EMOBILE 4G-S/Hybrid 4G LTE）

ソフトバンクショップ並びにSoftBankブランド取扱店で販売されている第2世代iPhone SEを、新たにワイモバイルショップやY!mobileブランド取扱店でも取り扱いを開始するものである。

##### フィーチャーフォン
- 京セラ製
  - DIGNOケータイ3 903KC 3月6日発売
    - 通信方式はFDD-LTE/W-CDMA/GSMに対応。対応周波数帯はLTE(B1/3/8)/W-CDMA(B1/8)である。
    - DIGNOケータイ2の約1.4倍大きく振動する「でかバイブ」、10分以内に同一相手から複数回の不在着信があった場合に段階的に着信音を大きくする機能や不在着信を定期的に音やバイブで通知する機能を搭載。レシーバーの穴はDIGNOケータイ2の約1.5倍大型化された。
    - IPX5/IPX8等級相当の防水性能、IP5X等級相当の防塵性能を備えるほか、アメリカ国防総省の調達基準であるMIL規格はDIGNOケータイ2で対応していた耐衝撃に、防水（浸漬）・耐振動・高温保管（固定）・高温保管（変動）・高温動作（固定）・高温動作（変動）・低温保管・温度衝撃・低圧保管の9項目を追加した10項目に対応。また、イソプロピルアルコール 99.7%、エタノール 99.5%、次亜塩素酸ナトリウム 1.0%を含ませた布でのふき取り試験をクリアしているため、市販の除菌シートでの拭き取りが可能である。

本端末はSoftBankブランド向けにも「DIGNOケータイ3」として設定され、同日発売された。

#### 2021年

##### スマートフォン
- オッポジャパン製
  - OPPO Reno5 A(オッポ・リノファイブ・エー、A101OP) 6月3日発売
    - 通信方式はFDD-LTE/AXGP/5G/W-CDMA/GSMに対応。対応周波数帯はLTE(B1/3/8/28)/W-CDMA(B1/8)/TDD-LTE(B41/42)/5G(Bn3/n28/n77)で、5GのBn77は3.4 GHz・3.7GHz両方の周波数に対応する。
    - ディスプレイは6.5インチのTFTを搭載する。
    - 4眼を搭載するメインカメラ（アウトカメラ）は高解像度レンズの画素数が約6,400万画素に向上され、1億800万相当の撮影が可能な「超高解像度モード」が搭載された。また、動画撮影機能も強化され、アウトカメラとインカメラで同時に動画撮影が可能な「アウト/イン同時動画撮影」、逆光や暗い場面で撮影の際に明るさのバランスを全体調整する「AIハイライトビデオ」が搭載された。
    - おサイフケータイは搭載するものの、ワンセグは搭載されない。
- ソニー製
  - Xperia 10 III(マークスリー、A102SO) 7月2日発売
    - Y!mobile向けの「Xperia」で初の5G対応端末で、通信方式はFDD-LTE/AXGP/5G/W-CDMA/GSMに対応。対応周波数帯はLTE(B1/3/8/28)/W-CDMA(B1/8)/TDD-LTE(B41)/5G(Bn3/n28/n77)で、5GのBn77は3.4GHz・3.7GHz両方の周波数に対応する。
    - バッテリー容量は4,500mAhに大容量化され、「いたわり充電」に加えて「充電最適化技術」を採用したことにより、繰り返し充電しても劣化しにくい設計となった。
    - 「DSEE」はAI技術によりストリーミングサービスもハイレゾ相当の高音質へアップスケーリングを可能とし、ハイレゾ（LDAC）対応ワイヤレスヘッドホンにも対応した「DSEE Ultimite」となった。有線ヘッドホンの利用が可能な3.5mmオーディオジャックを装備する。
    - おサイフケータイは搭載されるが、ワンセグは非搭載となる。
- 小米技術日本製
  - Redmi 9T（レッドミー・ナイン・ティー） 8月26日発売
    - Y!mobileブランド初となる小米科技（Xiaomi）製の端末で、通信方式はFDD-LTE/AXGP/W-CDMA/GSMに対応。対応周波数帯はLTE(B1/3/8/28)/W-CDMA(B1/8)/TDD-LTE(B41)である。
    - 6,000mAhの大容量バッテリーを搭載しながら重量は約198gとしており、長もちと軽さを両立している。
    - カメラは4,800万画素のメインカメラ、800万画素の超広角カメラ、200万画素の深度センサー、200万画素のマクロカメラで構成されたAI 4眼カメラ素採用しており、タイムラプス撮影や、フィルターを利用して万華鏡を覗いたような動画の撮影も可能である。
    - ディスプレイは6.53インチ・FHD+を採用しており、ハイレゾ対応（Hi-Res Audio認証）のデュアルスピーカーを搭載する。
    - 指紋センサーをサイドに搭載し、背面素材には指紋付着防止テクスチャーが施されている。
    - おサイフケータイやワンセグは非搭載としている。
- ZTEコーポレーション製
  - Libero 5G(A003ZT) 4月8日発売
    - Y!mobileブランドで初となる5G対応端末となり、通信方式はFDD-LTE/AXGP/5G/W-CDMA/GSMに対応。対応周波数帯はLTE(B1/3/8)/W-CDMA(B1/8)/TDD-LTE(B41/B42)/5G(Bn77)である。
    - バッテリー容量はLibero S10（3,100mAh）から大容量化され3,900mAhとなり、アプリや端末の消費電力を基に、利用状況に応じてバックグラウンドアプリの一部無効化や5Gから4Gへの自動切り替えを行う省電力モードが搭載された。
    - ディスプレイはLibero S10から大画面化され約6.5インチとなり、インカメラ（サブカメラ）のカメラホールを小さくしたパンチホールディスプレイとすることで動画の表示領域も大きくなった。
    - アウトカメラは有効画素数をLibero S10から約1,600万画素に向上されたメインカメラに、背景のぼかしを可能にする約200万画素の被写界深度カメラに加え、新たに約800万画素の広角カメラを加えたトリプルレンズとなり、AIでシーンを認識して自動調整を行う「AIシーン識別」を搭載。インカメラも800万画素に向上された。
    - Libero S10では非搭載だったおサイフケータイが搭載されたが、ワンセグは非搭載となる。

  - Libero 5G II(A103ZT) 12月3日発売予定
    - 通信方式はFDD-LTE/AXGP/5G/W-CDMA/GSMに対応。対応周波数帯はLTE(B1/3/8)/W-CDMA(B1/8)/TDD-LTE(B41/B42)/5G(Bn3/n28/n77)で、5GのBn77は3.4GHz・3.7GHz両方の周波数に対応する。
    - ディスプレイはLibero 5Gよりもさらに大きい約6.67インチとなり、解像度は縦の表示領域が60ドット伸び、2,400ドット×1,080ドットとなった。
    - Libero 5Gでは背面に装備されていた指紋認証センサーは側面に移動し、電源ボタンと一体化された。
    - CPUはMediaTek社製のDimensity 700へ変更された。
    - 試供品としてクイックスイッチアダプターが同梱され、移行元のスマートフォンと対応の接続ケーブルを用意するだけでデータ移行が可能となった（移行元のスマートフォンのOSがAndroid 5.0以降又はiOS 8.0以降で可能）
    - おサイフケータイは搭載されるが、ワンセグは非搭載となる。
- アップル製
  - iPhone 12/iPhone 12 mini 2月26日発売/パープル:4月30日発売（旧EMOBILE 4G-S/Hybrid 4G LTE）
    - ソフトバンクショップ（オンラインショップを含む）並びにSoftBankブランド取扱店で販売されているiPhone 12及びiPhone 12 miniを、新たにワイモバイルショップ（オンラインショップを含む）やY!mobileブランド取扱店でも取り扱いを開始するものである。
    - 4月30日には、新色のパープルが追加発売された。

  - iPhone 11 7月9日発売（旧EMOBILE 4G-S/Hybrid 4G LTE）
    - ソフトバンクショップ並びにSoftBankブランド取扱店で販売されているiPhone 11を、新たにワイモバイルショップ（オンラインショップを含む）やY!mobileブランド取扱店でも取り扱いを開始するものである。

##### Pocket WiFi
（モバイルWi-Fiルーター）
- ZTEコーポレーション製
  - Pocket WiFi 5G A102ZT 7月15日発売
    - Y!mobileブランドの「Pocket WiFi」で約2年ぶりの新機種となるとともに、初の5G対応端末となる。
    - バッテリー容量は5,300mAhに大容量化。急速充電にも対応する。
    - 2.4GHz帯と5GHz帯の2つの周波数帯のWi-Fiの同時利用が可能で、最大30台まで同時接続が可能。別売りのクレードルを使うことで、有線LANやWAN接続も可能となる。
    - 2.4インチ QVGA TFTタッチ液晶ディスプレイを搭載しており、ディスプレイに表示されたQRコードをスマートフォンのカメラ機能で読み込むだけで接続が可能な機能や、WPS接続にも対応。約5秒の高速起動も可能である。

#### 2022年

##### スマートフォン
- 京セラ製
  - かんたんスマホ2+(A201KC) 3月24日発売
    - 通信方式はFDD-LTE/AXGP/W-CDMA/GSMに対応。対応周波数帯はLTE(B1/3/8)/W-CDMA(B1/8)/TDD-LTE(B41)である。
    - 外装ケースと側面ボタン部にスマートフォンとして世界初となる抗菌・抗ウイルス処理が施され、国内メーカー製の泡タイプのハンドソープやボディソープを用いた洗浄が可能となった。
    - 「迷惑電話対策」機能は改良が施され、海外の電話番号の判別も可能となった。
    - OSはAndroid 12を搭載。それ以外の機能やスペックは「かんたんスマホ2(A001KC)」と同等である。カラーバリエーションは赤系がレッドからローズに、青系がネイビーからブルーにそれぞれ変更され、シルバーに替わってホワイトが設定された。

  - Android One S9 3月24日発売
    - 「Android One」シリーズで初の5G対応端末。通信方式はFDD-LTE/AXGP/5G/W-CDMA/GSMに対応。対応周波数帯はLTE(B1/3/8/28)/W-CDMA(B1/8)/TDD-LTE(B41/42)/5G(Bn3/n28/n77)で、5GのBn77は3.4GHz・3.7GHz両方の周波数に対応する。
    - Android 12を搭載しており、発売から2年間の間に最低1回以上のアップデートが実施されるほか、発売から3年間は毎月のセキュリティアップデートが保証されており、毎日自動でセキュリティースキャンが行われる。
    - 防水・防塵・耐衝撃設計で、泡タイプのハンドソープやボディソープを用いた洗浄や、アルコール等のふき取りによる除菌に加え、外装ケースに抗菌・抗ウイルス加工（抗菌製品技術協議会が制定しているSIAAマークを取得）が施された。
    - 電池容量は4,500mAhに大容量化され、幅約69mmのスリムボディで約6.1インチの大画面を実現している。
    - デュアルレンズ仕様のメインカメラはワイドカメラが約1,600万画素に向上。生体認証機能は顔認証に加えて指紋認証も可能となったことで外出先などでマスクを外さずにロック解除が可能となった。
- オッポジャパン製
  - OPPO Reno5 A(eSIM対応版、A103OP) 2月24日発売
    - 前述したA101OPをベースに、対応SIMにeSIM（スマートフォン本体一体型のデジタルSIM）が追加された程度となり、主要機能・スペック・カラーバリエーションはA101OPと同等である。

  - OPPO Reno7 A(オッポ・リノセブン・エー、A201OP)  6月23日発売
    - ディスプレイに6.4インチ・有機ELを搭載し、背面はマットな質感でありながら光沢感も併せ持つ独自の背面加工「OPPO Glow（オッポ・グロウ）」を施している。
    - Y!mobileが取り扱う防水/防塵・5G対応Android搭載スマートフォンで最薄となる厚さ約7.6mmを実現しつつ、バッテリー容量は4,500mAhに大容量化。別売の対応充電器を使用することで約30分で40%まで充電可能な急速充電に対応している。
    - メモリは内蔵されている6GBに加え、ストレージに十分な空き容量が確保されている場合は仮想メモリを活用して最大11GB分までの拡張が可能となった。
    - 指紋認証はReno5 A（A101OP/A103OP）の背面からディスプレイに変更され、指を画面でタップするだけでロック解除が可能となった。
    - おサイフケータイは搭載されるが、ワンセグは非搭載となる。
- シャープ製
  - AQUOS wish(A104SH) 1月28日発売
    - 通信方式はFDD-LTE/AXGP/5G/W-CDMA/GSMに対応。対応周波数帯はLTE(B1/3/8/28)/W-CDMA(B1/8)/TDD-LTE(B41)/5G(Bn3/n28/n77)で、5GのBn77は3.4GHz・3.7GHz両方の周波数に対応する。
    - ディスプレイは5.7インチのTFTを搭載する。
    - 本体の筐体に再生プラスチック材を約35%使用し、梱包の薄型化により紙の使用量を削減している。
    - 防水・防塵、MIL規格準拠の耐衝撃に加え、ふき取り試験の実施によりアルコール除菌シートの使用も可能である。また、2年間で最大2回のOSバージョンアップにも対応する。
    - Libero 5G同様、旧端末からのデータ移行用にクイックスイッチアダプターが試供品として同梱されており、移行元のスマートフォンと対応の接続ケーブルを用意するだけでデータ移行が可能な「簡単データコピー」を搭載する。
    - ホーム画面表示中に側面の指紋センサーを長押しして決済アプリを立ち上げる「Payトリガー」、記事やSNSを自動でスクロールするスクロールオート、画面をなぞるだけでスクリーンショットがとれる「Clip Now」、ホーム画面のアイコンや文字を大きくする「かんたんモード」、持ち上げるだけで画面が点灯する「Bright Keep」、充電制御により電池を長持ちさせる「インテリジェントチャージ」の機能で構成された「AQUOSトリック」を採用する。

  - AQUOS wish2(A204SH) 6月23日発売
    - 通信方式はFDD-LTE/AXGP/5G/W-CDMA/GSMに対応。対応周波数帯はLTE(B1/3/8)/W-CDMA(B1/8)/TDD-LTE(B41)/5G(Bn3/n28/n77)で、5GのBn77は3.4GHz・3.7GHz両方の周波数に対応する。
    - CPUを「Snapdragon 695 5G」としたことでCPUやGPUの性能を向上。CPUが異なる点以外は「AQUOS wish(A104SH)」に準じる。
- ソニー製
  - Xperia Ace III(A203SO) 6月10日発売
    - 通信方式はFDD-LTE/AXGP/5G/W-CDMA/GSMに対応。対応周波数帯はLTE(B1/3/8)/W-CDMA(B1/8)/TDD-LTE(B41)/5G(Bn3/n28/n77)で、5GのBn77は3.4GHz・3.7GHz両方の周波数に対応する。
    - 幅約69mm・高さ約140mm・厚さ約8.9mmのスリム&コンパクトボディながら、5.5インチ・HD+ディスプレイを搭載している。背面はマットテクスチャーで仕上げ、表面のディスプレイには高耐久グラス「CORNING Gorilla Glass Victus」を採用している。
    - 電池容量は4,500mAhと大容量としており、バッテリーが長持ちする「STAMINAモード」を搭載。また、「いたわり充電」と「充電最適化技術」により、充電時のバッテリー負荷が軽減され、長期間使用しても劣化しにくい長寿命も実現している。
    - 文字やアイコンを大きめにし、画面レイアウトをシンプルにするとともに、よく利用する連絡先を登録可能な短縮ボタンも備えた「かんたんホーム」を搭載している。
    - ハイレゾの再生及びワイヤレスリスニングに対応しており、3.5mmオーディオジャック（4極ヘッドセット(CTIA規格準拠)対応）を装備しており、有線ヘッドフォンとの接続も可能である。
    - 本体側面の電源ボタンに内蔵したセンサーによる指紋認証機能やおサイフケータイは搭載するものの、ワンセグは非搭載である。
- ZTEコーポレーション製
  - Libero 5G III(A202ZT) 12月15日発売
    - 通信方式はFDD-LTE/AXGP/5G/W-CDMA/GSMに対応。対応周波数帯はLTE(B1/3/8)/W-CDMA(B1/8)/TDD-LTE(B41/42)/5G(Bn3/n28/n77)で、5GのBn77は3.4GHz・3.7GHz両方の周波数に対応する。
    - ディスプレイは画面サイズがLibero 5G IIと同サイズながら有機EL化され、指紋認証センサーをディスプレイに内蔵したことで画面に触れるだけでロック解除が可能となり、指紋認証時にそのまま画面を長押しすることで事前に登録されたアプリを起動することが可能なクイック起動も搭載された。
    - バッテリー容量は4,120mAhに大容量化された。
    - おサイフケータイは搭載されるが、ワンセグは非搭載となる。

##### フィーチャーフォン
2機種共通で、通信方式はFDD-LTE/W-CDMA/GSMに対応。対応周波数帯はLTE(B1/3/8)/W-CDMA(B1/8)である。
- 京セラ製
  - DIGNOケータイ4(A203KC) 11月1日発売
    - 事前に設定をすることで通話終了後に話した内容を録音することが可能な通話後録音が搭載された。
    - バッテリー容量は1,500mAhとなったが、最大容量を抑えることで電池の劣化を軽減する「バッテリーケアモード」に加え、不要な消費電力を抑える「バッテリーセーバー」が搭載された。
    - アメリカ国防総省の調達基準であるMIL規格10項目に適合しており、市販のアルコール除菌シートを用いたふき取りに加え、市販の泡ハンドソープ/泡ボディソープでふき取り、その後水道で洗い流すことが可能となった。
    - DIGNOケータイ3で対応していたワンセグは非対応となったが、FMラジオの受信は対応しており、アナログ方式のイヤホンや変換ケーブルを用いなくても本体下部を触るだけで受信が可能となった。
    - 海外ローミングバンドをDIGNOケータイ3から拡充されたことで海外での通話やデータ通信の利用可能エリアが拡大された。

本端末はSoftBankブランド向けにも「DIGNOケータイ4」として、Y!mobileブランド向けよりも早く9月30日に発売されたが、カラーバリエーションはブラックに加え、SoftBankブランド向け限定カラーとしてシルバーが設定されている違いがある。
- シャープ製
  - AQUOSケータイ4(A206SH) 11月1日発売
    - IPX5/IPX8等級相当の防水性能、IP5X等級相当の防塵性能、MIL規格準拠の耐衝撃性能を持つ。
    - 「AQUOSケータイ3」では大型レシーバーと一体型になっていたスピーカーを背面に移動して独立配置されたことで着信音量を向上。また、「AQUOSケータイ3」から踏襲して搭載されている「スムーズトーク」に加え、自分の声を明瞭にして相手に伝えやすくする「くっきりトーク」が搭載された。

本端末はSoftBankブランド向けにも「AQUOSケータイ4」として、Y!mobileブランド向けよりも早く10月28日に発売されたが、カラーバリエーションはホワイトに加え、SoftBankブランド向け限定カラーとしてブラックが設定されている違いがある。

#### 2023年

##### スマートフォン
- 京セラ製
  - Android One S10 1月19日発売
    - 通信方式はFDD-LTE/AXGP/5G/W-CDMA/GSMに対応。対応周波数帯はLTE(B1/3/8/28)/W-CDMA(B1/8)/TDD-LTE(B41/42)/5G(Bn3/n28/n77)で、5GのBn77は3.4GHz・3.7GHz両方の周波数に対応する。
    - Android 13を搭載しており、発売から2年間の間に最低1回以上のアップデートが実施されるほか、発売から3年間は毎月のセキュリティアップデートが保証される。
    - 別売のUSB Type-C PD-PPS対応 ACアダプタを使用することで、バッテリー残量通知状態（約20%）から約15分で50%に、最速約85分で満充電となるスピード充電に対応し、満充電しないことでバッテリー負荷を軽減して寿命を延ばす「バッテリーケアモード」が搭載された。
    - Android One S9で採用された抗菌・抗ウイルスコートをボディに加えてディスプレイにも拡大して採用された。

  - かんたんスマホ3(A205KC) 3月9日発売
    - 通信方式はFDD-LTE/AXGP/W-CDMA/GSMに加え、「かんたんスマホ」シリーズでは初めてとなる5Gにも対応。対応周波数帯はLTE(B1/3/8/28)/W-CDMA(B1/8)/TDD-LTE(B41/42)/5G(Bn3/n28/n77)で、5GのBn77は3.4GHz・3.7GHz両方の周波数に対応する。
    - 歩数・歩行距離・消費カロリーの記録だけでなく、キャラクターとの会話や簡単な入力でフレイルのリスクの確認や健康につながるヒントを知らせるフレイル対策サポートアプリ「うごくま」をプリインストール。マイナンバーカードにも対応し、カードをカメラ機能で読み取って各種アプリを使用することで行政手続きなどを簡素化することが可能となる。
    - スリムサイズは継承しつつ、ディスプレイは約6.1インチ・フルHD+（画面解像度:2,400×1,080ドット）に大画面化・高解像度化。また、「かんたんスマホ2+」で対応した抗菌・抗ウイルス加工はボディに加え、ディスプレイ（カメラ部や周辺の無塗装部を除く）やボタン（ハードキー）にも拡大した。
    - カメラ機能はメインカメラを約1,600万画素に向上。バッテリー容量が4,500mAhに大容量化された。
    - 「かんたんスマホ2+」では搭載されていたワンセグは非搭載となったが、ラジオ機能は引き続き搭載（インターネットラジオ「radiko」とFMラジオの受信に対応、FMラジオは別売のType-C変換ケーブルと市販のイヤホンを接続するか、カメラプレートの枠を触れることで受信可能）。また、「かんたんスマホ」シリーズで初めておサイフケータイ（NFC/Felica）にも対応した。
- モトローラ・モビリティ・ジャパン製
  - moto g53y 5G（モト・ジーゴーサンワイ・ファイブジー） 6月29日発売
    - Y!mobileで初のモトローラ・モビリティ・ジャパン製の端末で、日本国内の通信事業者ではソフトバンクが独占販売する端末となる。
    - 通信方式はFDD-LTE/AXGP/5G/W-CDMA/GSMに対応。対応周波数帯はLTE(B1/3/8/11/28)/W-CDMA(B1/8)/TDD-LTE(B41/42)/5G(Bn3/n28/n77)で、5GのBn77は3.4GHz・3.7GHz両方の周波数に対応する。
    - 内蔵バッテリーは5,000mAhの大容量とし、カメラは約5,000万画素のメインカメラと約200万画素のマクロカメラのデュアルカメラを搭載、「ナイトビジョン」と呼ばれる夜景モードも搭載されている。ディスプレイはアスペクト比20:9の約6.5インチHD+（画面解像度:1,600×720ドット）が採用され、リフレッシュレート120Hz駆動に対応。ステレオスピーカーには立体音響技術「ドルビーアトモス」を搭載している。
    - 手首を2回ひねるとカメラが起動、3本指をタッチして長押しするとスクリーンショット撮影、振り下ろすとライトが点灯、持ち上げるとロック解除など、頻繁に使う機能を簡単なアクションをするだけで起動可能なジェスチャー機能も搭載されている。
    - 防滴・防塵（IP2X/IP5X等級相当）性能があり、2種類の生体認証（指紋・顔）やおサイフケータイも搭載される。
    - カラーはSIMフリーモデルのmoto g53j 5Gにもラインナップされているインクブラック、アークティックシルバーに加え、本端末限定カラーとなるペールピンクを加えた3色展開となる。
- オッポ・ジャパン製
  - OPPO Reno9 A（オッポ・リノナイン・エー） 6月22日発売
    - 通信方式はFDD-LTE/AXGP/5G/W-CDMA/GSMに対応。対応周波数帯はLTE(B1/3/8/28)/W-CDMA(B1/8)/TDD-LTE(B41/42)/5G(Bn3/n28/n77)で、5GのBn77は3.4GHz・3.7GHz両方の周波数に対応する。
    - 内蔵RAMが8GBに増量され、ストレージ（ROM）の空き容量が十分確保されている場合に一部をRAM（仮想メモリ）として使用可能な拡張機能を併用することで最大16GB相当まで拡張が可能。さらに、「Dynamic Computing Engine」と呼ばれる独自技術により消費電力を抑制してバックグラウンドのアプリを安定化させることが可能である。
    - カメラ機能には背景だけをモノクロ加工にすることが可能な「AIカラーポートレート」が搭載された。
    - 移動元のスマートフォンに専用アプリをインストールして引き継ぐ項目を選択することで容易にデータの移行が可能で、アイコンや文字サイズを大きくしてより容易な項目でわかりやすくする「シンプルモード」も搭載する。
    - おサイフケータイ機能が搭載されており、本機種でマイナンバーカード機能（スマホ用電子証明書機能）にも対応した。
- シャープ製
  - AQUOS wish3(A302SH) 7月6日発売
    - 通信方式はFDD-LTE/AXGP/5G/W-CDMA/GSMに対応。対応周波数帯はLTE(B1/3/8/11/28)/W-CDMA(B1/8)/TDD-LTE(B41)/5G(Bn3/n28/n77)で、5GのBn77は3.4GHz・3.7GHz両方の周波数に対応する。
    - 本体の筐体に使用している再生プラスチック材の使用比率が60%に向上された。カラーバリエーションはY!mobile限定カラーのピンクを含めた4色展開となる。
    - 「AQUOSトリック」によるホーム画面変更は既存の「かんたんモード」に加え、利用状況や利用制限、緊急時の連絡先の設定が可能な「ジュニアモード」が追加された。
    - カメラ機能は画像エンジンが「ProPix 4 lite」となり、被写体に応じて適したモードに自動設定される「AIオート」が搭載された。
    - 画面消灯時と操作中で充電と給電を切り替えることで電池の温度上昇を軽減し、熱の負担を減らすことで電池の劣化を軽減する「インテリジェントチャージ」が搭載され、顔認証機能はマスクをしたままでもロック解除が可能となった。
- ZTEコーポレーション製
  - Libero 5G IV(A302ZT) 12月7日発売
    - 通信方式はFDD-LTE/AXGP/5G/W-CDMA/GSMに対応。対応周波数帯はLTE(B1/3/8)/TDD-LTE(B41/42)/5G(Bn3/n28/n77)で、5GのBn77は3.4GHz・3.7GHz両方の周波数に対応する。本端末から3Gサービスの提供終了を見据え、日本国内でのW-CDMAが非対応（GSM同様に海外のみ対応）となった。
    - トリプルカメラのうち、メインカメラの有効画素数が約5,000万画素に向上され、被写体認識AI機能が搭載された。
    - バッテリー容量は4,420mAhに容量アップされ、急速充電が22.5W対応となった。
    - 指紋認証センサーがディスプレイ上から端末側面に移り、クイック起動機能は認証した指紋ごとに最大5つまで登録可能に変更された。
    - 迷惑・詐欺電話対策機能として手動による通話録音機能が搭載された。
- アップル製
  - iPhone 13 11月15日発売
    - ソフトバンクショップ（オンラインショップを含む）並びにSoftBankブランド取扱店で販売されているiPhone 13を、新たにワイモバイルショップ（オンラインショップを含む）やY!mobileブランド取扱店でも取り扱いを開始するものである。

##### Stick WiFi
（モバイルWi-Fiルーター）
- ZTEコーポレーション製
  - Stick WiFi A301ZT 8月31日発売
    - 通信方式はFDD-LTE/AXGP/W-CDMAに対応。対応周波数帯はLTE(B1/3/8)/W-CDMA(B1/8)/TDD-LTE(B41)である。
    - USBスティック型で、パソコン・車・モバイルバッテリーのUSBポートに差し込むか、市販のUSB変換アダプタを利用して家庭のコンセントや車のシガーソケットに差し込んで使用する。最大10台まで同時に接続して使用可能である。
    - 本端末はSoftBankブランド向けにも同時発売されており、SoftBankブランドのままでY!mobileにも提供されている。

#### 2024年

##### スマートフォン
- オッポ・ジャパン製
  - OPPO A79 5G 2月15日発売
    - 通信方式はFDD-LTE/AXGP/5G/W-CDMA/GSMに対応。対応周波数帯はLTE(B1/3/8/28)/W-CDMA(B1/8)/TDD-LTE(B41/42)/5G(Bn3/n28/n77)で、5GのBn77は3.4GHz・3.7GHz両方の周波数に対応する。
    - ディスプレイが約6.7インチに大型化され、3.5mmイヤホンジャックが備わったことで有線イヤホンの使用が可能となり、有線・無線問わずハイレゾ対応となった。
    - バッテリー容量は5,000mAで、急速充電は33W（SUPERVOOCフラッシュチャージ/PPS）に対応。電池残量が少ない状態でも長時間駆動を可能にする「超省エネモード」が搭載された。
    - RAM容量は4GBで、ROMの一部を利用して最大8GB相当まで拡張可能なRAM拡張機能が搭載される。

  - OPPO Reno 11 A 6月27日発売
    - 通信方式はFDD-LTE/AXGP/5G/W-CDMA/GSMに対応。対応周波数帯はLTE(B1/3/8/28)/W-CDMA(B1/8)/TDD-LTE(B41/42)/5G(Bn3/n28/n77)で、5GのBn77は3.4GHz・3.7GHz両方の周波数に対応する。
    - バッテリー容量が5,000mAに大容量化され、急速充電は最大67W（SUPERVOOCの場合、PPSの場合は55W）に向上。バッテリーの長寿命化を図るため、充電サイクルを学習する過充電防止機能も搭載される。
    - システムの安定性向上を図るため、アプリデータ圧縮技術、システム劣化防止機能、パフォーマンス最適化で構成された「トリニティエンジン技術」が採用されている。
    - メインカメラの有効画素数が6,400万画素に向上され、4Kでの動画撮影に対応。ワンタップで切り抜いて別画像に使用可能な「AIクリッピング」をはじめとする編集機能も備える。
    - Reno 9 Aからさらに極細化されたベゼルによって有機ELディスプレイが約6.7インチとなり、リフレッシュレートは120Hzに向上された。

  - OPPO A3 5G 12月12日発売
    - 通信方式はFDD-LTE/AXGP/5G/W-CDMA/GSMに対応。対応周波数帯はLTE(B1/3/8/18/19/26/28)/W-CDMA(B1/19)/TDD-LTE(B41/42)/5G(Bn3/n28/n77/n78)で、5GのBn77は3.4GHz・3.7GHz両方の周波数に対応する。
    - A79 5Gと同じ約6.7インチサイズながら、厚さ約7.7mm・重さ約187gに薄型・軽量化。リフレッシュレートは最大120Hz対応となった。
    - バッテリー容量が5,100mAに大容量され、急速充電は45W（SUPERVOOCフラッシュチャージ/PPS）に対応した。
    - 画面や手元が濡れている状態でも誤作動を防ぐ「スプラッシュタッチ」に対応し、MIL規格準拠の耐衝撃ボディも採用された。
- FCNT合同会社製
  - らくらくスマートフォン a A401FC 11月7日発売
    - これまでNTTドコモのみで扱っていた「らくらくスマートフォン」シリーズが初めてソフトバンク向けにも扱うようになった。なお、FCNT合同会社移行後初のY!mobile端末だが、前身の富士通コネクテッドテクノロジーズを含めると、arrows J以来約4年ぶりの端末となる。
    - ディスプレイは「らくらくスマートフォン」シリーズ最大（2024年10月時点）となる6.1インチ HD+（画面解像度:1,560×720ドット）が搭載され、画面下のハードキーはホーム画面へ戻る「ホームボタン」のみとなる。
    - フォントには「UD 新丸ゴ」が採用され、「コントラスト自動調整機能」を搭載。ピンチアウトができないアプリでも側面のマイクボタンを押して画面をタッチすることで拡大表示される「おまかせズーム」を搭載する。
    - 迷惑電話対策機能として、電話帳に登録されていない相手からの着信があった場合に注意喚起（着信音の変更・画面表示）や通話録音を自動で行い、非通知着信拒否の設定が可能。文字入力システムには「らくらくスマートフォン」独自の「らくらく2タッチ入力」や「らくらくフリック入力」を備えたSuper ATOK ULTIASを採用する。
    - FCNT合同会社が提供する「ララしあコネクト」やかんたんスマホ3にも搭載されている「うごくま」、ヘルスケアテクノロジーズが提供する「健康相談 かんたんHELPO（へルポ）」といった健康系アプリを多数プリインストールしている。「健康相談 かんたんHELPO」は本端末利用のY!mobileユーザーであれば回数無制限・追加料金なしで健康相談の利用が可能である。
- モトローラ・モビリティ・ジャパン製
  - moto g64y 5G（モト・ジーロクヨンワイ・ファイブジー） 7月4日発売
    - 通信方式はFDD-LTE/AXGP/5G/W-CDMA/GSMに対応。対応周波数帯はLTE(B1/3/8/11/28)/W-CDMA(B1/8)/TDD-LTE(B41/42)/5G(Bn3/n28/n77)で、5GのBn77は3.4GHz・3.7GHz両方の周波数に対応する。
    - ディスプレイがフルHD+（画面解像度:2,400×1,080ドット）に高解像度化され、ステレオスピーカーは低音を強化する改良が行われた。
    - カメラはメインカメラに光学式手ぶれ補正（OIS）や4つのピクセルを1つに統合することでより多くの光を取り込む「クアッドピクセルテクノロジー」を搭載、インカメラにはフェイスレタッチ（自動補正）機能が搭載された。
- シャープ製
  - AQUOS wish4 7月4日発売
    - 通信方式はFDD-LTE/AXGP/5G/W-CDMA/GSMに対応。対応周波数帯はLTE(B1/3/8/28)/W-CDMA(B1/8)/TDD-LTE(B41)/5G(Bn3/n28/n77)で、5GのBn77は3.4GHz・3.7GHz両方の周波数に対応する。
    - 画面のカバーガラスの強度向上によりコンクリートなどの硬く荒い地面への耐落下性能を向上。AQUOS wish3で対応しているアルコール除菌シートでのふき取りが可能な耐薬品性能（エタノール70%でのふき取り試験済）に加え、市販の泡ハンドソープを用いた丸洗いにも対応した。
    - ディスプレイは約6.6インチに大画面化され、90Hz駆動に対応した「なめらかハイスピード表示」を搭載。バッテリー容量が5,000mAhへ大容量化された。
    - 迷惑電話対策機能としてボタン操作で代理音声で怪しい電話を断る「迷惑ストップボタン」や、AIが通話内容を解析して詐欺電話と判断されたときに音と画面で知らせる機能も備わる。
    - メインカメラの有効画素数が5,010万画素に向上。オートフォーカスが薄暗い場所でのピント精度を高める新位相差となり、センサーの集光量がアップされた。
- ZTEコーポレーション製
  - Libero flip A304ZT 2月29日発売[94]
    - 通信方式はFDD-LTE/AXGP/5G/W-CDMA/GSMに対応。対応周波数帯はLTE(B1/3/8/28)/TDD-LTE(B41/42)/5G(Bn3/n28/n77)で、5GのBn77は3.4GHz・3.7GHz両方の周波数に対応する。
    - Y!mobileブランド初となる折り畳み式のスマートフォン。メインディスプレイは約6.9インチの有機ELを、サブディスプレイは丸形約1.43インチで、折り畳んだ状態で着信応答やカメラ起動などの操作も可能である。
    - アウトカメラは約5,000万画素のメインカメラと約200万画素の被写界深度カメラで構成されたデュアルカメラで、インカメラは約1,600万画素。手のひらを向けたりピースをすることでタイマー撮影が可能なジェスチャー機能を備える。
    - バッテリー容量は約4,310mAhで、33Wの急速充電に対応。そのほか、「シンプルホームUI」や電話録音機能を備え、おサイフケータイに対応している。
- アップル製
  - iPhone 14 10月24日発売
    - ソフトバンクショップ（オンラインショップを含む）並びにSoftBankブランド取扱店で販売されているiPhone 14を、新たにワイモバイルショップ（オンラインショップを含む）やY!mobileブランド取扱店でも取り扱いを開始するものである。
- グーグル製
  - Google Pixel 7a 2月22日発売
    - ソフトバンクショップ（オンラインショップを含む）並びにSoftBankブランド取扱店で販売されているGoogle Pixel 7aを、新たにワイモバイルショップ（オンラインショップを含む）やY!mobileブランド取扱店でも取り扱いを開始するものである。なお、Y!mobileブランドでGoogle Pixelを取り扱うのは本端末が初となる。また、カラーはソフトバンクオンラインショップやグーグル直営オンラインストア限定カラーであるコーラルを除く3色が用意される。

  - Google Pixel 8a/8 7月18日発売
    - ソフトバンクショップ（オンラインショップを含む）並びにSoftBankブランド取扱店で販売されているGoogle Pixel 8a/8を、新たにワイモバイルショップ（オンラインショップを含む）やY!mobileブランド取扱店でも取り扱いを開始するものである。カラーはGoogle Pixel 8はヘーゼルとオブシディアンの2色のみ。Google Pixel 8aはソフトバンク向けと同じ4色が用意される。

#### 2025年

##### スマートフォン
- オッポジャパン製
  - OPPO Reno13 A 6月26日発売
    - 通信方式はFDD-LTE/AXGP/5G/W-CDMA/GSMに対応。対応周波数帯はLTE(B1/3/8/18/19/26/28)/TDD-LTE(B41/42)/5G(Bn1/n3/n28/n44/n77/n78)で、5GのBn77は3.4GHz・3.7GHz両方の周波数に対応する。
    - AI機能が強化され、「AI消しゴム」や「AIクリッピング」が共に2.0へバージョンアップ。画像編集アプリの「AI Studio」やAIエディター、開いているアプリに応じてAI機能を提案する「AI Toolbox」も搭載された。ファイル共有アプリ「O+ Connect」により、iPhoneなどのiOS端末でも写真などの共有が可能となった。
    - 防水性能が「Reno」シリーズ初のIPX9（4方向の角度(0°、30°、60°、90°)から、80℃の高温水をそれぞれ30秒ずつ(2分間)高圧で噴射した後でも電話機としての機能を有すること）対応となり、IP6Xの防塵性能やMIL規格に準拠した試験をクリアした耐衝撃性能も備わった。
    - バッテリー容量が5,800mAhに増量し、「SUPERVOOC」と呼ばれる独自の充電時間短縮技術により急速充電にも対応した。
- モトローラ・モビリティ・ジャパン製
  - moto g66y 5G 7月10日発売予定
    - 通信方式はFDD-LTE/AXGP/5G/W-CDMA/GSMに対応。対応周波数帯はLTE(B1/3/8/11/18/19/26/28)/TDD-LTE(B41/42)/5G(Bn1/n3/n28/n77/n78)で、5GのBn77は3.4GHz・3.7GHz両方の周波数に対応する。
    - ディスプレイが6.7インチに大型化され、「Vision Booster」と呼ばれる画面輝度自動調整機能が搭載され、HDR10に準拠。「ドルビーアトモス」も搭載され、ハイレゾ音源の再生にも対応した。
    - 「Corning Gorilla Glass 7i」により耐久性が高められ、ウォータータッチに対応。防水性能をIPX9、防塵性能をIP6Xへそれぞれ向上され、MIL-STD-810H準拠の試験をクリアし、耐衝撃や落下にも対応したタフネス設計となった。
    - バッテリー容量を5,200mAhにアップし、「Turbo Power」に対応したことで最大30Wの急速充電に対応した。
    - moto g64y 5Gに搭載されていたマクロカメラは超広角カメラに変わり、新たに「2-in-1環境センサー」を搭載。インカメラの画素数はmoto g64y 5Gの2倍となる約3,200万画素となった。また、人物写真をAIで自動補正する「AIポートレート」が搭載された。
    - RAM容量はmoto g64y 5Gと同じ4GBだが、8GBの仮想RAMにより容量を最大で12GBまで拡張可能な「RAMブースト」が搭載された。
- シャープ製
  - AQUOS wish5 6月26日発売
    - 通信方式はFDD-LTE/AXGP/5G/W-CDMA/GSMに対応。対応周波数帯はLTE(B1/3/8/18/19/28)/TDD-LTE(B39/41)/5G(Bn1/n3/n28/n44/n77/n78/n79)で、5GのBn77は3.4GHz・3.7GHz両方の周波数に対応する。なお、W-CDMAはGSM同様に海外のみと対応となる。
    - 「なめらかハイスピード表示」オン時のリフレッシュレートをwish4の90Hzから120Hzに向上。フォントが通常フォントに加え、教科書にも使用されているUD学参丸ゴシックの選択も可能となった。端末を強く振ると大きなアラート音が鳴って周囲に知らせるとともに、自動で緊急連絡先へ電話をかけたり、居場所のメッセージ送信が可能な防犯アラームが搭載された。
    - MIL規格（MIL-STD-810H）の18項目に準拠した試験をクリアし、防水性能もIPX9対応となり、お湯での洗浄や浴室内の使用も可能となった（浴室内使用時は外部接続機器との接続や充電は不可、使用後は所定の方法による水抜きと自然乾燥が必要）。
    - カメラ機能はポートレートモードやナイトモードが搭載され、手のひらにスマホに向けるだけで自動でタイマー撮影が可能となった（事前の設定が必要）。
- サムスン電子製
  - Samsung Galaxy A25 5G 2月27日発売
    - 通信方式はFDD-LTE/AXGP/5G/W-CDMA/GSMに対応。対応周波数帯はLTE(B1/3/8/18/19/21/26/28)/TDD-LTE(B41/42)/5G(Bn1/n3/n28/n77/n78/n79)で、5GのBn77は3.4GHz・3.7GHz両方の周波数に対応する。なお、W-CDMAはGSM同様に海外のみと対応となる。
    - Y!mobileブランドで初となる「Samsung Galaxy」端末となる。ディスプレイは約6.7インチで、「目の保護モード」を搭載。ホーム画面からワンタップで切り替え可能な「かんたんモード」に対応しており、「Galaxy使い方相談」への直通電話を搭載している。
    - バッテリー容量は5,000mAhで、「バッテリーの保護」機能や「省電力モード」に対応。メインカメラは約5,000万画素の広角カメラと約200万画素のマクロカメラで構成された2眼カメラを搭載する。
    - データ移行アプリとして「Smart Switch」がプリインストールされており、スマートフォンだけでなく、別売りのmicro SDメモリーカードを使用することでフィーチャーフォンからのデータ移行も可能である。
- ZTEコーポレーション製 - ZTEコーポレーション製の端末は以下の2機種からブランド名が「nubia（ヌビア）」となり、日本国内の通信事業者（MNO）ではソフトバンクが独占販売する。
  - nubia S 5G A403ZT 1月16日発売
    - 通信方式はFDD-LTE/AXGP/5G/W-CDMA/GSMに対応。対応周波数帯はLTE(B1/3/8)/TDD-LTE(B41/42)/5G(Bn3/n28/n77)で、5GのBn77は3.4GHz・3.7GHz両方の周波数に対応する。
    - 事前に登録を行うことでよく使用するアプリをワンプッシュで起動可能な「スマートスタートボタン」を採用。通話録音機能はLINE、Skype、Facebook、Messengerにも対応した。

  - nubia Flip 2 A404ZT 1月23日発売
    - 通信方式はFDD-LTE/AXGP/5G/W-CDMA/GSMに対応。対応周波数帯はLTE(B1/3/8)/TDD-LTE(B41/42)/5G(Bn3/n28/n77/n78)で、5GのBn77は3.4GHz・3.7GHz両方の周波数に対応する。
    - Y!mobileブランドでは2機種目となる折り畳み式のスマートフォン。メインディスプレイはLibero flip A304ZTと同じ約6.9インチ有機ELを採用。サブディスプレイが約3インチに大型化され、形状が角型となって右寄りの配置となり、折りたたんだ状態でもアプリの操作が可能となった。メインカメラと被写界深度カメラがサブディスプレイの左側に縦並びの配置に変更され、インカメラはLibero flip A304ZTの2倍となる約3,200万画素となった。

  - かんたんスマホ4 A402ZT 3月6日発売
    - 通信方式はFDD-LTE/AXGP/5G/W-CDMA/GSMに対応。対応周波数帯はLTE(B1/3/8)/TDD-LTE(B41/42)/5G(Bn3/n28/n77)で、5GのBn77は3.4GHz・3.7GHz両方の周波数に対応する。
    - 「かんたんスマホ」シリーズはこれまで京セラ製だったが、本端末でZTEコーポレーション製へ変更された。
    - 「らくらくスマートフォンa」で採用された「かんたんHELPO」が新たにプリインストールされ、メインカメラの有効画素数が約5,000万画素に向上、ROM容量が「かんたんスマホ3」の2倍となる128GBに増量された。
- アップル製
  - iPhone 15 1月16日発売
    - ソフトバンクショップ（オンラインショップを含む）並びにSoftBankブランド取扱店で販売されているiPhone 15を、新たにワイモバイルショップ（オンラインショップを含む）やY!mobileブランド取扱店でも取り扱いを開始するものである。

  - iPhone 16e 2月28日発売
    - ソフトバンクが取り扱うiPhoneでは初めて、SoftBankブランド（ソフトバンクショップ・取扱店・ソフトバンクオンラインショップ）との同時発売となる。

## 旧ブランドから継続している通信端末
```
×印：Y!mobileへのブランド移行後に販売を終了した端末
```

### 旧イー・モバイルブランドの端末
スマートフォン
- 華為技術日本製
  - (×)STREAM X GL07S(旧EMOBILE LTE契約)
    - 料金プランは「LTE電話プラン」のみ加入可能
- 富士通モバイルコミュニケーションズ製
  - (×)ARROWS S EM01F(タイプ1)
    - SIMロック「あり」/SIMサイズ「-」
- LGエレクトロニクス製
  - Nexus 5 EM01L(タイプ1)
    - SIMロック「なし」/SIMサイズ「-」

※端末自体にはイー・モバイルのブランドは付けられていない。
データ端末
- 華為技術日本製
  - GL08D LTE対応data-stick LTEデータ通信（旧EMOBILE LTE契約）
    - パソコンなどへの接続はUSB接続。Wi-Fi接続には対応しない。※端末自体にはPocket WiFiのブランドは付けられていない。
    - AXGPには対応しない。料金プランは「LTEプラン」のみ加入可能。

  - Pocket WiFi GL09P Pocket WiFi
    - 1.4インチカラー液晶ディスプレイを採用。本体操作はタッチ式のキーで行う。

  - Pocket WiFi GL10P Pocket WiFi
    - 2.4インチカラー液晶ディスプレイ(タッチパネル式)を採用し、本体操作はスマートフォンと同様の操作性となった。
    - 電源投入から待ち受け画面表示まで5秒(通常時)のクイック起動。

### 旧ウィルコムブランドの端末

#### スマートフォン
- 華為技術日本製
  - (×)STREAM 201HW(タイプ1)
- 京セラ製
  - (×)DIGNO DUAL WX04K
    - 料金プランは「プランD（旧名称：ウィルコムプランD）」のみ加入可能。

  - (×)DIGNO DUAL 2 WX10K(タイプ3)
- シャープ製
  - (×)AQUOS PHONE es WX04SH(タイプ3)
  - (×)AQUOS PHONE ef WX05SH(タイプ3)

#### データ端末
- ZTE(中興通訊)ジャパン製

3Gデータ通信端末（旧ウィルコム3G契約）である。データ通信は全ての機種でUSB接続に対応。
HX008ZTを除きWi-Fi接続に対応するが、対応端末自体にはPocket WiFiのブランドは付けられていない。
- - 007Z
    - 料金プランは「3Gデータ定額(S)」のみ加入可能。

  - (×)HX008ZT
    - 料金プランは「3Gデータ定額ビジネス(S)」のみ加入可能。

  - (×)HX009ZT
    - 料金プランは「3Gデータ定額ビジネス(S)」のみ加入可能。

#### ケータイ(PHS)
```
▽印：PHSへのMNPポートイン(転入)対応(= 
SMS
対応)
☆印：アップデートにより、
SHA-2
に対応する
ブラウザ
搭載通話端末
▼印：
SHA-2
非対応のため、端末本体に搭載されたブラウザでのweb利用が制限される端末
```

- エイビット製
  - (×)ストラップフォン2 WX06A ケータイ
    - 発売当時「世界最小・最軽量」のケータイであった(エイビット社調べ)。

サイズは約W32×H70×D10.7mm・重さ約32gである。
- -     - ライトメール及びEメールにも対応。
- 日本無線製
  - (×▼)WX330J E
- 京セラ製
  - (×▼)HONEY BEE 5 WX07K
  - (×)STOLA WX08K[95]
  - (☆)LIBERIO 2 WX11K▽
  - (×☆)WX12K▽
  - (×▼)WX340K
- セイコーソリューションズ製
  - (×)PORTUS WX02S/XWX02S
    - PHS電話機とソフトバンク3Gデータ回線を利用したモバイルWi-Fiルーター合体型端末。USBテザリングにも対応。
    - 料金プランはWX02Sは「プランW（旧名称：ウィルコムプランW）」のみ、XWX02Sは「プランGS（旧名称：新ウィルコム定額プランGS）」のみ加入可能。

  - (×)iiro WX04S▽
- シャープ製
  - (▼)PANTONE WX01SH
  - (▼)かんたんケータイ WX02SH
    - 緊急ブザー(いわゆる防犯ブザー)機能を備えており、作動させた際に、あらかじめ登録した先に「周辺位置を示したメール」の自動送信や電話の自動発信を行える。

  - (×▼)PANTONE WX03SH
    - Bluetooth対応のアンドロイドスマートフォンの子機として使用することが可能。

#### 法人向け専用ケータイ(PHS)
- 日本無線製
  - (×▼)WX01JR[96]
    - ビジネスユースに特化し、情報漏えいにつながるWEB機能、カメラ、外部メモリ用スロットを搭載しない。
    - 本機は、法人営業ルート(ワイモバイル法人ダイレクト含む)での取り扱いとなり、店頭やワイモバイルオンラインストアでの取り扱いはない。

  - (×▼)WX330JZ[97]
    - ICレコーダー機能を搭載。カメラ、外部メモリ用スロットは搭載しない。
- セイコーソリューションズ製
  - (×)PORTUS For Biz WX02S-H[98]
    - WEB機能、カメラ、外部メモリ用スロットを搭載しない。
    - 料金プランは「プランW（旧名称：ウィルコムプランW）」のみ加入可能。

#### その他の製品
- エイビット製
  - お知らせ窓センサー WX04A
    - いわゆる防犯グッズ。窓枠に装着して使用する。
    - 料金プランは「お知らせ窓センサー専用料金プラン」のみ加入可能。

  - イエデンワ2 WX05A
    - イエデンワ WX02Aの後継機種にあたる。
    - 固定電話の外見と操作性を持ち、公衆回線の電話機の端末としてもつかえ、PHS回線との使い分けができる。
    - 加入可能な料金プランはケータイと同様。

  - 迷惑電話チェッカー WX07A
    - 迷惑電話番号情報の管理会社のリストに基づいた、迷惑電話の可能性のある電話が着信したときの警告表示ができる。リストは、PHS回線を利用して更新される。「発信者番号通知サービス」を契約した公衆回線に接続して使用する必要がある。
    - 料金プランは「迷惑電話チェッカー専用プラン」のみ加入可能。
- TJC製
  - (×)だれとでも定額パス WX01TJ
    - Bluetooth接続に対応したアンドロイドスマートフォンからPHS回線による通話を可能にする。
    - 料金プランは「パス専用プラン」のみ加入可能。「だれとでも定額」等のオプションが付加可能。
- グループセンス製
  - (×)カーナビ専用通信ユニット for CARWINGS WS012GS[99]
    - 日産自動車のカーウイングスナビゲーション(一部機種)の通信回線を利用するサービス(渋滞情報取得など)を利用可能にする通信ユニット。日産自動車の専売品のため、ワイモバイルショップ・ワイモバイルオンラインストアでの端末の販売は行われていない。
    - 料金プランは専用の「使い放題プラン」「ライトプラン」のみ加入可能。
- ネットインデックス製
  - (×)RB01-P[100]
    - ホンダの純正カーナビゲーション(一部機種)の通信回線を利用するサービス(渋滞情報取得など)を利用可能にする通信ユニット。
    - 料金プランは専用の「使い放題プラン」「ライトプラン」のみ加入可能。
    - 2015年5月24日販売終了[101]。なお、「販売終了の機種はネットオークション等で入手されてもご利用いただけません」との記述がある。

## ネットワーク改編に伴う影響

### 通信方式の変更関連
2015年12月11日、4G LTEサービスの拡充及び、これに伴う3Gサービスの一部終了予定がアナウンスされた。※2015年12月13日現在、公式ホームページ下部の「お知らせ」には告知は表示されていない。
これにともない、2017年以降に3Gサービス向けの一部料金プランのサービスが終了する。
また、端末によっては、
- 1.5GHz帯における一部地域での通信速度の低下(2016年9月以降)
- ネットワーク自体が利用できなくなる(1.5GHz帯で2017年4月以降・1.7GHz帯で2018年2月以降)。

といった事象が発生する。
```
EMOBILE 4G-S
を除く旧イー・アクセス音声契約、同3Gのみのデータ契約、Y!mobileブランドのタイプ2契約のスマートフォンは、これに伴って
2018年
1月31日
を以て停波
となる。
```

また、EMOBILE LTE契約での3Gネットワークについては、端末により、2017年11月以降のソフトバンクローミング対応ないしは2018年3月29日を以て1.7GHz帯3Gネットワーク停波によるLTE回線のみの利用のいずれかが実施され、後者については通信速度に関して利用制限が行われるため、2017年中に希望した契約者に対して代替の契約を受け付ける。
これと引き換えに、4G LTE(1.5GHz帯・1.7GHz帯)サービスに帯域が振り向けられる。
また、2016年11月29日には、旧ウィルコムにて「WILLCOM CORE 3Gサービス」として提供されていたIIJ 3Gサービスの提供を2017年11月30日を以って終了することが発表された。サービス終了となる対象プランは、データ通信端末向けの「3Gデータ定額」と法人向けの「3Gデータ定額ビジネス」、音声端末向けの「新ウィルコム定額プランG」の3つである。
さらに、3Gサービス自体も石川県以外の地域は2024年4月15日、石川県は同年7月31日をもって順次停波された。停波に伴い、端末によっては
- 通話やデータ通信が利用できなくなるため、サービス終了翌日付で自動解約される（3Gサービスのみに対応した端末で、AQUOSケータイ 504SHやSarface 3、旧イー・モバイルブランドのPocket WiFiの一部が該当）
- 音声通話が利用できなくなる（VoLTE非対応の端末で、iPhone 5sや旧イー・モバイルブランドを含むAndroidスマートフォンの一部が該当）
- サービス提供エリアが縮小される（旧イー・モバイルブランドを含むPocket WiFiの一部やMediaPad M1 8.0 403HWが該当）

といった事象が発生する。そのため、3Gサービスのみ対応又はVoLTE非対応の端末を利用しているユーザーが引き続き利用するには、3Gサービスが終了する前に4G/5Gサービスに対応した端末へ機種変更する必要がある。SIM単体契約の場合は、使用する端末を4G/5Gサービスに対応した端末に差し替えることで3Gサービス終了による影響を受けなくなる。

### サイトの暗号化証明書方式の変更関連
2016年2月29日の18時を以て、旧・ウィルコムブランドのPHSのうち、スマートフォンではないweb対応端末(WX11KとWX12Kを除く)に搭載されたブラウザが、暗号化証明書方式のひとつであるSHA-2に非対応であることから、該当する端末での暗号化サイトの閲覧が不可となる。このため、My Y!mobileへの接続も不可となるため、メールアドレスの設定等も、パソコンや他のスマートフォンなどで行わなければならなくなる。なお、301KCなどのSMS(またはライトメール)と通話のみ対応する端末やイエデンワシリーズなどの通話のみの端末については影響がないため、これまで通り利用可能である。
web接続対応で、スマートフォンではないPHSで上記の影響がないのは、ソフトウェアアップデートを行ったWX11KとWX12Kと、同じくアップデートを行ったY!mobileブランド3種の端末、都合5端末のみとなる(残るブラウザがついた端末は、公式に発表されていない端末を含め、ほぼすべてがSHA-2非対応)。なお、2012年に実施されたガードバンド変更にともなって使用不可となった端末は、通話自体ができなくなっているため、公式発表の端末リストには当然に含まれていない(外部環境の通信を利用しても当然利用はできない)。
なお、旧・ウィルコムから発売されたWindows Mobile端末は、ブラウザレベルではこれまで通り使用可能(OSレベルでは、Windows Mobile 6.1は、SHA-2非対応)だが、端末によっては、プリインストールされたOpera BrowserがSHA-2に非対応のケースもある(WS007SHとWS011SHなど)ため、他のブラウザを利用することになる(Opera Browserは、バージョンが9.5以降の場合に限り、SHA-2に対応のため。WS020SHのOperaは9.5がプリインストールされ、WS027SHはOperaがプリインストールされていないので、いずれもSHA-2の影響はないとしている)。
なお、この変更に対する対応はいっさい行っておらず、旧来から行ってきた、タイプ1スマートフォンへの契約変更の際の端末代金を一括0円ないしは実質無料で行う施策は、SHA-2関連に関わらず行っているが、タイプ1の回線では「番号非通知ガードサービス」（ネットワーク設定による非通知拒否機能）に対応していないなど、サービスレベルで代替がないものも存在しており、通話重視のユーザなどには、代替契約として許容し得ない内容が含まれていることも現実問題として存在する。
また、日時は明言されていないが、旧・イー・モバイル及びイー・アクセスから発売されたフィーチャーフォン（H11T、H11HW、H12HWなど。H31IAはSHA-2に対応のため、この事象の対象外）についても実施される。これらは、上述のように、すでに停波が決まっているため、SHA-2対応／非対応に関わらず、十分とは言えないものの、順次巻き取り対応がされている(なお、タイプ1契約への変更後に「番号非通知ガードサービス」が使用できなくなる問題は、上記したPHSと同じである)。
スマートフォンについては、Android 2.2.x以前の端末に関して、OS自体は非対応だが、ブラウザをSHA-2対応のものにしていれば回避可能なものもあるので公式発表に含まれていない(SoftBankブランドとは異なり、OSレベルで対応しなければならないサービスをイー・アクセスでは提供していなかったため)。
ちなみに、SoftBankブランドでは、2016年1月14日に同様の対応を既に実施済みである(こちらは、スマートフォンでも、OSレベルの問題により不可となった端末も存在した)。
なお、他社を含め、サイト側がSHA-2で証明された暗号化サイトに切り替え済みの場合は、既に2016年2月29日以前の時点で接続できなくなっている。

### ドコモ回線の使用終了関連
2017年11月30日を以て、WILLCOM CORE 3Gのうち、IIJに移管の上でサポートを自社に残していたNTTドコモ回線を用いる契約については、サービス終了となり、強制解約となる。
救済措置として、現行のデータ契約かタイプ1の音声契約への変更に対して優遇をサービス停止される同日までに行う形をとるが、ウィルコム定額プランG利用者（WS027SHで、ドコモ回線を使うタイプのもので、コーションラベル部分に、型番部分がWS027SHとなっているものが対象で、ウィルコム定額プランGSに加入するWS027SH Sとなっているものは、今回の強制解約の対象外となる）に対するPHS音声回線の継続利用に対する救済は用意されていない（PHSとしての継続を希望する場合は、基本的に強制解約となる前に、以前使用していた端末等を持込しての機種変更での対応となり、AIR発番に対応したもので、かつ、3G/4G回線とのセット契約にならない端末である事が要件とされる。よって、WS027SH Sやタイプ3契約となるスマートフォン端末などは不可）。PHS部分も強制解約とされる。

### ソフトバンクWi-Fiスポット関連
2017年10月30日に、ソフトバンクWi-Fiスポットの認証方式の変更が2018年1月末日に行われる旨の告知がなされた。
予定通り実施されると、変更後の認証方式に対応できない通信端末(GL10Pおよび303HW)で、ソフトバンクWi-Fiスポットの利用エリアが一部縮小となる。

## SIMカード（ワイモバイルのUSIMカード）
Y!mobileブランドのSIMカードについては、2015年4月時点では、特に決まった名称は付いておらず、公式サイトでも『ワイモバイルのUSIMカード』あるいは『USIMカード』とされている。ここでは混同を防ぐために一般的な呼称である『SIMカード』とする。
カードの種類は4G音声用とデータ通信(DUAL2)用の2種類あり、データ通信用SIMにはSoftBankのネットワークを使用する番号と旧イー・アクセスのネットワークを使用する番号の2番号が登録されており、ユニバーサルサービス料金が2番号分発生する。
但し、スマホプランのオプションとして設定されているシェアプラン用のSIMは、データ通信専用であるが4G音声用のSIMカードが発行される（403HWや404HWなどを単品で契約する場合も、スマホプランが適用されるため、音声用のSIMカードになる）。
しかしながらシェアプラン用として使用出来るSIMのうち、nanoサイズに関しては『n101』『n111』となり、同じnanoサイズでもiPhone用のSIMとされている『n141』は契約時にUSIM No.(ICCID)を入れた時点でエラーが出て契約出来ないようになっている。これによりワイモバイルもICCIDでiPhoneの使用可否に縛りを入れていることが分かる。
その為か、305ZTのようなデータ通信専用機種に4G音声用SIM（シェアプラン用SIMカード）を挿入しても「USIMロック」と表示され、SIMロック相当の影響を受ける。
カードサイズはnanoの1種類であり、2025年現在、microサイズと標準サイズのSIMカードは存在していない。
カードパッケージはSoftBankブランドと同様に紙の封筒型パッケージにSIMカードパッケージが封入されているが、SoftBankブランドのものと違い電話番号が記載されているシールが存在しない。
製造はジェムアルト（GEM）とギーゼッケ アンド デブリエント（G&D）とオベルチュール・テクノロジーズ（OCS）。
microSIM（4G音声用）
カード名は『m101』
紙パッケージには『4G音声＜micro＞ USIM card m101』と記載されている。
docomoやauのmicroSIMと違い、製造番号が端子面に下12桁分だけ記載されている。
店舗在庫によっては2015年4月時点でも旧EMOBILE 4G-SのmicroSIMが払い出されている。
m101と旧EMOBILE 4G-SのmicroSIMはパーツコードやJANコードが同じであり、両者は同じとされている様子だが、
双方のSIMを同時期にNexus 5(EM01L)契約し、4G-S SIMを挿すとキャリア表示が『SoftBank』に、m101 SIMを挿すと『Y!mobile』と異なっている。
nanoSIM（4G音声用）
カード名は『n101』『n111』『n141』
紙パッケージには『4G音声＜nano＞ USIM card n101（または111/141）』と記載されている。
microSIMと違い、製造番号は端子面と逆面に記載されている。
適用機種により分けることを推奨しており、n101は国際的なSIMフリー機用（Nexusシリーズ等）、n111は日本製機種用（京セラ・シャープ等）、n141はiPhone用との事。
但し、オンラインショップではシャープ製でもn101が提供されたり、n101/n111はシェアプラン用として共通で使えるのに対し、n141は前述の通りiPhone用として明確に差別化されている。
microSIM（データ通信(DUAL2)）
カード名は『m09』『m121』
紙パッケージには『データ通信(DUAL2) USIM card m09』と記載されている。
前述の通りSoftBankと旧イー・アクセスの2つのネットワークを使用するために、2番号が登録されている。
microSIM（302HW専用）
カード名は『m06』
紙パッケージには『4G音声＜micro＞ USIM card m06』と記載されている。
docomoやauのmicroSIMと違い、製造番号が端子面に下12桁分だけ記載されている。
302HWは、旧イー・アクセス回線を使用する端末であり、タイプ2での契約となるため、前述したタイプ1用のm101とは別に設定されている。GL07Sを契約した際に使用するイー・モバイルのLTE音声のmicroサイズのEM chipとほぼ同等と見られる。

microSIM
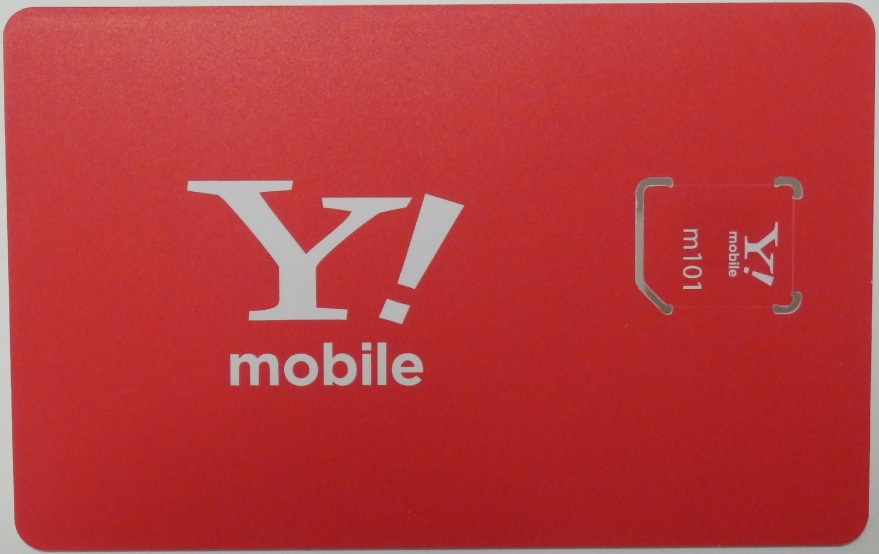
m101カード
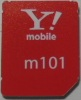
m101 SIM
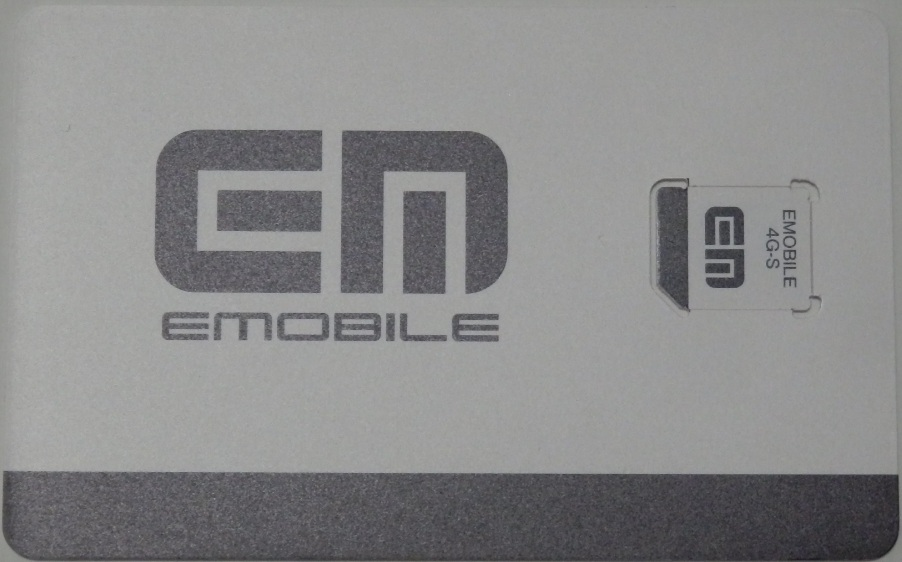
EM 4G-S USIMカード
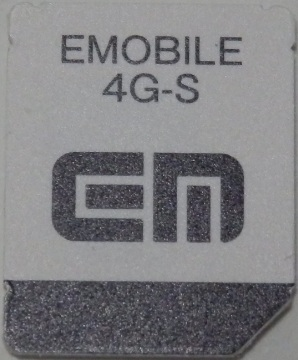
EM 4G-S USIMカード
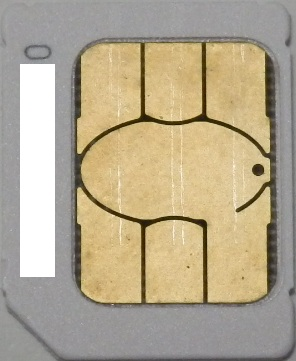
SIM端子面（m101/4G-S共通）

nanoSIM
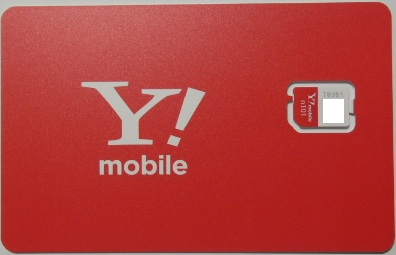
n101カード
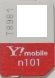
n101 SIM
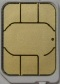
n101 SIM端子面(GEM)
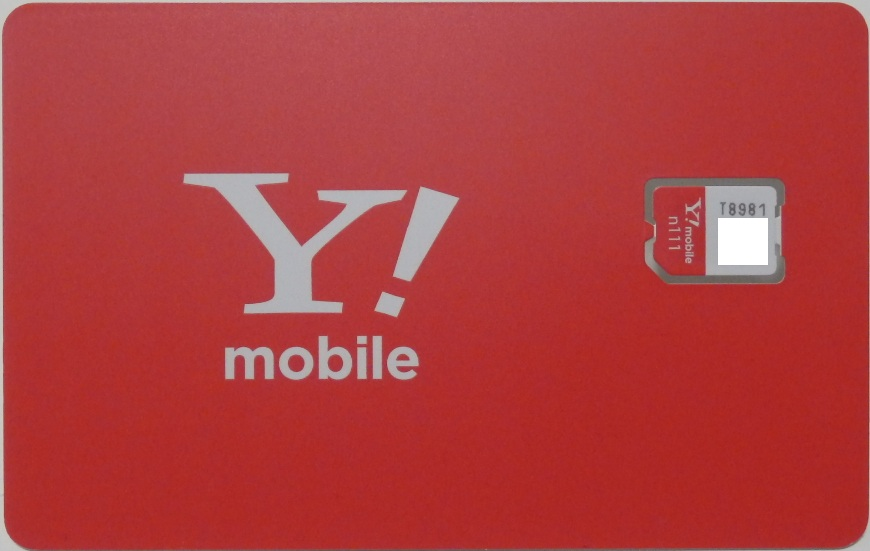
n111カード
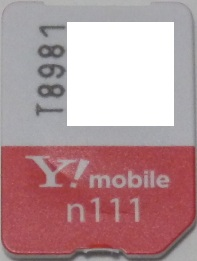
n111 SIM
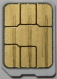
n111 SIM端子面(G&D)

## 端末のオプション製品関連
端末メーカーが設定していない商品（附属品を試供品扱いにするなど、別売りしていないものを含む）については、ソフトバンク コマース&サービス（以下、SBCASと称する）が販売元となって提供する商品もある。

### 電源アダプタ
Y!mobileブランドとして発売された端末は、多くの場合ACアダプタがオプションとしても設定されていないため、別途用意する必要がある。
なお、Y!mobileブランドにおいても取扱品がある。
- - 旧ソフトバンクBB社[注釈 3] から販売
    - ACアダプタ
      - ウィルコム用 充電ACアダプタ01（AC-01MU-K、ホシデン製）…旧ウィルコムブランド向け(商品コード・ZSDAY1)(後述の「ワイモバイル用 充電ACアダプタ02」は、当機のワイモバイルブランドリモデルかつSBCAS社名リモデルである)

  - SBCASから販売
    - ACアダプタ
      - ワイモバイル用 充電ACアダプタ02（AC-02MU-K、ホシデン製・出力1.0A)主に附属品設定のないPHS向け(商品コード・ZSDAY2)
      - ワイモバイル用 充電ACアダプタ03（AC-03MU-K、ホシデン製・出力1.8A)主にスマートフォン向け(商品コード・ZSDAY3)

    - DCアダプタ
      - 車載DCアダプタ（Y1-DC05-SPST・車載電源12/24V対応・出力1.8A)主にスマートフォン向け(商品コード・ZSYAAA)

### その他のオプション品
端末メーカー設定のオプションに加え、「Y!mobile SELECTION」や「SoftBank SELECTION」がY!mobileブランド向けに設定している製品(いずれもSBCAS扱い)がある。

## サービス
本節では主に、ヤフー連携サービス・補償サービス・決済サービスを中心に述べる。

### ヤフー連携サービス
Y!mobileサービスの初期登録を行うことにより、以下のサービスを利用できる。
2019年8月1日からは、「Yahoo!プレミアム for Y!mobile」や「Enjoyパック」で適用されるYahoo!ショッピングでの付与特典が期間限定Tポイントから有効期限付き電子マネーのPayPayボーナスライトへ変更。2021年2月1日（同日以降に付与が完了する分）からは、有効期限がない電子マネーであるPayPayボーナスへ変更。2022年4月1日付で名称をPayPayポイントへ変更された。
また、2023年11月29日に「Yahoo!プレミアム for Y!mobile」にLINE特典が追加されたことにより「LYPプレミアム」へアップグレードされた。既に「Yahoo!プレミアム for Y!mobile」を利用中のユーザーは自動的に「LYPプレミアム」へアップグレードされる。
◆をつけた項目については、次の場合にサービス対象外となる。
- Android版Yahoo! JAPANアプリの利用ができない環境(例えばSurface 3から利用の場合)。
- スマートフォン版Yahoo! JAPANのトップページへのアクセスができない場合(一部機種では、ワイモバイルが指定したブラウザで閲覧しない場合)。

LYPプレミアム
「シンプル2」・「シンプル」・「スマホプラン」・「スマホベーシックプラン」・「データプラン」・「データベーシックプラン」契約者を対象とし、追加料金なしで利用可能なサービス である。主なものとしては、
- 通常は有料となる「LINEスタンプ プレミアム」のベーシックコースを適応
- LINEアプリの機能追加（動画(5分以内)やオリジナル画質写真のアルバムへの保存や会員限定フォント・着信音・呼出音の設定が可能となる）
- 「Yahoo!ショッピング」でのPayPayポイントの上乗せ付与（月5,000ポイントを上限に2%のポイントを上乗せ、LINEアカウントと連携していない場合は上乗せ付与分ポイント相当額のヤフーショッピング商品券に変更）
- 「読み放題プレミアム」の無償付帯
- 「ヤフオク!」の落札システム利用料の優遇
- 後述する「Yahoo!かんたんバックアップ」のデータ容量を無制限化

なお、本特典は2024年5月5日時点での情報で、変更される場合があるので、最新の特典内容は公式ホームページを参照のこと。
もともとは後述する「Enjoyパック」の一部として提供を開始したが、2017年2月1日からは「スマホプラン」や「データプラン」契約者向けには申込不要且つ無料で提供されるようになり、既に対象の料金プランを契約し、利用開始設定を済ませている契約者はサービス開始日以降に自動適用される。2021年2月18日より提供が開始された「シンプル」も申し込み不要且つ無料で利用可能である。
「LYPプレミアム」へのアップグレードに伴い、LINE特典を受けるには新たにYahoo! JAPAN IDとLINEアカウントの連携が必要となった。また、LINEアプリなどから登録した場合はY!mobileユーザーであっても月額会員費が発生するので、無料で利用するには従来の「Yahoo!プレミアム for Y!mobile」同様にウェブから登録する必要がある。
Enjoyパック
「シンプル2」・「シンプル」・「スマホプラン」・「スマホベーシックプラン」・「ケータイプランSS」・「ケータイベーシックプランSS」・「データプラン」・「データベーシックプラン」・「データSIMプラン」契約者を対象とした有料サービス。
- 月額料は500円だが、初回申込に限り、初月分の月額料が無料である。
- 特典は以下の通り
  - 「Yahoo!ショッピング」で利用可能な割引クーポンの進呈（毎月1回、2017年2月1日以降の追加特典）
  - PayPayポイントの上乗せ付与（前述の「Yahoo!プレミアム for Y!mobile」での特典に加えて、月1,000ポイントを上限に5%のポイントを更に上乗せ）
  - 各料金プランの高速データ通信容量を超え、通信速度が低速化した際の低速化解除料金が500円分（1回分）割引となる
    - 「データプランシェア」契約の子回線となっている回線でのパック加入を除く

  - 「ケータイプランSS」・「ケータイベーシックプランSS」・「データSIMプラン」契約者は本パック加入により「Yahoo!プレミアム for Y!mobile」の利用が可能となる
  - サービス開始当初はPocket WiFi向けにも提供されていたが、2019年8月1日の特典変更によりPocket WiFiではPayPayの登録・利用が不可となることに伴い、同年6月30日をもって新規申込受付を終了した。

パケットマイレージ
- 「シンプル」・「スマホプラン」・「スマホベーシックプラン」・「ケータイプランSS」・「ケータイベーシックプランSS」を対象に、Yahoo! JAPANなどのサービスを利用することでマイルが貯まり、貯まったマイルのランクに応じてデータ容量の追加料金が無料となるサービス。
  - 当月（1日〜末日）に80マイル以上獲得すると、獲得マイル数に対応するランク（4ランクある）が決定する。これに基づき、翌月分の「スマホプラン」における契約容量超過による低速化解除料金が、一定回数分（ランクにより1回〜無制限）無料となる[111]。
  - マイルをもらうには電話番号と連携済みのYahoo! JAPAN IDでログインした状態でアプリやトップページを利用する必要がある。
  - 2018年10月16日にリニューアルされることが発表され、「パケットマイレージ」のサイト経由で対象のサービスのサイトの閲覧や利用を行った場合でもマイルが加算されるようになった[114]。

マイルを貯める方法
- ◆Yahoo! JAPANデイリーアクセスマイル

スマートフォン版Yahoo! JAPANのトップページにログインして利用することで、契約料金プランに応じた一定のマイルが毎日加算される。
Yahoo! JAPANアプリに初めてログインして利用すると、「Yahoo! JAPANアプリ初回ログインボーナス」として1回だけボーナスマイルがもらえる。
「パケットマイレージ」の対象外プランから対象プランに月途中で変更した場合や、新規・MNPにより「パケットマイレージ」対象プランに契約した場合は、加入当月に限り、「スマホプランL」・「スマホベーシックプランL」の場合と同じ1日7マイルに優遇される
- ショッピングマイル
  - 2014年11月13日16時開始
  - 「Yahoo!ショッピング」や「ヤフオク!」での購入ごとにマイルを獲得可能。開始当初は最大で100マイル/月の上限が設けられていたが、リニューアルに伴って、2018年10月16日以降は無制限に変更された。

- サービス利用マイル
  - 対象となるサービスの条件を満たしたアクションを行うと、各サービス条件に基づき、1つのサービスにつき一定のマイルが獲得される。

- ◆パケくじ

スマートフォン版Yahoo!JAPANトップページ にログインして5日訪問するごとにくじを1回引く権利が付与される。くじを引いて当選すると1等から5等に応じたマイルが獲得される。
注意事項
- 「スマホプラン」でタイプを変更する場合、既存契約（変更前契約）の解約と新規契約（変更後契約）の手続きが必要なため、変更前契約の特典を変更後契約に引き継ぐことはできない。また、タイプ変更後に変更前と異なるIDを登録した場合、変更前のIDで獲得していたマイルがリセットされるので注意が必要である。

その他の無料サービス
- Y!mobileメール - 詳しくは前記Y!mobileメールの項を参照されたい。
- Yahoo!かんたんバックアップ - スマートフォン内のデータを自動でクラウド上に保存可能な無料ストレージサービス。
- Yahoo!ウォレット

### 基本パック
端末紛失時のサポートやネット詐欺を見破る等複数のサービスを月額料のみでまとめて利用可能なセットオプション。スマートフォンには「スマートフォン基本パック-S」が、ケータイには「ケータイ基本パック」があり、「○印」を付したオプションがセットされている。
- 月額料500円（端末の購入と同時に新規加入(基本パック間の変更は対象外)の場合は、初月分の月額料が無料）
- パックの内容および単体(個別)加入の可否は次表のとおりとなる。

※本パック加入時のみ付加可能なものがある。
| オプション名                           | 個別加入の可否 | 基本パックの種別およびセット内容 | 基本パックの種別およびセット内容 | 備考欄 |
| オプション名                           | 個別加入の可否 | スマートフォン 基本パック-S      | ケータイ 基本パック              | 備考欄 |
| -------------------------------------- | -------------- | -------------------------------- | -------------------------------- | --- |
| スマートセキュリティ powered by McAfee | ○              | ○                                | ×                                | 個別加入の場合、月額料は300円 |
| 詐欺ウォール/ Internet SagiWall        | ○              | ○                                | ○                                | 従来は「Intenet SagiWall」の名称で提供されていたが、 ケータイ向けは2019年2月26日から、スマートフォン向けは同年3月28日から 順次リニューアルされ、現在の名称となった |
| 留守番電話サービス                     | ○              | ○                                | ○                                | 個別加入の場合、月額料は300円 |
| 紛失ケータイ 捜索サービス              | ×              | ○                                | ○                                | |
| 位置ナビ                               | ○              | ○                                | ○                                | 位置検索される側（被検索者）はオプション加入不要 位置検索する側（検索者）はオプション加入が必要で、 個別加入の場合、月額料は200円 基本パックの加入有無を問わず1回につき5円の検索利用料かかる また、位置検索される端末はDIGNO/DIGNOケータイシリーズ、 かんたんスマホシリーズ、AQUOS（一部端末）/AQUOSケータイシリーズ、 LUMIERE、Spray、ARROWS S及びSoftBankブランドの対応端末に限られる （2019年2月26日よりSoftBankブランドの対応端末でも検索可能となった） |
| みまもりマップ                         | ○              | ○                                | ×                                | グループメンバーとして利用する場合はオプション加入不要 管理者として利用する場合はオプション加入が必要で、 個別加入の場合、「位置ナビ」の加入も必要 なお、災害時の機能（災害エリア通知・SOS発信）は 2020年8月31日をもって提供終了 |
| 安心遠隔ロック                         | ×              | ○                                | ○                                | |
| 一定額ストップ サービス                | ○              | ○                                | ○                                | 個別加入の場合、月額料は100円 |
| 割込電話                               | ○              | ○                                | ○                                | 個別加入の場合、月額料は200円 |
| グループ電話                           | ○              | ○                                | ○                                | 個別加入の場合、月額料は200円 |

### 故障安心パック
故障・水濡れ・盗難時に対する保証にをベースに複数のサービスを組み合わせたセットオプション。

#### 購入端末向け
購入端末には、種類に応じて「故障安心パックプラス」、「故障安心パック-S」、「故障安心パック」の3種類が用意される。
| サービス                          | パックの名称および対応サービス | パックの名称および対応サービス | パックの名称および対応サービス   | 備考欄 |
| サービス                          | 故障安心 パック | 故障安心 パック-S              | 故障安心 パックプラス            | 備考欄 |
| --------------------------------- | --- | ------------------------------ | -------------------------------- | --- |
| 故障保証                          | ○ | ○                              | ○                                | 修理受付終了機種については、「水濡れ・全損保証サービス」を 利用してY!mobile指定機種を会員価格で購入可能 「故障安心パックプラス」の場合は「故障交換サービス」を 利用して機種交換することも可能 |
| 故障保証                          | 自然故障による修理について、端末の保証書に規定された 無償修理を除く修理代金が全額補てんされる 但し、水濡れや全損が原因の場合は本保証の対象外となり、 「水濡れ・全損保証サービス」の対象となる |                                |                                  | 修理受付終了機種については、「水濡れ・全損保証サービス」を 利用してY!mobile指定機種を会員価格で購入可能 「故障安心パックプラス」の場合は「故障交換サービス」を 利用して機種交換することも可能 |
| 破損保証                          | ○ | ○                              | ○                                | 修理受付終了機種については、「水濡れ・全損保証サービス」を 利用してY!mobile指定機種を会員価格で購入可能 「故障安心パックプラス」の場合は「故障交換サービス」を 利用して機種交換することも可能 |
| 破損保証                          | 塗装の剥がれや傷などによって外装が破損した場合の 外装交換費用が一部補てんされる |                                |                                  | 修理受付終了機種については、「水濡れ・全損保証サービス」を 利用してY!mobile指定機種を会員価格で購入可能 「故障安心パックプラス」の場合は「故障交換サービス」を 利用して機種交換することも可能 |
| 故障交換                          | × | ×                              | ○                                | 故障した端末は申込時に回収される 機種の在庫が無い場合はY!mobile指定機種への交換となる |
| 故障交換                          | 利用中の機種が故障などで使用不可となった場合に、 代金を支払うことで新品"同等"の同一機種と交換可能                                                                                             |                                |                                  | 故障した端末は申込時に回収される 機種の在庫が無い場合はY!mobile指定機種への交換となる |
| 水濡れ・全損保証                  | ○ | ○                              | ○                                | 水濡れ・全損した端末は店頭にて回収される 外装交換が必要となる場合は「外装交換サービス」も 適用され、同サービス利用時の自己負担額が上乗せされる                                                |
| 水濡れ・全損保証                  | 水濡れや全損で故障した場合の修理費用の割引または、 同一機種・Y!mobile指定機種の会員価格での購入を選択可能                                                                                     |                                |                                  | 水濡れ・全損した端末は店頭にて回収される 外装交換が必要となる場合は「外装交換サービス」も 適用され、同サービス利用時の自己負担額が上乗せされる                                                |
| 盗難・紛失保証                    | ○ | ○                              | ○                                | 申請には警察署への届出を証明する書類などが必要となる |
| 盗難・紛失保証                    | 盗難や紛失時に利用中の機種と同一機種または Y!mobile指定機種を会員価格で購入可能 |                                |                                  | 申請には警察署への届出を証明する書類などが必要となる |
| 電池パック無料                    | ○ | ○                              | ○                                | 利用中の端末により、どちらか1つのサービスが適応される 同一機種を1年以上利用しており、且つ、 本オプションに1年以上加入していることが条件となる                                                 |
| 電池パック無料                    | 無料提供の権利が発生してから1年以内に申し込むことで 1つの端末につき電池パックが1個無料で進呈される                                                                                            |                                |                                  | 利用中の端末により、どちらか1つのサービスが適応される 同一機種を1年以上利用しており、且つ、 本オプションに1年以上加入していることが条件となる                                                 |
| 内蔵型バッテリー 交換修理割引     | ○ | ○                              | ○                                | 利用中の端末により、どちらか1つのサービスが適応される 同一機種を1年以上利用しており、且つ、 本オプションに1年以上加入していることが条件となる                                                 |
| 内蔵型バッテリー 交換修理割引     | 適用条件を満たした日以降、端末の保証書記載の 有償修理対応可能期間内におけるバッテリー交換の 修理代金が割引となる                                                                              |                                |                                  | 利用中の端末により、どちらか1つのサービスが適応される 同一機種を1年以上利用しており、且つ、 本オプションに1年以上加入していることが条件となる                                                 |
| 紛失ケータイ捜索                  | × | ○                              | ○                                | 2020年3月12日より追加 前述の「基本パック」で提供されているサービスと同一 |
| 紛失ケータイ捜索                  | 端末を紛失した際などに、 端末のおおよその位置を捜索することが可能 |                                |                                  | 2020年3月12日より追加 前述の「基本パック」で提供されているサービスと同一 |
| セキュリティ トラブル補償         | × | ×                              | ○                                | 「シェアプラン」契約者は本サービスを受けられない 申請には領収書などの証明書が必要 また、「専門業者」については日本国内で営業活動および 修理を行う業者に限られる                               |
| セキュリティ トラブル補償         | 不正アプリのインストールなどで意図しない挙動が 発生するなどの端末トラブルにより 専門業者によるトラブル対応サービスを利用した場合に Y!mobileによる審査を経て費用が補償される（上限額あり）     |                                |                                  | 「シェアプラン」契約者は本サービスを受けられない 申請には領収書などの証明書が必要 また、「専門業者」については日本国内で営業活動および 修理を行う業者に限られる                               |
| データ復旧支援                    | × | ×                              | ○                                | 「シェアプラン」契約者は本サービスを受けられない 本サービスはAOSデータに委託している |
| データ復旧支援                    | 破損や故障のトラブル時に無料で端末から通常データを復元し、 USBメモリなどのデータ媒体で納品する データ量が多い場合は追加料金を負担の上 外付けハードディスク等で納品される                      |                                |                                  | 「シェアプラン」契約者は本サービスを受けられない 本サービスはAOSデータに委託している |
| 水濡れメモリー データ復旧サポート | × | ○                              | ×                                | 水濡れした端末はデータ復旧の成否に関わらず廃棄処分される 電源が入らなくなった端末はサービスの対象外となる                                                                                     |
| 水濡れメモリー データ復旧サポート | 水濡れした端末のメモリデータを復旧し、 新たに利用する端末（データ回復用端末）への移行を無料で行う                                                                                             |                                |                                  | 水濡れした端末はデータ復旧の成否に関わらず廃棄処分される 電源が入らなくなった端末はサービスの対象外となる                                                                                     |
| 対象端末                          | Pocket WiFi | ケータイ（ガラホ）             | iPhone スマートフォン タブレット | 2023年2月1日以降は端末購入と同時加入のみ可能 |
| 料金                              | 500円 | 500円                          | 690円                            | 加入月は無料 |

○印が付されていても、機種によっては対象外となるサービスもあるので、端末購入時に確認が必要である。
注意・制限事項など(会員規約に記載がある)
- 本パックの保証サービスを利用してY!mobile指定の端末の購入や機種変更・交換を行う場合、契約中の料金プランおよびオプションサービスの変更・解除を伴う場合がある。
  - 交換の場合、契約変更事務手数料や解約金等の発生、または契約期間の変更となる場合がある[118]。
  - 「新品同等」とは、「未使用または短期間使用された端末」または「故障修理・外装交換などのリフレッシュを行い新品同様の状態に初期化した端末」と定義されている。
- 故障などの原因が天災(地震・噴火・火砕流・津波)、会員の故意・重過失などによる場合は免責となり、保証を受けられない。
- 「水濡れ・全損保証サービス」と「盗難・紛失保証サービス」は利用後6か月間は再度利用ができない。

これらのサービスを利用して端末を購入(機種変更)した場合、機種変更時の利用期間がリセットされ、その日から再度利用期間のカウントが開始される。ただし、通常価格での機種変更は可能である。
- 「故障交換サービス」、「セキュリティトラブル保証」、「データ復旧支援サービス」はそれぞれ年間1回までの利用限度がある。

#### SIMカード単体契約者向け
SIMフリーのAndroidスマートフォンなど、SIMカード単体の契約者（いわゆる、持ち込み契約者）向けには、「持込端末保証」が提供されている。
2022年7月14日に後述する「故障安心パックライト」に替わって提供が開始された（本サービスはLINEMOでも同日より提供されている）。
- 本サービスでは、利用中の端末が破損や故障した際に、少ない負担額で配送による交換や修理が可能な「配送交換・配送修理サービス」、端末のバッテリーが劣化した場合に少ない負担額で配送による同等機種への交換が可能な「バッテリー劣化端末交換サービス」、水没・水濡れ・破損などのトラブル時にデータの復元を支援する「データ復旧支援サービス」の3つで構成されている。
- 月額料は650円。
- 対象料金プランは「シンプル」と「シンプル2」のみで、個人契約に限る。
- 「故障安心パックライト」の場合とは異なり、使用中の機種の購入日に関わらず申込むことが可能となり、「故障安心パックライト」からの変更申込も可能である。
- 2024年5月17日付で保証内容が拡充され「バッテリー劣化端末交換サービス」が追加された一方、同年9月17日をもって「紛失ケータイ捜索サービス」の提供が終了された[120]。

なお、SIMカード単体契約者が保有する端末がiPhoneの場合には、「配送交換・配送修理サービス」と「バッテリー劣化端末交換サービス」をアップル公式の保証サービス「AppleCare Services」に置き換えた「持込端末保証 with AppleCare Services」が提供されている。

### 決済サービス
ワイモバイルまとめて支払い
デジタルコンテンツやアイテムの購入、ECサイトでの商品購入、各種サービスの利用料金をY!mobileの利用料金とまとめて支払うことが可能な決済サービス。クレジットカード番号などの入力作業が省け、請求先を一本化できるメリットがある。
本サービスはSoftBankブランドで提供されている「ソフトバンクまとめて支払い」と同等のサービスとなる。

### 提供を終了したサービス
- エンタメパック - 「データプラン」、タイプ3契約を除く「スマホプラン」、「Pocket WiFiプラン」のプラン2の各契約者向けに提供されていた有料サービスで、月額料のみでGYAO!の「PLUS会員」とYahoo!ブックストアの「読み放題」の利用が可能であった。2016年3月31日をもってサービス提供が終了され、翌日以降自動的に解約された（利用料金は2016年3月利用分が最終となり、以降の請求が発生されない）。サービス提供の終了に伴い、GYAO!の「特選動画」と「CMなしでの視聴」、Yahoo!ブックストアの「読み放題」で配信している電子書籍の閲覧が不可となり、ブックストアアプリを利用していて「読み放題」対象の電子書籍をダウンロードしていた場合、対象の本が削除される案内がされている[123]。
- スマートフォン基本パック(W) - PHSと3Gのデュアル端末向けに提供されていたセットオプションで、「スマートセキュリティ powered by McAfee」、「詐欺ウォール/Internet SagiWall」、「安心遠隔ロック」、「紛失ケータイ遠隔サービス」の4つがセットになっていた。PHS向けサービスの提供終了に伴い、2021年1月31日をもって提供を終了した。
- あんしん基本パック - Pocket WiFi 401HW/305ZT/303HWのほか、旧イー・モバイル系端末向けに提供されていた補償サービス。
- あんしん保証サービス - 旧ウィルコムブランドから継続していたサービスで、ケータイ（PHS）を対象に、修理時の自己負担額の無償化、特別価格での良品交換、スマートフォンやケータイへの契約変更時に通信料金が割引となる特典が用意されていた。PHS向けサービスの提供終了に伴い、2021年1月31日をもって提供を終了した。
- あんしん保証サービス プラス - 旧ウィルコムブランドから継続していたサービスで、ケータイ（PHS）およびPHS/3Gデュアル端末を対象に、「あんしん保証サービス」の内容に加えて1年に1回、交換手数料を支払うことで新しいケータイ（PHS）へ交換可能となる機種交換サービスが付帯されていた。「あんしん保証サービス」同様、2021年1月31日をもって提供を終了した。
- 故障安心パックライト - SIMフリーのスマートフォンなど、SIMカード単体の契約者（いわゆる、持ち込み契約者）向けに提供されていたサービスで、利用中の端末が破損や故障した際に、手数料を支払うことでY!mobile指定端末との取り替えが可能な「取り替えサービス」と、端末を紛失した際に端末のおおよその位置を捜索する「紛失ケータイ捜索サービス」の2つのサービスで構成されていた。後継サービスである「持込端末補償」の提供開始に伴い、2022年7月13日をもって新規申込受付を終了した。なお、現在サービス加入中の場合は自動解約（取り替え又は機種変更をした日）や「持込端末補償」へ変更申込をしない限り継続される。

### とくするアンケート
- 2022年6月30日より、とくするアンケートでワイモバイル対応になった。

元々は、SoftBankのみだったが、ワイモバイルでも対応する。
LINEMOは、対象外だが今後対応する。
- 当初はソフトバンクなど大手携帯電話会社3社が共同提供しているメッセージアプリケーションの「+メッセージ」には対応していなかったが、2022年春頃を目処に同アプリに対応することを2021年9月2日に発表した。
  - 2022年5月20日-＋メッセージ使えるようになった[124][125]。

### サービスエリア
- SoftBank 4G LTEおよび5Gのエリア拡大に伴い3G回線提供を当初、2024年1月31日を以って終了する予定だったが、同年1月1日に発生した令和6年能登半島地震の影響で移行手続きが困難な状況を踏まえ、同年1月17日に提供終了日を同年4月15日に延期することを発表[126]。同年3月13日には石川県のみ提供終了日を同年7月31日に再延期することが発表された[127]。そして、同年4月15日にすでに再延期が発表されている石川県を除いて3G回線の提供が終了となった。

## CM
Y!mobileブランド設立後、2014年から、ブランドキャラクターとして猫の「ふてニャン」（名前は春馬。スコティッシュフォールド）を起用したCMを複数発表していた。
2015年から、ふてニャン・桐谷美玲→芦田愛菜・吉岡里帆とタレントを併用したCMを開始している。監修は西城秀樹が務め、曲は主に「YOUNG MAN (Y.M.C.A.)」のアレンジが使用された。
2021年現在、出演者が赤塚不二夫の漫画「天才バカボン」のキャラクターに扮し、同漫画のテレビアニメOP曲の替え歌に合わせて踊るCMを放送している。

### 現在
- 2代目ふてニャン（てみ）（2021年 - ）[128]
- 出川哲朗（2017年 - ）
- 芦田愛菜（2018年 - ）
- 小池栄子（2022年 - ）
- ヒロシ（2023年 - ）
- デヴィ・スカルノ（2023年 - ）
- 津田篤宏（ダイアン、2023年 - ）[129]
- 富栄ドラム（2023年 - ）[130]

### 過去
- なめ猫（2015年 - 2016年） - 2016年のCVは哀川翔[注釈 4] が担当。
- 平祐奈（2015年）
- 桐谷美玲（2015年 - 2018年）[131][注釈 5][注釈 6]
- あばれる君（2015年）[131]
- 田中美奈子（2016年）[132]
- 早見優（2016年）
- 松本伊代（2016年） - 2014年SoftBankのCMに出演。
- 森崎博之（2016年）[133]
- ピコ太郎（2016年 - 2017年） - 2017年SoftBankのCMにも並行して出演。
- GENERATIONS（2017年）
- 斎藤工（2017年 - 2018年）[注釈 7]
- 吉田鋼太郎（2017年 - 2018年）[注釈 8]
- にゃんこスター（2017年）
- TWICE（2018年）
- 鈴木奈々（2018年）
- 天龍源一郎（2018年）
- 中田圭佑（2018年）
- 吉岡里帆（2018年〜2022年8月3日）
- Toshl（2019年 - ）
- 新垣隆（2019年 - ）
- 真矢ミキ（2019年 - ）
- 横浜流星（2019年 - ）
- 桑田真澄（2019年）[134]
- Matt（2019年）[134]
- 野原しんのすけ一家（クレヨンしんちゃん）（2019年 - ）[134]
- JO1（2020年-）[135]
- ふてニャン（春馬）（2014年 - 2021年[136]）
- 片岡愛之助（2021年〜2022年 8月3日）
- 児嶋一哉（2021年〜2022年 8月3日）